# Новый курс Рузвельта
«Новый курс» (англ. New Deal) — экономическая и социальная программа, проводившаяся администрацией президента США Ф. Рузвельта с 1933 по 1939 год и нацеленная как на преодоление последствий Великой депрессии, так и на структурные реформы в промышленности, сельском хозяйстве, финансах, энергетике и трудовых отношениях. Новая программа, заметно усилившая аналогичные действия предыдущей администрации Г. Гувера, привела к отказу от принципа невмешательства и существенно расширила сферу деятельности американского федерального правительства, включив в неё борьбу с бедностью и безработицей.
Большая часть законодательной базы Нового курса была принята Конгрессом в течение первых трёх месяцев — «Ста дней» — президентства Рузвельта, когда после прекращения банковской паники была организована целая серия правительственных служб и агентств, включая Администрацию общественных работ, Гражданский корпус охраны окружающей среды и Администрацию долины Теннесси. Многочисленные федеральные ведомства распределяли чрезвычайную финансовую помощь и создавали временные рабочие места. В попытке остановить дефляцию и возродить экономическую активность, Национальное управление экономического восстановления стало формировать промышленные кодексы, которые регулировали бизнес-процессы в стране: установление минимальных цен и заработной платы, определение длительности рабочей недели и условий труда. Попытка регулировать финансовый сектор, направленная на недопущение повторения краха фондового рынка и масштабных банковских банкротств, привела к появлению системы страхования депозитов, расширению полномочий ФРС и созданию Комиссии по ценным бумагам. В сельском хозяйстве предполагалось остановить многолетний кризис, дополнившийся в 1930-е годы экологическим бедствием, за счёт контроля над производством основных культур, призванного поднять цены, а также за счёт прямых денежных субсидий американским фермерам. Подобные меры сопровождались отказом от золотого стандарта и придали экономике США черты планового хозяйства.
К 1935 году принятие закона Вагнера, окончательно легализовавшего американское профсоюзное движение, и создание Национального управления по трудовым отношениям способствовали снижению масштабности и кровопролитности конфликтов между рабочими и работодателями. Совокупность мер Нового курса помогла справиться с наиболее опасными последствиями экономической депрессии, но не привела к полному восстановлению американской экономики. Меры вызвали острую критику как со стороны приверженцев традиционных американских свобод, так и со стороны радикальных групп, полагавших, что фашистская диктатура или социалистическое планирование имели бы больший успех. Видя радикализацию избирателей, в преддверии второй президентской кампании Рузвельт начал активнее использовать левую риторику, чем оттолкнул от себя предпринимательское сообщество, заподозрившее президента в диктаторских амбициях. Новая рецессия, начавшаяся в 1937 году — наряду с использованием средств налогоплательщиков для финансирования политических кампаний сторонников президента — усилила данное расхождение. Вместе с тем Рузвельт вступил в открытый конфликт с Верховным судом, ранее отменившим целый ряд ключевых президентских инициатив по причине их несоответствия Конституции США, которая не наделяла федеральное правительство правами по регулированию хозяйственной деятельности.
«Закон о социальном обеспечении», составленный Ф. Перкинс с учётом американских конституционных принципов, включал в себя создание как пенсионной системы, так и системы пособий по безработице — закон стал ключевой частью наследия Нового курса. Масштабные строительные проекты Г. Гопкинса — муниципальные здания, дороги, аэропорты, национальные парки — и поддержка американской культуры способствовали формированию такого наследия по всей территории страны. Установление в 1938 году минимального размера оплаты труда и максимальной продолжительности рабочей недели также стало долгосрочным наследием рузвельтовских реформ, вызвав конфликт президента с белыми южанами, полагавшими неприемлемым применение единых правил к разным расам. Потерпев поражение в политическом конфликте с Верховным судом и столкнувшись с организованной оппозицией в Конгрессе, администрация Рузвельта постепенно свернула программу реформ и нацелилась на защиту уже достигнутых изменений от контр-реформаторских инициатив; начало Второй мировой войны изменило данные планы.
Обширность социально-экономических преобразований времён Нового курса, сумевших предотвратить прямое столкновение консерваторов и радикалов, но сопровождавшихся как значительным ростом бюрократического аппарата, так и изоляцией страны, вызывала острую реакцию у многих современников. В рамках историографии Нового курса авторы ещё несколько десятилетий разделялись на сторонников и противников «социалистических» реформ. Роль теоретических воззрений Д. Кейнса в формировании (зачастую противоречивой) программы Нового курса также подробно обсуждалась историками и экономистами — при этом ряд инициатив администрации Рузвельта реализовывался уже в послевоенные годы. Новый курс привел к политической перестройке, переориентировав электоральную базу Демократической партии на коалицию Нового курса, состоявшую из профсоюзов, рабочих, городских политических машин, расовых меньшинств, белых южан и интеллектуалов.

## Предыстория: Великая депрессия

Уровень безработицы в США в 1910—1960 годах: выделена эпоха Великой депрессии (1929—1939)

К моменту президентских выборов в США 1932 года Великая депрессия продолжалась в стране уже более трёх лет. За это время более 10 миллионов американцев — 20 % рабочей силы — стали безработными; в крупных городах уровень безработицы приблизился к 50 %. Финансовые ресурсы благотворительных фондов и местных администраций оказались исчерпаны. Попытки президента-республиканца Герберта Гувера остановить экономический коллапс, используя самоорганизацию промышленных предприятий и фермерских хозяйств, не принесли результата. При этом в глазах общественного мнения Гувер выглядел человеком, который был готов помогать только банкам и корпорациям, а не американским обывателям; в результате экономическую депрессию стали регулярно называть «гуверовской», а поселения безработных — «гувервиллями». Губернатор Нью-Йорка Франклин Рузвельт, использовавший ресурсы штата для оказания помощи местным безработным, стал кандидатом от Демократической партии — то есть противником Гувера на президентских выборах.

Результаты президентских выборов в США по округам (1932): в «синих» округах победу одержал Рузвельт, в «красных» — Гувер

## Между двумя администрациями
Франклин Рузвельт уверенно победил на выборах президента США, проходивших в ноябре 1932 года — он стал избранным президентом. Но его предшественник, Герберт Гувер, все ещё являлся фактическим президентом в течение следующих четырёх месяцев — до марта 1933 года. Если для обычного времени задержка могла показаться незначительной, то для периода Великой депрессии она была заметной, выявив «устаревший [к 1930-м годам] ритм американской избирательной системы».
Новый президент выступил с «расплывчатой» программой по выходу из кризиса, получившей известность как «Новый курс для забытого человека». Сам он не придавал особого значения данной «бессодержательной», по мнению историка Кирана Пателя, фразе — фразе, сказанной во время принятия роли кандидата в президенты. Советники Рузвельта видели в ней, главным образом, элемент политической риторики. Но американская пресса подхватила выражение и определила его как лозунг нового президента:
По всей стране мужчины и женщины, забытые в политической философии правительства, смотрят на нас, ожидая указаний, что им делать, и более справедливого распределения национальных богатств… Я обещаю новый курс для американского народа. Это не просто политическая кампания. Это призыв к оружию.
Оригинальный текст (англ.)Throughout the nation men and women, forgotten in the political philosophy of the Government, look to us here for guidance and for more equitable opportunity to share in the distribution of national wealth… I pledge myself to a new deal for the American people. This is more than a political campaign. It is a call to arms.— Ф. Рузвельт, Речь о «забытом человеке», «Time» от 11 июля 1932

### Рузвельт и Гувер. Военные долги
В промежуток времени между выборами и инаугурацией Рузвельта американская банковская система полностью коллапсировала, а мировая экономика «скользнула ещё глубже в пропасть депрессии». В политике также успели произойти изменения: Адольф Гитлер был назначен канцлером Германии, а десятки граждан Веймарской республики погибли в ходе нескольких месяцев столкновений между вооружёнными группами коммунистов и национал-социалистов. Практически одновременно правительство Японской империи, нацеленное на установление своего контроля над Маньчжурией, официально заявило о снятии с себя всех дипломатических ограничений и о намерении выйти из Лиги Наций.

Г. Гувер и Ф. Рузвельт в кабриолете по дороге на инаугурацию (4 марта 1933)

Через неделю после выборов Рузвельт получил развёрнутую телеграмму от Гувера, в которой действующий президент писал о военных долгах и внешней политике: о Всемирной экономической конференции в Лондоне и Женевской конференции по разоружению. Кроме того, Гувер «беспрецедентно» предлагал Рузвельту личную встречу. Помощники Рузвельта Рексфорд Тагвелл и Реймонд Моули увидели в письме «политическую бомбу», которую уходящая республиканская администрация решила «заложить» под президента-демократа: им было очевидно желание Гувера переложить на плечи Рузвельта ответственность за чрезвычайно непопулярную политику по списанию долгов времён Великой войны. Однако встреча двух президентов состоялась — она прошла 22 ноября 1932 года в напряжённой атмосфере.
Страна нуждается, и, если я не ошибаюсь, страна требует смелого и настойчивого экспериментирования. Здравый смысл подсказывает обратиться к какому-нибудь методу и испытать его. Если он себя не оправдает, надо честно признать это и поискать другой метод. Но, прежде всего, нужно попытаться что-то сделать.— Ф. Д. Рузвельт, из речи в Университете Оглторпа, 22 мая 1932
Поздно вечером 18 февраля 1933 года Рузвельт получил лично в руки от агента Секретной службы большой конверт с рукописным письмом Гувера в 10 страниц. В письме Гувер прямо описал ситуацию в американской экономике и банковской системе — и просил Рузвельта выступить с «обнадёживающим» заявлением. 3 марта Гувер предпринял последнюю попытку заручиться поддержкой Рузвельта; новая встреча закончилась взаимным раздражением, и больше политики никогда не встречались тет-а-тет. Тем временем многим современникам начало казаться, что «американский капитализм зашёл в тупик»: кризис поколебал доверие к капиталистическим институтам, «к морали и этике буржуазного мира».

### Рузвельт и диктатура
В 1932—1933 годах в мире в целом и в Западном полушарии в частности нарастали настроения в пользу диктаторской формы правления. В частности в Латинской Америке в 1930 году правительства шести стран — Аргентины, Бразилии, Доминиканы, Боливии, Перу и Гватемалы — пали в результате военных переворотов; к 1932 году то же произошло в Эквадоре, Сальвадоре и Чили.
Наблюдая со стороны за режимами Гитлера, Муссолини и Сталина, многие в США призывали к подражанию им: в тот момент крайне правые или крайне левые режимы представляли собой «более динамичные силы» по сравнению с либеральными политическими системами. Так, бывший политический наставник Рузвельта Альфред Смит — ставший к тому моменту активным критиком своего давнего протеже — сравнил текущий кризис с чрезвычайной ситуацией времён Гражданской войны. Он полагал, что следовало «положить на полку» Конституцию США и оставить её там до конца кризиса. Одновременно республиканский губернатор Канзаса заявил, что предпочёл бы «железную руку диктатора» текущему политическому «параличу». Журналист Уолтер Липпман в конце января 1933 года напрямую предложил президенту «принять диктаторские полномочия», мотивировав это серьёзностью ситуации в стране.

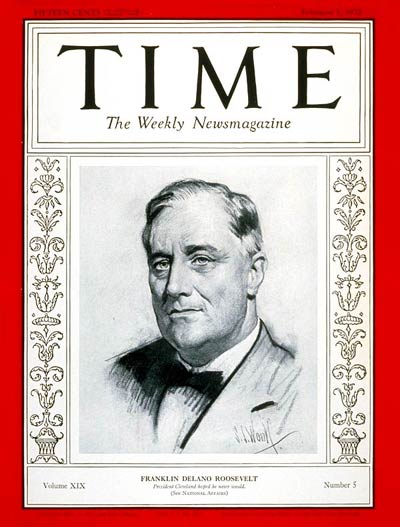
Рузвельт на обложке журнала «Time» (февраль 1932)

Ни современники событий, ни последующие исследователи так и не смогли ответить на вопрос, как Рузвельт реагировал на подобные предложения. Прозванный «приветливым сфинксом из Гайд-парка», избранный президент был известен выдающимися актёрскими способностями, позволявшими ему успешно скрывать свою искреннюю реакцию на события даже от ближайших советников. «Практически непроницаемое сокрытие намерений», свойственное Рузвельту — вынужденному непрерывно переносить мучительные боли от необходимости носить металлический корсет (следствие перенесённого полиомиелита) — не позволяло сказать, рассматривал ли он всерьёз перспективу стать диктатором. Не склонный к открытым разногласиям, в особенности со своими собеседниками, Рузвельт часто соглашался с взаимоисключающими точками зрения, высказывавшимися его многочисленными посетителями в период с ноября 1932 по март 1933 года. Рузвельт также использовал и собственное красноречие, чтобы уйти в разговоре от той или иной острой проблемы.
Хотя Рузвельт никогда не был «систематическим мыслителем», длительный период одиночества, навязанный ему длительным выздоровлением от полиомиелита, позволил будущему губернатору и президенту сформировать «довольно последовательную», по мнению историка Дэвида Кеннеди, социальную философию. Рузвельт полагал, что правительство не только может, но и должно достичь «подчинения частных интересов интересам коллективным»; он полагал возможным заменить «безумную борьбу» эгоистичных интересов сотрудничеством сторон. Он также полагал, что экономической жизни начала XX века были свойственны «критические дисбалансы», лишавшие значительную часть населения средств к существованию.
Наша цивилизация не может существовать, если мы как отдельные личности не осознаем свою ответственность и зависимость от остального мира. Ведь буквально верно то, что „самодостаточный“ мужчина или женщина вымерли так же, как вымерли люди Каменного века. Без помощи тысяч других любой из нас умер бы от голода. Посмотрите на хлеб на нашем столе, одежду на наших телах, на предметы роскоши, которые делают нашу жизнь приятной; сколько людей работало на залитых солнцем полях, в темных шахтах, в жестокой жаре от расплавленного металла и среди станков или колес бесчисленных фабрик, чтобы создать эти предметы для нашей пользы и нашего удовольствия.— Рузвельт
Президент намеревался использовать государственную власть, чтобы исправить то, что он считал вредным и несправедливым дисбалансом в американской экономике, особенно огромный разрыв в доходах между сельскохозяйственным и промышленным секторами. Охрана окружающей среды — новое явление для того периода — и развитие гидроэнергетики также входили в список президентских приоритетов. Однако, что ещё Рузвельт в те годы полагал важным, и как именно он собирался этого достичь, было неясно ни современникам, ни исследователям. Частичный успех некоторых из президентских мер избавил Рузвельта от необходимости раскрывать то, насколько далеко он был готов пойти.

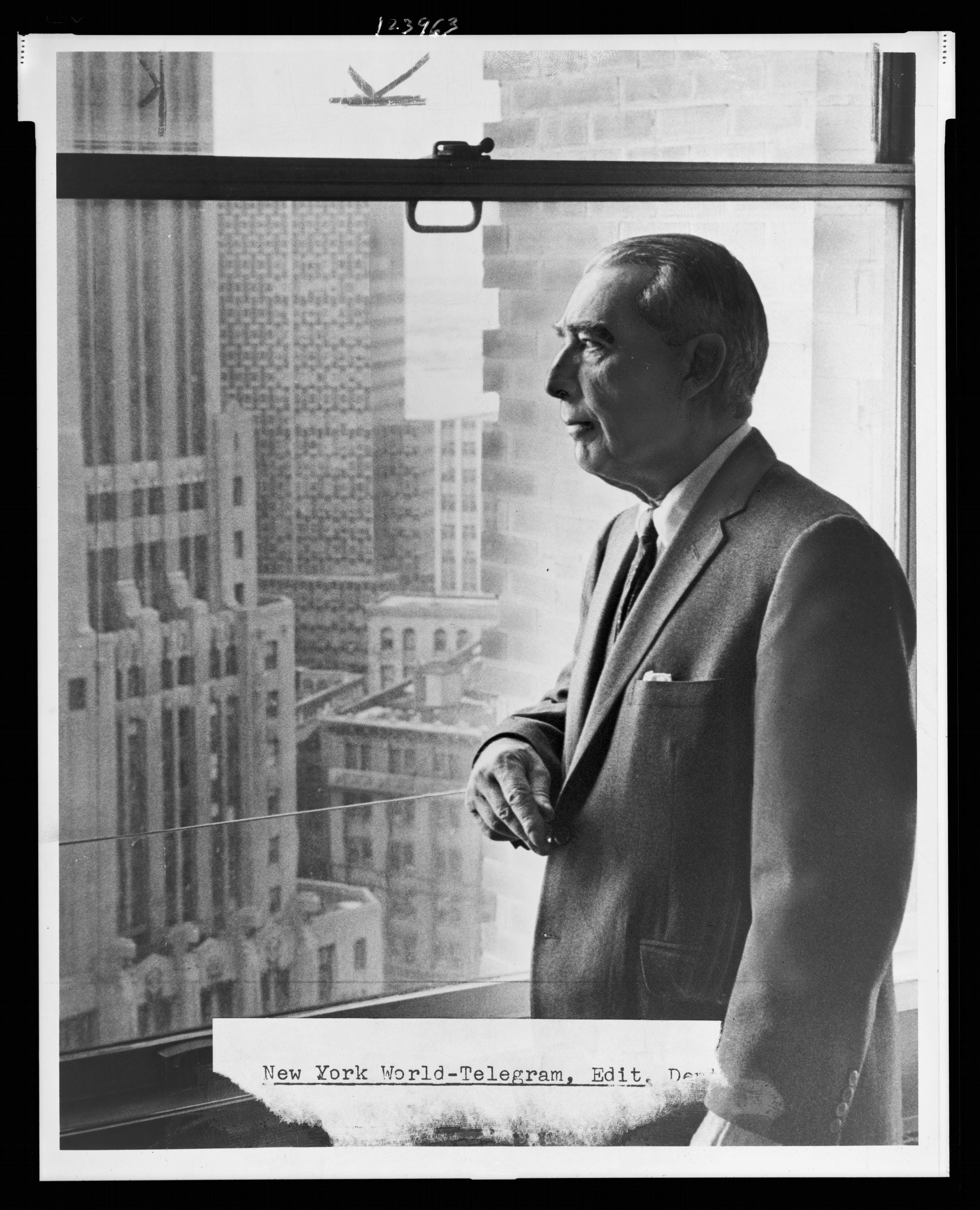
А. Берли в 1965 году

### Выбор и давление. «Brain Trust»
Конец 1932 года отличался высокой волатильностью на финансовых и товарных рынках США: было неясно, с какой ситуацией в экономике предстояло столкнуться Рузвельту при вступлении в должность. 10 ноября 1932 года его помощник Адольф Берли составил «предварительную законодательную программу» (меморандум) для деятельности новой администрации, в которой предупредил, что «к 4 марта следующего года у нас может быть что угодно: от экономического роста до революции». Идеи Рузвельта о преодолении депрессии в тот период мало отличались от того, что уже реализовывалось ранее Гувером — за одним важным исключением: если Гувер был явным сторонником бюджетной дисциплины, то отношение Рузвельта к масштабным тратам и стимулированию инфляции было более терпимым. Гувер был обеспокоен тем, что склонный к экспериментам Рузвельт, повторит опыт Германии, где гиперинфляция наблюдалась с 1923 года. Во многом из-за подобных опасений сенатор от Вирджинии Картер Гласс отказался от предложенного ему Рузвельтом поста секретаря казначейства.
Политическая пассивность Рузвельта в прединаугурационные недели привела к тому, что на него пытались оказать влияние самые разнообразные группы: они стремились «завербовать» президента США в число сторонников тех или иных мер против депрессии — или заручиться его поддержкой разнообразных структурных реформ. В первую очередь давление было оказано его ключевым (политическим) персоналом — группой экспертов по экономическим и правовым вопросам, известной как «Brain Trust» или «Brains Trust» (букв. «мозговой трест»). Эта небольшая и непостоянная группа советников, оставила масштабное литературное наследие — серию описаний раннего периода Нового курса. При этом в области устойчивых политических результатов их вклад был заметно скромнее.
Основателем группы стал профессор Колумбийского университета Реймонд Моули, специализировавшийся на уголовной юстиции: Моули первым стал приглашать своих коллег из американской академии на встречи с будущим президентом, проходившие в ночном поезде, следовавшем из Нью-Йорка в Олбани. В ходе дискуссий, начинавшихся после ужина в вагоне-ресторане, участники таких встреч получали возможность высказаться и ответить на вопросы президента, предпочитавшего получать информацию в ходе общения с людьми, а не из книг. В течение нескольких недель Рузвельт, помимо Моули, особенно активно общался с экономистом Тагвеллом и профессором юридического факультета Берли. Вместе с многолетним доверенным лицом президента Сэмюэлем Розенманом, правоведом Василием Доком О’Коннором, бизнесменом Хью Сэмюэлем Джонсоном, близким к финансисту Бернарду Баруху, они составили то, что сам Рузвельт называл своим «тайным советом» — пока репортер газеты «The New York Times» не придумал название «Brains Trust».

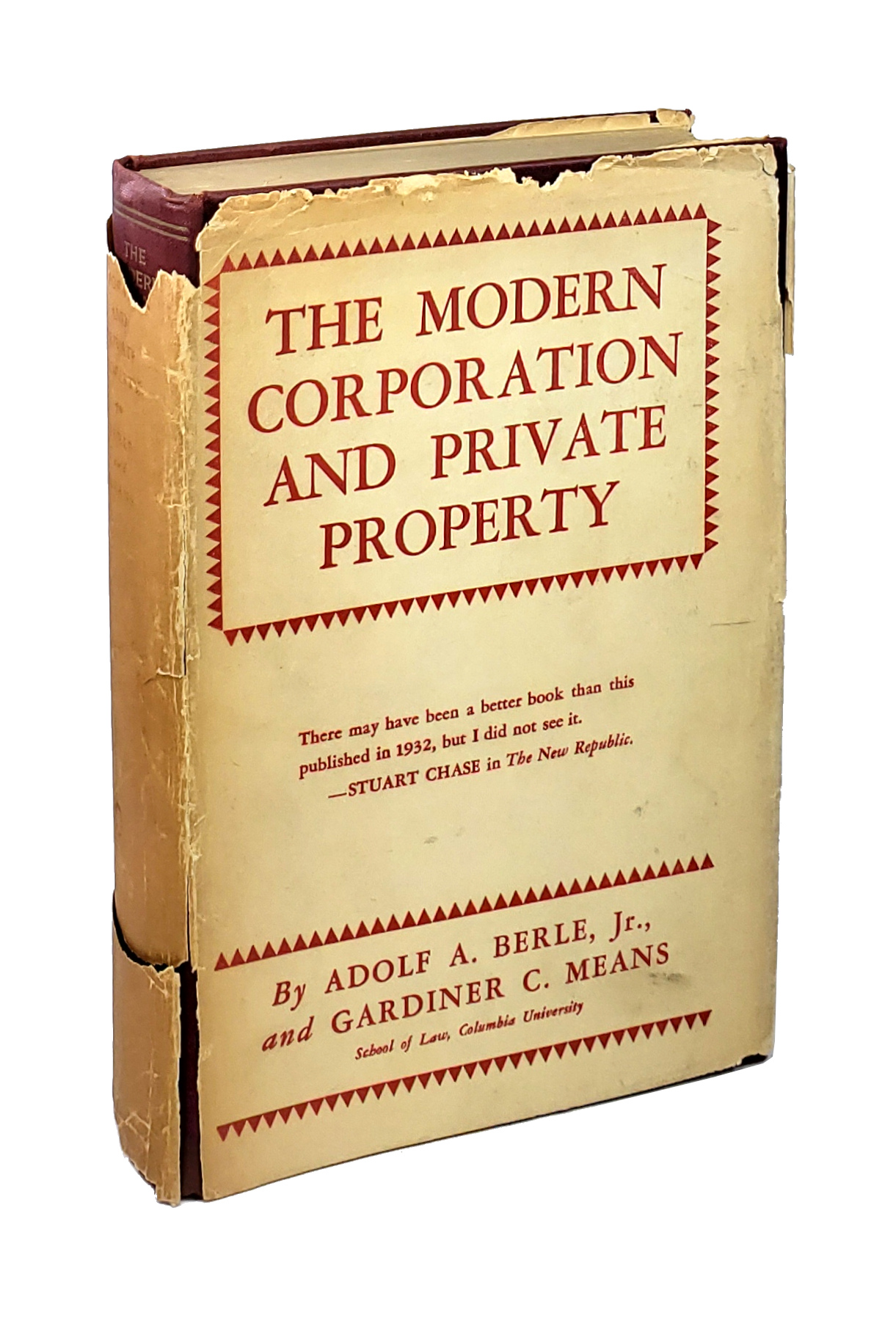
Книга «Современная корпорация» (1932)

Помимо личной симпатии к Рузвельту, члены группы разделяли всего несколько убеждений. Во-первых, они соглашались с тем, что причины и способы лечения депрессии лежат внутри США. Во-вторых, все они воспринимали себя наследниками традиции прогрессивного мышления, выраженного в классической работе Чарльза Ван Хайза «Концентрация и контроль», опубликованной в 1912 году. И Берли, и Тагвелл уже опубликовали к тому моменту свои работы, в который выступили за «более энергичное» государственное регулирование экономики — в соответствии с общим экономическим планом.
В-третьих, все участники «Brain Trust» враждебно относились к популярной в те годы модели «сокрушения трестов» — в частности к программе, выдвинутой президентом Теодором Рузвельтом с целью регулирования деятельности американских монополий. Группа расценивала деятельность юриста Луи Брэндайса как «злонамеренную»: как помешавшую президенту Вудро Вильсону провести реформы ещё в начале XX века и затормозившую разработку американской промышленной политики. Однако, идеологически близкий к Брэндайсу профессор права Феликс Франкфуртер также был частым гостем в Олбани в 1932 году — что вызывало сожаление у Тагвелла.

### Программа действий
При всей общности взглядов, члены «Brain Trust» часто не соглашались с конкретной политической программой: по самому актуальному вопросу, стоявшему перед ними — «что можно сделать с депрессией?» — согласия не наблюдалось. Берли думал, прежде всего, о реформах в банковской системе и на рынке ценных бумаг: его базовый подход скорее напоминал подход Гувера, хотя он склонялся и к «инфляционным идеям». Моули продвигал другую идею Гувера — принцип добровольного сотрудничества между правительством и бизнесом, «дабы уменьшить расточительную конкуренцию».
Тагвелл выступал за решительную перестройку всей американской экономики — перестройку под руководством федерального правительства. Он полагал, что промышленники не распределили значительную долю «впечатляющего» прироста производительности 1920-х годов ни в пользу рабочих (в виде более высокой заработной платы), ни в пользу потребителей (в виде более низких цен). Таким образом, по его версии, начался «порочный круг»: покупательная способность рабочих не успевала за производственными возможностями экономики, складские запасы накапливались, заводы приходилось закрывать, а рабочих — увольнять. Одновременно, сельскохозяйственная депрессия лишала промышленность огромной части общего потребительского спроса — которым они бы пользовались, если бы американская экономика была лучше сбалансирована. В результате, «баланс» быстро стал «модным словом» в кругах сторонником Нового курса.

Рузвельт с фермером из Джорджии (октябрь 1932)

Основой для размышлений Тагвелла о «недопотреблении» стали предположения о «зрелости» экономики США (позиция «стагнациониста»), которая подразумевала, что эра экономического роста фактически завершилась к 30-м годам XX века. Сторонники подобных взглядов полагали, что технологические границы роста были достигнуты; что никаких «грандиозных» инноваций, сопоставимых с появлением автопрома, не будет создано в дальнейшем; что окончание иммиграции и снижение рождаемости приведут к замедлению роста, или даже к отрицательному росту, численности населения страны. Таким образом, развитым обществам больше не нужно было концентрироваться на самоорганизации, чтобы производить товары более эффективно — или в большем количестве. Кардинальной проблемой таких обществ скорее было «перепроизводство».
Рузвельт несколько раз публично озвучивал подобные суждения, в частности в своей речи «Commonwealth Club Address». Он говорил, что «наша задача сейчас не в обнаружении или эксплуатации природных ресурсов, или в необходимости производства большего количества товаров», а в «управлении ресурсами и уже имеющимися заводами», деятельность которых следует направить на иностранные рынки для ликвидации «избыточного производства». Он также ставил своей задачей «распределение богатства и продуктов [труда] более справедливо». Ставка на потребление (а не производство), на экономику распределения (а не на экономику создания новых богатств), на вопросы справедливости (а не проблемы экономического роста) во многом определила облик всего Нового курса.
Анализ Тагвелла — предполагавший, что депрессия началась в сельскохозяйственном секторе США — приводил к выводу, что программу восстановления следует концентрировать на финансовой помощи фермерам. Рузвельт, выросший на семейном имении на реке Гудзон и склонный к «романтизации» сельской жизни, поддержал данную идею. Тем не менее, даже сам Тагвелл не мог с уверенностью сказать, его ли мысли повлияли на президента: «[Рузвельт] руководствовался художественной концепцией, которая не была нам известна».
В конце 1932 года члены «мозгового треста», в особенности «вездесущий» Моули, привлекли внимание общественности: сам принцип «аналитического центра» при политическом лидере была новинкой для американской политической культуры начала 30-х. Университетские профессора были новичками в общественной жизни США — они воспринимались как «беженцы из башни из слоновой кости». «Вдохновлённые идеями» профессора вызвали беспокойство среди профессионалов Демократической партии, где стала популярной шутка о том, что нужно было «пройти через Рузвельта, чтобы договориться о встрече с Моули». Конгрессмен Сэм Рейберн из Техаса прямо высказал опасение, что в администрации может найтись свой «проклятый Распутин».

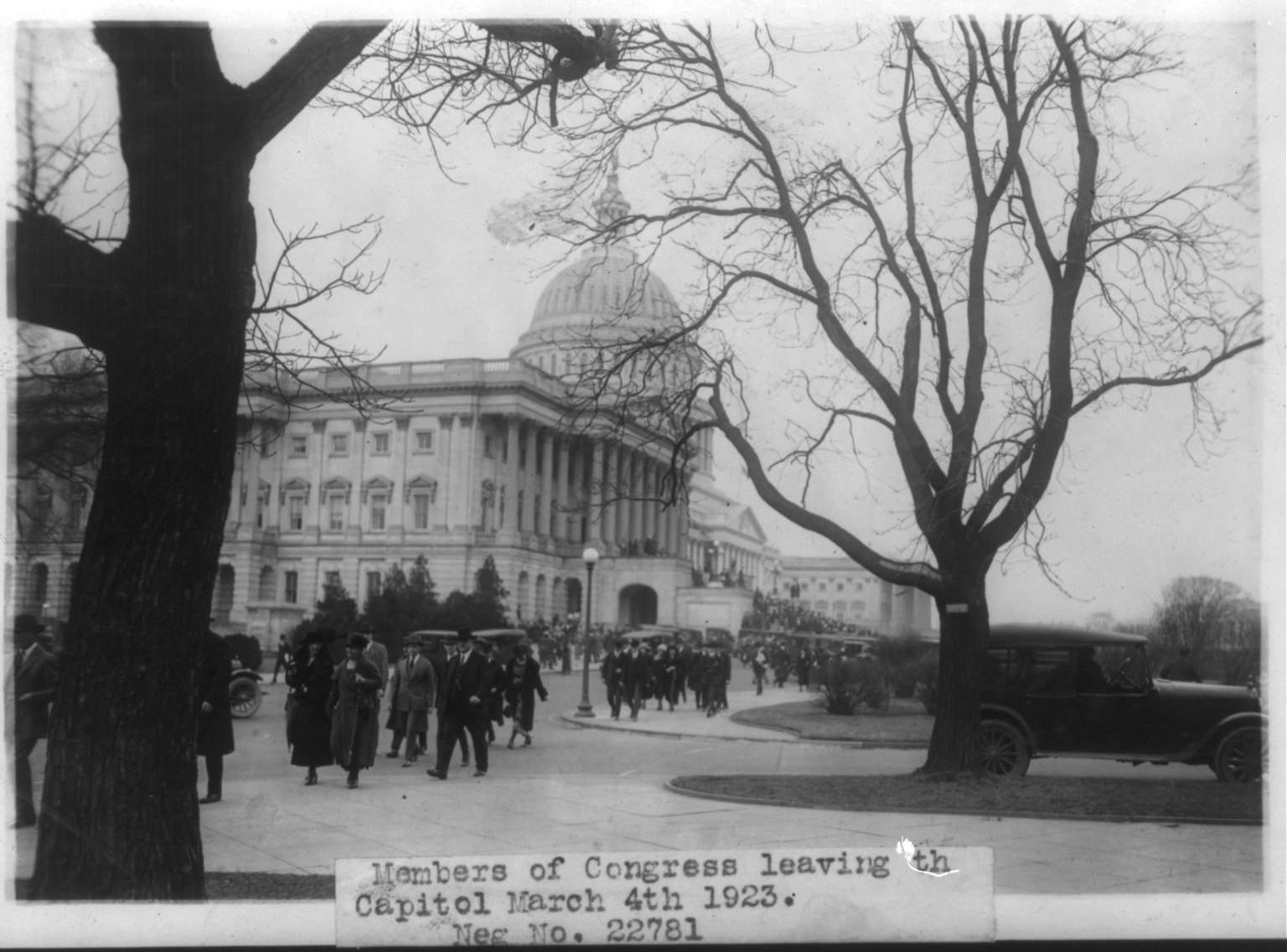
Члены Конгресса покидают Капитолий (март 1923)

### Конгресс
Рузвельт не был единственным субъектом американской политики начала 1930-х годов. Если для консервативных «старейшин» Демократической партии выдвижение Рузвельта на пост президента стало «потрясением» — «неизбежным кошмаром» — то в 73-м Конгрессе, избранном вместе с Рузвельтом в 1932 году, всё же было немало сторонников реформ. Более половины членов Конгресса были избраны на должности после 1930 года: 14 новых сенаторов и 144 новых членов Палаты представителей впервые заняли должности в 1932 году. В подавляющем большинстве случаев их политическая карьера началась уже в период кризиса — и их политическое будущее напрямую зависело от успешности борьбы с экономическими трудностями.
Среди демократов-руководителей Конгресса было немало людей, которые «без энтузиазма» относились к избранию Рузвельта. Будучи преимущественно выходцами с Юга США они постоянно переизбирались в своих округах — будучи ключевыми бенефициарами политической монополии Демократической партии, создавшейся после Реконструкции региона. Демократы, длительное время являвшиеся партией меньшинства, получили небольшой перевес в Палате представителей ещё в 1930 году, а 1932 год принес им кратное численное преимущество, дополнявшееся пятнадцатиместным большинством в Сенате.
«Триумф демократов» означал, что «старые джефферсоновские принципы» — о правах штатов и как можно меньшей роли федерального правительства — получили значительную поддержку. Сбалансированный бюджет был «самой священной из догм» законодателей. Тагвелл полагал, что южане-демократы являлись наименее подходящей группой конгрессменов — группой, «не способной справиться с кризисом, требующим мобильности, адаптивности и воображения». Помимо заботы о сельском хозяйстве, у них было мало общего с Рузвельтом. Среди прочего, в конце 1932 года демократы организовали слушания в финансовом комитете Сената, которые пресса назвала «клиникой по борьбе с депрессией»: в рамках слушания представители политической, коммерческой и финансовой элиты страны несколько недель «возносили хвалу» уменьшению правительственных расходов, увеличению налогов и сбалансированности бюджета.
В частности ключевой спонсор партии, Бернард Барух — «владевший», по мнению Рузвельта, шестью десятками конгрессменов — выступил с тезисом «хватит тратить деньги, которых у нас нет». Его идея заключалась в том, чтобы сократить государственные расходы, «как сокращают пайки в осажденном городе», и ввести налоги «на всех за всё». Тагвелл полагал, что если Баруха можно было назвать государственным деятелем, то «моё определение общественных интересов было неверным». Однако Рузвельт никогда публично не высказывался против подобных воззрений своих однопартийцев.

Сенаторы Д. Норрис (слева) и Э. Смит обсуждают законопроект о фермах во время поездки в метро (15 декабря 1937)

Если внимание Рузвельта к взглядам Баруха вызывало одобрение у консервативных конгрессменов-демократов, то «неприкрытый флирт» президента с прогрессивными членами Республиканской партии вызывал опасение. В ходе президентской гонки сразу несколько республиканцев публично отвергли переизбрание своего однопартийца Гувера и поддержали Рузвельта. Сам Рузвельт видел, что взгляды многих из них — таких как Джордж Норрис из штата Небраска, сенатор Бронсон Каттинг из Нью-Мексико или Хайрам Джонсон из Калифорнии — были гораздо ближе к его собственным, чем взгляды консервативных однопартийцев. Рузвельт пригласил Джонсона — а затем и Каттинга — на должность министра внутренних дел. После того, как оба отказались, он назначил на пост другого прогрессивного республиканца — чикагца Гарольда Икеса. Ещё одного республиканца — Генри Эгарда Уоллеса из Айовы — Рузвельт назначил министром сельского хозяйства.
Поскольку министрам внутренних дел и сельского хозяйства предстояло нести основную ответственность за разработку мер в области охраны окружающей среды и помощи фермерам — явные приоритеты Рузвельта — эти назначения были восприняты как проявление намерений президента создать новую политическую коалицию: коалицию, которая была бы способна выйти за рамки региональных и идеологических границ американской политики и поддержать либеральные инициативы как таковые. Политические исследователи полагали, что своими назначениями Рузвельт начал попытку «аккуратно» изменить политическую и экономическую культуру Юга США, «вывести регион из дремоты традиций» — то есть начал долгосрочную политическую перестройку.
В то же время устойчивый процесс урбанизации, наблюдавшийся в начале XX века, заметно усилил политическую власть избирателей-горожан, сильно пострадавших от постоянно растущей безработицы периода Великой депрессии. И представители горожан, в частности Роберт Фердинанд Вагнер-старший, возглавили кампанию в Конгрессе за принятие федерального законодательства по оказанию помощи безработным и проведению общественных работ. Вместе со сторонниками развития гидроэнергетики — ключевой частью программы либеральных республиканцев — они составили основную «группу поддержки» ранней законодательной программы Нового курса среди членов Республиканской партии.

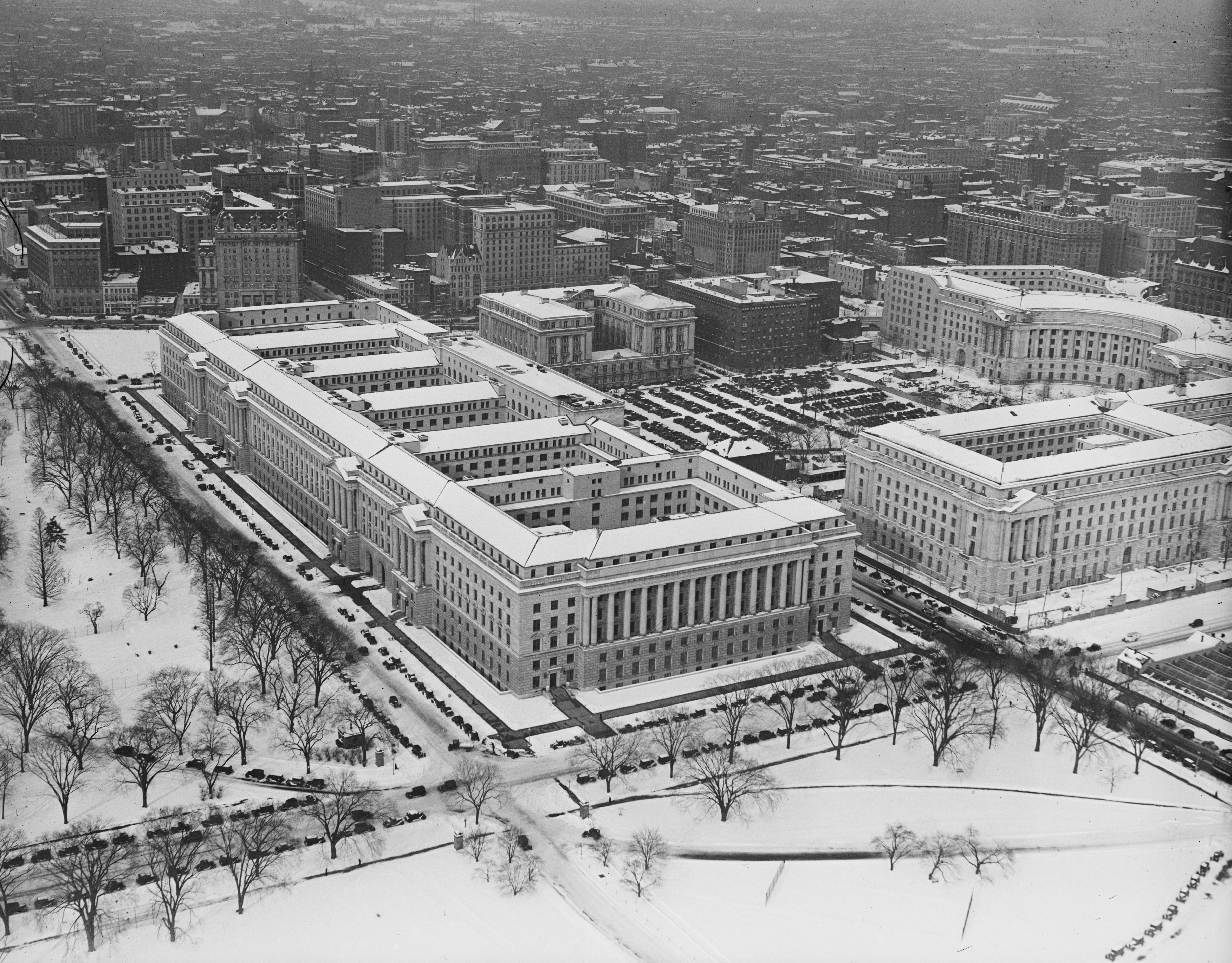
«Федеральный треугольник» в Вашингтоне (1934)

## Первый Новый курс (1933—1934)
В 1933 году город Вашингтон, «отчётливо южный колорит» которого отмечали наблюдатели, не был ни политическим, ни экономическим центром США — неспешный ритм городской жизни заметно контрастировал с Нью-Йорком или Чикаго. В первые месяцы президентства Рузвельта большинство столичных правительственных бюро и департаментов были укомплектованы людьми, назначенными республиканской администрацией Гувера. У Моули создалось впечатление, что Рузвельт и его окружение «стояли 4 марта в городе Вашингтон, как горстка партизан посреди враждебной территории». При этом сам город пережил строительный бум как раз в годы Нового курса: возведение зданий для 25 000 государственных служащих в «Федеральном треугольнике» стало важнейшим из строительных проектов. Общее число федеральных служащих в округе Колумбия почти удвоилось с 1933 по 1936 год: с 70 000 до 123 000 человек. В 1934 году журнал «Fortune» написал, что город Вашингтон «парадоксальным образом, наконец, стал столицей США».

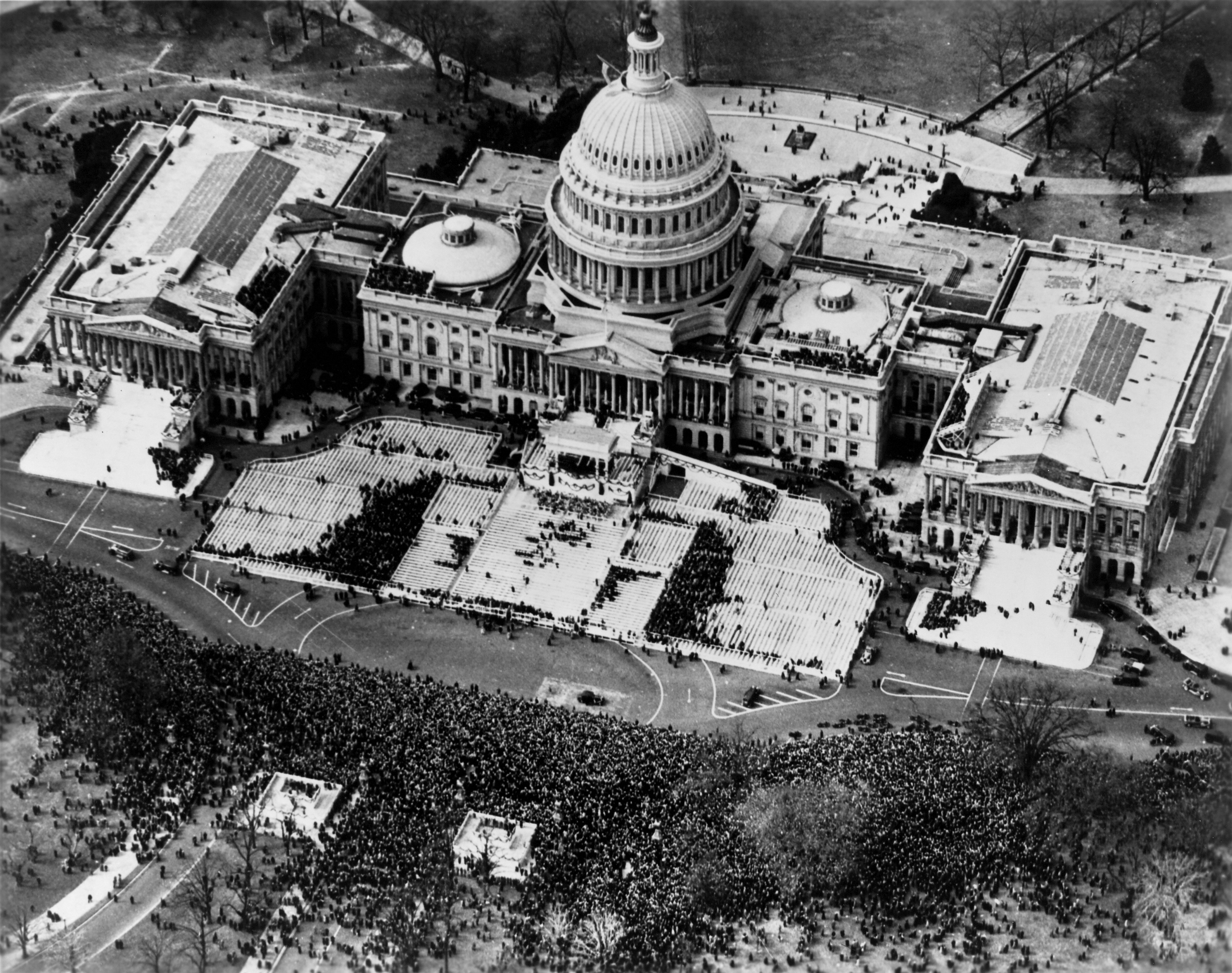
Вид с воздуха на Капитолий во время инаугурации Рузвельта (4 марта 1933)

### Сто дней Рузвельта
«Всплеск законодательной активности», наблюдавшийся в начале президентского срока Рузвельта, получил название «Сто дней»: он начался с инаугурации в начале марта и завершился с закрытием специальной сессии Конгресса, 16 июня. В этот период Рузвельт направил в Конгресс 15 посланий и, в свою очередь, подписал пятнадцать новых законов. Подобное «президентское лидерство» было «беспрецедентным и непревзойдённым» в истории США — где противостояние президента и Конгресса имели многовековую историю. То же лидерство сформировало и значительную часть «исторической репутации» всего Нового курса. Одновременно, поколения историков и экономистов пытались оценить экономическое и социальное воздействие от принятых мер, стараясь найти в них нечто общее — обнаружить их «коллективную идеологическую идентичность».
В ходе «Ста дней» был принят «Чрезвычайный закон о банках» (EBA), остановивший банковскую панику, «Закон об экономике», «Закон о доходах от пива и вина» и «Закон о регулировании сельского хозяйства» (AAA). Были созданы Гражданский корпус охраны окружающей среды (ССС), Администрация общественных работ (PWA) и Администрация долины Теннесси (TVA). В тот же период началось движение к отмене золотого стандарта и Сухого закона: в отношении алкоголя был принят Закон о доходах от пива и вина, открывший путь к ратификации в декабре Двадцать первой поправки к Конституции. «Закон о восстановлении промышленности» (NIRA) и созданное им «Национальное управление по восстановлению» (NRA) — наряду с прямой помощью населению в рамках программы FERA — определили восприятие американцев новой политики президента.
В последний день созыва Конгресса законодатели приняли «Закон о банковском деле Гласса — Стиголла» и, вопреки возражениям Рузвельта, также приняли «Закон о страховании банковских вкладов» (FDIC), «Закон о фермерском кредите» и поддержали законопроект о железнодорожном регулировании. Подписывая многочисленные законы, поступившие с Капитолийского холма, Рузвельт назвал 16 июня «важнейшим днём» в истории США.

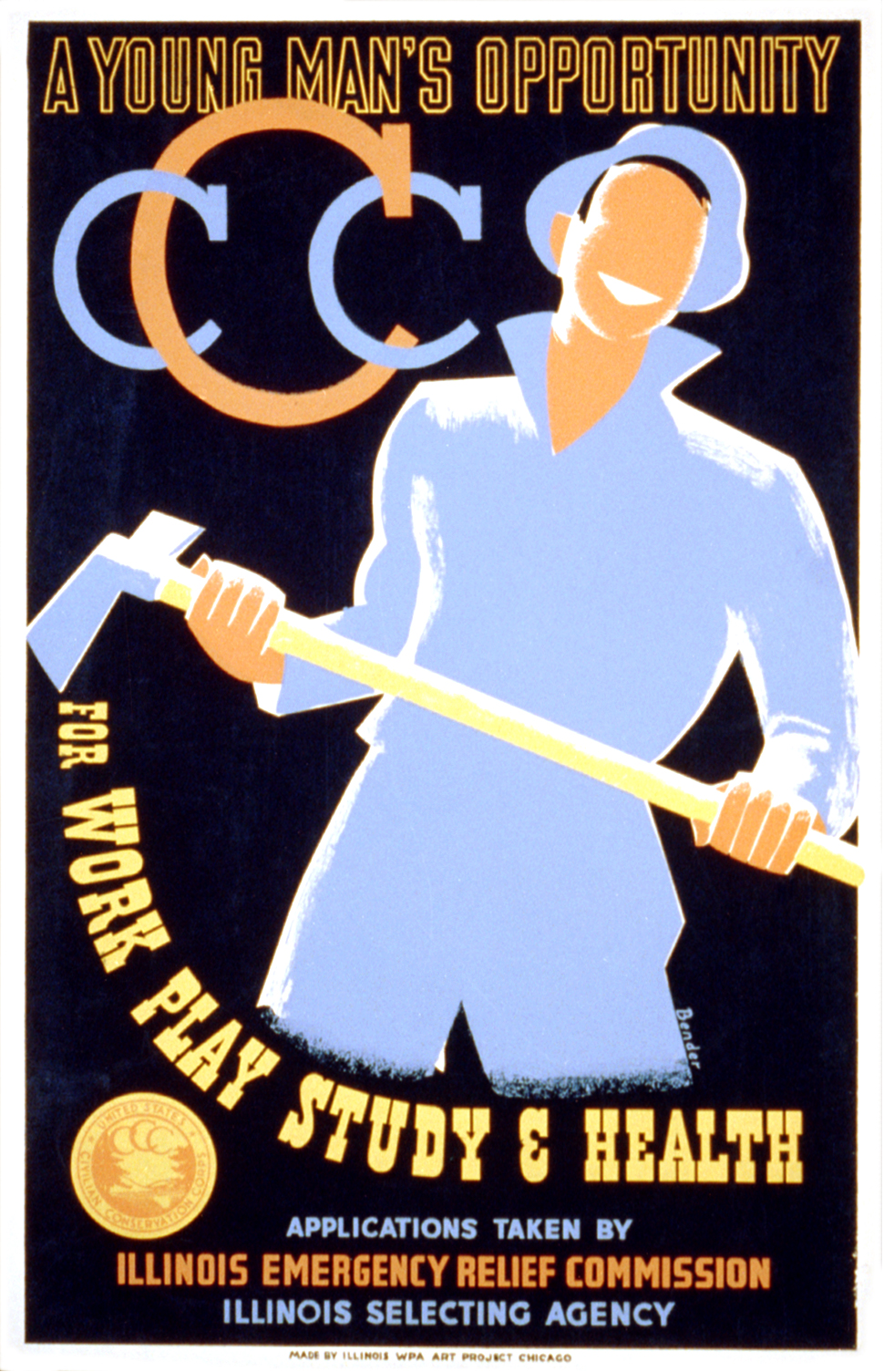
Плакат CCC, созданный «Illinois WPA Art Project» (Чикаго, ок. 1935)

Вариативность принятых мер была огромна: меры варьировались от ортодоксального сокращения бюджета до огромных расходов на общественные работы; от жёсткого контроля за деятельностью финансистов с Уолл-стрит до фактической картелизации целых отраслей под надзором правительства; от преднамеренного уничтожения урожая до внимания к проблемам экологии. Рузвельт «одновременно шёл во всех направлениях», что отражало его склонность к действиям и экспериментам. Инфляция — как средство от депрессии — было, по сути, единственным общим пунктом всех президентских инициатив: если в начале апреля Рузвельт назвал инфляцию «неизбежной», то в июне он уже счел её «желательной».

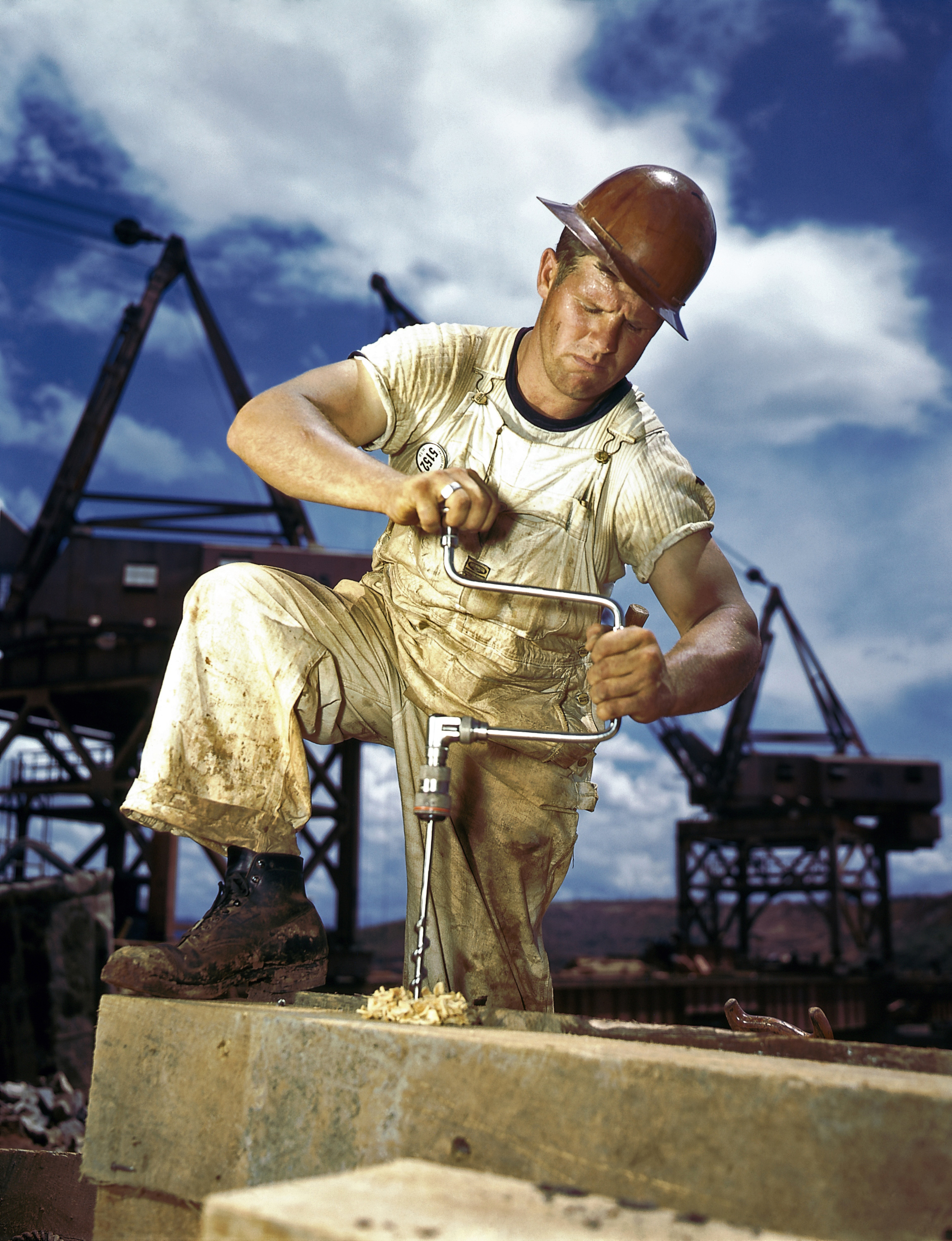
Плотник TVA в период возведения плотины Дуглас (Теннесси, июнь 1942)

### Лондонская конференция (1933)
Золотой стандарт стоял на пути у инфляции: повышение цен привлекало в страну импорт, который оплачивался золотом. Сокращение запасов золота уменьшало денежную базу, что снижало цены — то есть «подавляло инфляционный цикл в зародыше». Британское решение отказаться от золотого стандарта, принятое в сентябре 1931 года, было мотивировано данным циклом. Понимал ли Рузвельт связь золотого стандарта и дефляции, остаётся не вполне ясным и в XXI веке: так, на пресс-конференции 19 апреля он заявил, что «абсолютно точно» намерен вернуть Соединённые Штаты к золотому стандарту, добавив также, что «одна из вещей, которые мы надеемся сделать — это вернуть весь мир обратно к какой-то форме золотого стандарта». У международных наблюдателей создалось впечатление, что США ожидали предстоящей Всемирной экономической конференции в Лондоне, как раз для того, чтобы стабилизировать международные обменные курсы и восстановить золотой стандарт в международной торговле. 16 мая Рузвельт, как казалось современникам, повторил свои заверения в обращении «Appeal to the Nations of the World».
3 июля Рузвельт лишил перспектив Лондонскую конференцию: он отправил делегатам, ждавшим его в столице Британской империи, сообщение о том, что Соединённые Штаты не будут участником усилий по стабилизации обменных курсов и не вернутся к золоту «в обозримом будущем». Проведение мировой конференции без США не имело смысла.
Старые фетиши так называемых международных банкиров уступают место планированию национальных валют.— из послания Рузвельта делегатам конференции
Послание Рузвельта уничтожило любую дальнейшую перспективу международного сотрудничества в борьбе с общемировой депрессией. Так Адольф Гитлер пришёл к выводу, что Германия «может делать в Европе, что захочет» — не опасаясь реакции со стороны США. Западные державы, по мнению фюрера, показали, что у них мало сил для согласованных действий. Британский журналист назвал Рузвельта «посмешищем» и буквально проклял президентское послание — как документ, который «станет классическим примером тщеславия, лжи и двуличности». Британский экономист Джон Кейнс был практически единственным, кто похвалил действия президента. Причины, побудившие Рузвельта сделать ставку исключительно на национальные интересы, до сих пор не ясны: по мнению профессора Кеннеди, воспоминания непосредственных участников событий включают в себя значительный элемент «безвкусной мелодрамы». В то же время современные исследователи полагали, что сама логика программы восстановления Рузвельта была инфляционной и — поскольку инфляция и золотой стандарт были несовместимы — Всемирная экономическая конференция была обречена на провал ещё до своего созыва.
Ситуация [в США] делает изоляцию и национализм неизбежными.— из сообщения британского дипломата Д’Арси Осборна о «Новом курсе»
Однако, США не полностью покинули международную политику: так многие программы Лиги Наций, в которой продолжали работать две сотни американцев, не были бы осуществлены без финансовой помощи американских благотворительных организаций. В частности, Фонд Рокфеллера и Фонд Карнеги, сыгравший решающую роль в подписании пакта Бриана — Келлога, продолжили сотрудничать как с Лигой, так и с политиками в Вашингтоне.

Министр Г. Гопкинс в 1940 году

### Продолжение экономической депрессии
В июле 1933 года Гарри Гопкинс (Хопкинс) отправил журналистку Лорену Хикок, освещавшую деятельность Элеоноры Рузвельт во время президентской кампании, в командировку по США. Целью поездки был сбор сведений о жизни людей во время Депрессии, способный дополнить массив формальных статистических данных, поступавший в Вашингтон: Гопкинс надеялся «придать смысл» потоку абстрактных чисел. Информация, полученная в ходе данной командировки, стала — несмотря на отдельные расовые и классовые стереотипы автора — одним из ключевых исторических источников как о Новом курсе, так и Великой депрессии в США, в целом.
Письма от Хикок подтверждали «мрачные очертания» истории, которую создавали данные статистиков. Акционеры, потерявшие ¾ своих активов, пенсионные фонды, с трудом сводившие концы с концами, колледжи и университеты, потерявшие большую часть своих пожертвований и вкладчики, потерявшие около 7 миллиардов долларов — всё это составляло картину американской жизни 1933 года. Взыскания по ипотечным кредитам — в рамках которых 150 000 домовладельцев потеряли свою собственность в 1930 году, ещё 200 000 и 250 000 в 1931 и 1932 году, соответственно — не только лишили жилья миллионов людей, но и обрушили цены на недвижимость. Сразу несколько штатов и около 1300 муниципалитетов, столкнувшись с сокращением налоговых поступлений, не выполнили свои обязательства перед кредиторами. Затем муниципалитеты и штаты урезали свои социальные обязательства и сократили заработную плату персоналу. Власти Чикаго зимой 1932—1933 годов перестали выплачивать зарплату городским учителям.
Валовой национальный продукт к 1933 году сократился до половины от уровня 1929 года. Предприятия практически прекратили закупать новое оборудование: в 1933 году они инвестировали в развитие производства всего около 3 миллиардов долларов — против 24 миллиардов в 1929. При этом некоторые отрасли были фактически защищены от депрессии: так производители обуви и сигарет испытали лишь незначительный спад спроса на свою продукцию. Другие отрасли практически прекратили свою деятельность: например, сокращение производства автомобилей сразу на ⅔ привело к спаду и в других отраслях тяжёлой промышленности. Так выплавка чугуна и стали снизилась на 60 %, а производители станков сократили выпуск своей продукции почти на две трети. Жилищное и промышленное строительство сократилось до менее чем 20 % от своего объёма до начала Великой Депрессии — за этим последовало сокращение спроса на продукцию лесозаготовительных и сталелитейных заводов. Тысячи лесорубов, инженеров, архитекторов, плотников, сантехников, маляров и электриков остались без работы, пополнив «безмолвные косяки» безработных, «дрейфовавших» по улицам каждого американского города. К 1933 году простаивало 25 % рабочей силы страны.
Но ключевой жертвой депрессии всё же стала американская деревня («сельские американцы»): доходы фермеров к 1932 году упали с 6 миллиардов долларов до 2 миллиардов. Чистая выручка от продажи урожая пшеницы в одном из округов Оклахомы сократилась с 1,2 миллиона долларов (1931) до 7 тысяч долларов (1933). Подушевой доход населения штата Миссисипи упал с 239 (1929) до 117 долларов (1933).

#### Женщины и темнокожее население
В первые годы Великой депрессии работавшие женщины теряли работу быстрее, чем мужчины, поскольку многие работодатели — в том числе и федеральное правительство США — пытались сохранить занятость «глав домохозяйств». Таким образом увольнение замужних женщин стало приоритетом. При этом, поскольку занятость женщин в тяжёлой промышленности — наиболее пострадавшем секторе — была невелика, общие цифры гендерного неравенства были не столь заметны. Женщины-учительницы, составлявшие в 1930-е годы значительную часть работавших женщин как таковых, в большей мере пострадали от сокращения заработной платы, чем от потери работы. Новые рабочие места — незначительно, но всё же создававшиеся в 1930-х годах — были связаны с «канцелярской работой», которая в те годы считалась прерогативой женщин. Лишь к 1935 году правительственные программы начали помогать женщинам-одиночкам, самостоятельно ведущим хозяйство.
Безработица, как выяснила Хикок, в большей мере ударила по наиболее уязвимым группам: молодые и пожилые, наименее образованные и низкоквалифицированные работники теряли своё место первыми. Работники в возрасте до 20 лет (или старше 60) почти в два раза чаще оставались без работы. Чернокожие, иммигранты и мексиканцы также пострадали больше белых американцев. Пятая часть всех людей, зарегистрированных в федеральных списках по оказанию помощи, была темнокожей — что примерно вдвое превышало долю афроамериканцев в населении США; большинство из безработных темнокожих проживало на Юге. Тысячи иммигрантов отказались от «поиска лучшей жизни» и вернулись на свою историческую родину, а около ста тысяч американских рабочих в 1931 году подали заявку на работу в Советской России. Более четырёхсот тысяч американцев, родившихся в Мексике, вернулись на родину в 1930-х годах: большинство выехало самостоятельно, но многих отправили и против их воли. Так, сотрудники калифорнийской иммиграционной службы в Санта-Барбаре просто загоняли мексиканских сельскохозяйственных рабочих в складские помещения, «упаковывали» их в опечатанные вагоны и отправляли на юг.
Собрав воедино поступавшие к нему сведения, Гопкинс обнаружил, что типичным безработным в городе был белый рабочий-мужчина в возрасте 38 лет, являвшийся главой семьи; он чаще всего являлся неквалифицированным или полуквалифицированным рабочим в обрабатывающей или механической промышленности, имевшим около 10 лет рабочего стажа после окончания начальной школы; к 1933 году он не работал по основной специальности более 2,5 лет. Гопкинс пришёл к выводу, что таких людей, особенно пожилых, «никогда не спасёт частная индустрия»: безработица стала структурной.

#### Безработица и социальные изменения
Статистические данные выявили и другие аспекты влияния депрессии. Так, столкнувшись с неопределённым будущим, молодые люди откладывали или отменяли свои планы по вступлению в брак: уровень заключения новых союзов упал на 22 %. В супружеских парах стало меньше детей — рождаемость упала на 15 % по сравнению с 1929 годом. При этом снизился на четверть и коэффициент разводов, так как «сокращающаяся экономика закрыла выход из несчастных браков». Потеря «чувства собственного достоинства» и «уважения своих детей» отмечалась многими безработными мужчинами.

Дети сельхозработников в Оклахоме (май 1937)

В Пенсильвании губернатор Гиффорд Пинчот сообщил летом 1932 года, что около 1 150 000 человек в штате были «полностью безработными», а многие другие были заняты неполный рабочий день. В Детройте компания «Ford Motor Company» уволила более 66 % своих работников; другие «гиганты» автомобильной отрасли последовали её примеру. Компании «Westinghouse» и «General Electric» к 1933 году избавились от половины своих работников. В городе Бирмингем, штат Алабама, конгрессмен Джордж Хаддлстон сообщил, что только 8000 из 108 000 работников всё ещё были заняты полный рабочий день.
Последующие исследователи подсчитали, что в течение десятилетия депрессии по всей стране совокупное воздействие безработицы и вынужденной занятости на неполный рабочий день оставило половину обычной американской рабочей силы неиспользованной: итоговые потери составили около 104 миллионов человеко-лет. Аналогичные расчёты для товарной массы показали, что «потерянная продукция» в американской экономике 30-х годов составляла около 360 миллиардов долларов — в ценах 1929 года, этого было бы достаточно, чтобы возвести 35 миллионов домов, произвести 179 миллионов автомобилей или построить 716 тысяч школ.
Одновременно, Хикок начала осознавать и другую сторону американской жизни: для многих её соотечественников Великая депрессия принесла трудности, лишь немного превышавшие их обычные испытания. Историк Джеймс Паттерсон назвал данное явление «старой бедностью» — бедностью, которая была распространена в Америке задолго до того как Рузвельт стал президентом. По оценке Паттерсона, даже в разгар «легендарного процветания» 1920-х годов около 40 миллионов американцев — включая практически всех «небелых», большинство пожилых и большую часть сельского населения — имели «ненадёжную жизнь». «Хроническая бедность» была частью глубоко укоренившегося структурного неравенства в американском обществе — депрессия скорее выявила, нежели заметно усилила его. В 1937 году Франклин Рузвельт сформулировал, что «одна треть нации» была хронически «не обеспечена жильём, плохо одета и плохо питалась» (англ. ill-housed, ill-clad, ill-nourished). При этом именно Великая депрессия «открыла узкое окно политических возможностей» для фундаментального изменения ситуации.

Безработные шахтёры в Западной Виргинии (март 1937)

#### Уголь и шахтёры
Добыча битуминозного угля в Аппалачах была основой промышленной революции в США в течение двух предшествовавших веков — но ещё до Первой мировой войны эпоха угля была на спаде. Дизельные двигатели заменили собой угольные котлы на пароходах и в поездах; угольные печи в домах всё больше заменялись системами сжигания газа или нефти — или бездымными системами электрического отопления. Из-за конкуренции со стороны новых источников энергии — особенно недавно открытых нефтяных месторождений в южной Калифорнии, Оклахоме и обширном бассейне в Западном Техасе — уголь в течение 1920-х годов демонстрировал классические признаки «больной» промышленности: сокращение спроса, избыточное предложение, дезорганизация, ожесточённая конкуренция и «адские» условия труда. Депрессия усугубила бедствия, поскольку к 1932 году цена угля упала с 4,0 до 1,3 долларов за тонну. Оплата шахтёрского труда упала в семь раз: основным питанием работников шахт стала «бульдожья подливка» (англ. bulldog gravy) из муки, воды и сала — которую глава профсоюза «United Mine Workers» Джон Луэллин Льюис оценил как «несоответствующую стандартам питания домашних животных». Полуголые и разутые жёны шахтёров — и дизентерия среди их детей, массово умиравших в конце каждого лета — стали нормой.
Хикок узнала, что летом 1933 года 62 % жителей десяти округов в восточной части штата Кентукки зависели от федеральной помощи, позволившей им выжить. Двадцать восемь тысяч семей — более 150 000 человек — зависели от продуктов, выдававшихся в местных отделениях по оказанию помощи. Когда 12 августа — из-за задержек с выделением правительством штата Кентукки средств для покрытия ассигнований федерального правительства — даже эта помощь прекратилась, неграмотные рабочие «беспомощно» смотрели на письменные уведомления на дверях закрытых пунктов выдачи — и молча уходили. Хикок была удивлена, что местное население ещё не начало «совершать набеги» на соседние, более состоятельные, регионы США.

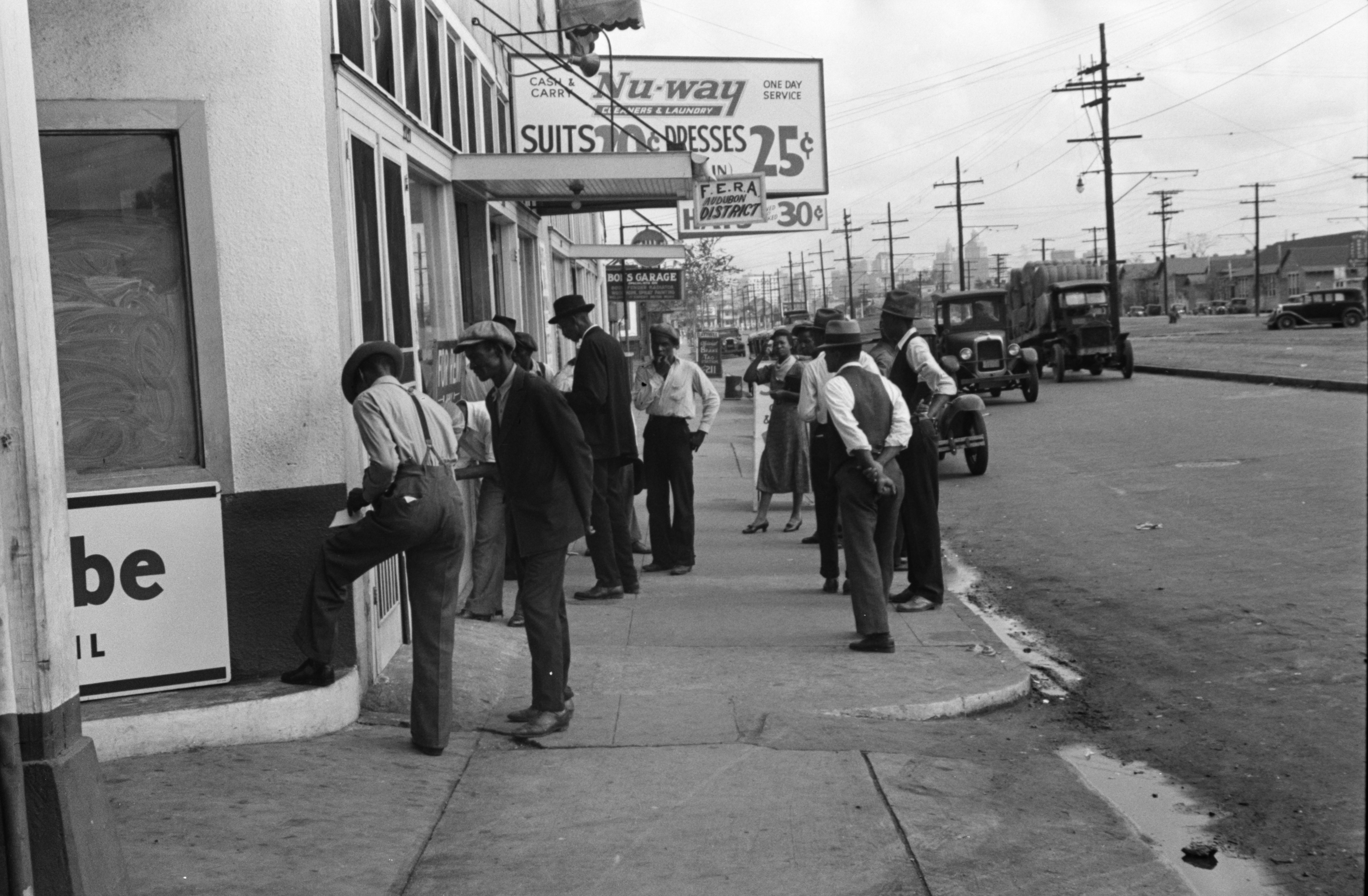
Очередь за получение помощи FERA (Новый Орлеан, октябрь 1935)

#### Федеральная администрация чрезвычайной помощи (FERA)
В мае 1933 года Гопкинс — как глава Федеральной администрации чрезвычайной помощи (FERA) — распределил 250 миллионов долларов правительствам штатов «по мере необходимости». Конгресс и губернаторы тщетно пытались узнать «формулу», с помощью которой Гопкинс распределял данные средства. Ситуация была настолько критической, что губернатор штата Огайо Мартин Дейви подписал ордер на арест самого Гопкинса, если бы тот оказался на территории штата. Более поздние исследования показали, что у Гопкинса действительно была формула: основываясь на опыте Рузвельта, долго взаимодействовавшего с городскими «политическими машинами», федеральные чеки поступали в колеблющиеся штаты — в попытке завоевать голоса избирателей и укрепить политическую лояльность населения. При этом, федеральное правительство всё же сделало первые шаги в деле оказания прямой помощи населению страны.
Краткая история существования FERA ярко выявила, по мнению профессора Кеннеди, как практические трудности, так и политико-философские конфликты, которые окружали американские федеральные программы социального обеспечения. Странная для человека незнакомого с американской политической культурой — и громоздкая — административная архитектура FERA отражала специфические характеристики федеративного устройства США. «Настороженность» в отношении центральной власти была одной из основ американской политики с момента образования союза. Начиная с FERA, серия новаторских общенациональных политических практик 1933—1939 годов, составлявшая Новый курс, изменила данную культуру — оставив одно из самых противоречивых своих наследий.

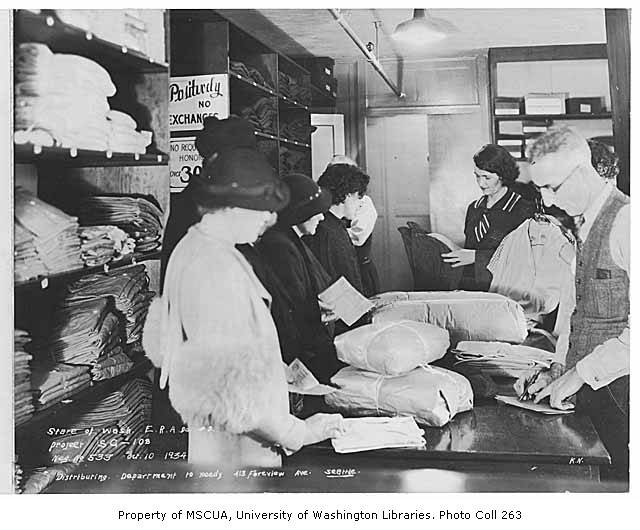
Раздача одежды в Сиэтле (октябрь 1934)

Гопкинс стремился продемонстрировать «яркую энергию», выделив более 5 миллионов долларов уже в первые 2 часа своего пребывания в должности главы FERA. Но именно скорость привела Гопкинса и к серии «неловких и спорных» решений, сформировавших его непростые отношения с местными агентствами социального обеспечения. FERA являлась чрезвычайным органом, беспрецедентным и созданным с нуля: головной офис в Вашингтоне, в котором никогда не работало более нескольких сотен человек, полагался в своей деятельности на данные с мест. Система предполагала, что сами штаты и округа проверяли заявителей и распределяли помощь. В результате, борьба за «привилегию распределения средств» обострилась именно на местах, а опасность того, что местные власти начнут манипулировать данными, чтобы использовать средства FERA в своих политических целях, вынуждала организацию вводить ограничения. В итоге, прямые денежные выплаты практически никогда не производились агентством: FERA поручила местным отделениям создавать пункты для раздачи еды и одежды — подобная практика была названа самим Гопкинсом «самой унизительной» из всех возможных форм помощи.
Специальные талоны, которые можно было обменять на определённые товары в местном магазине, вызывали немного меньше возмущения у получателей помощи. Талоны можно было обменять на бобы и рис, но на них нельзя было приобретать бритвы, табак, карандаши или лекарства. Сам Гопкинс крайне негативно относился к данной практике, полагая, что отсутствие выбора «наносило больше вреда человеческому духу», чем даже недостаток витаминов.
Помимо бюрократических и политических проблем, FERA столкнулась и с проблемами в социальной сфере, являвшимися частью глубоко укоренившихся культурных ценностей. Хотя Великая депрессия и стала массовой социальной катастрофой, которая «без разбора» обрушилась на самые широкие слои американского общества, среди многих американцев сохранялась вера в то, что обнищавшие сограждане были сами виноваты в своём бедственном положении. В частности сохранялась вера в то, что безработные были «подлецами и негодяями», не имевшими право претендовать ни на сочувствие, ни — тем более — на финансовую помощь. Представители местной администрации, ответственные за социальное обеспечение, иногда были одними из наиболее стойких носителей данной точки зрения. В итоге, раздача продуктовых карточек обсуждалась в 30-е годы в основном как проблема поддержания потребительского спроса, а не как политика борьбы с голодом.

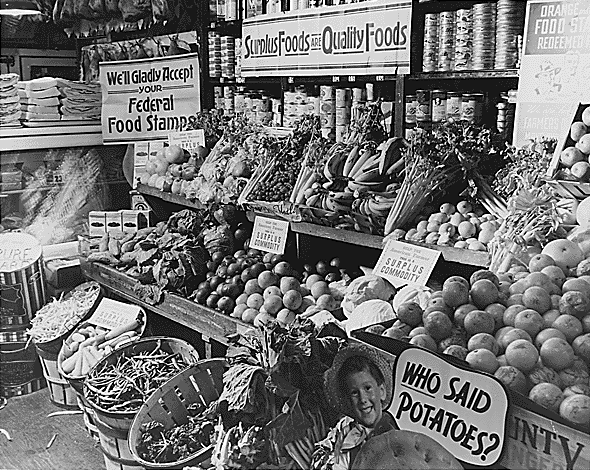
Программа льготной покупки продуктов (1936)

#### Унижение и самобичевание
Там, где классовые, религиозные и этнические различия отделяли заявителей от чиновников, ситуация была особенно тяжёлой. Например, в городе Кале (Калис) штата Мэн, где большинство безработных были католическими выходцами из франкоязычной части Канады, а большинство должностных лиц являлись «протестантами-янки», Хикок сообщала о «средневековом» обращении с заявителями. В Северной Дакоте чиновники массово полагали, что «с человеком что-то не так», если он не мог заработать себе на жизнь. Директор агентства по оказанию помощи в Саванне заявил, что «любой ниггер, который получает больше 8 долларов в неделю — испорченный ниггер». Ситуация в Теннесси была аналогичной: здесь многие чиновники также полагали, что необходимо «усилить чувство стыда» для получателей денег или талонов.
В результате, после длительного ожидания в приёмной и заполнения анкет, для заявителя следовал «тест на средства», предполагавший подробное изучение его личной жизни. Типичный соискатель помощи в рамках FERA получал домашний визит от социального работника, который расспрашивал его о доходах, сбережениях, долгах, родственниках, здоровье и питании. За этим следовали запросы об обстоятельствах жизни заявителя, которые направлялись «священнослужителям, школьным учителям, государственным служащим или любому сообществу, которое могло помочь». В результате, мужья часто боялись говорить своим жёнам и детям, что их уволили.
Три или четыре миллиона глав семей не могут превратиться за одну ночь в бродяг и обманщиков... Они пьют не больше, чем остальные из нас, они лгут не больше нас, они не ленивее всех нас.— Г. Гопкинс

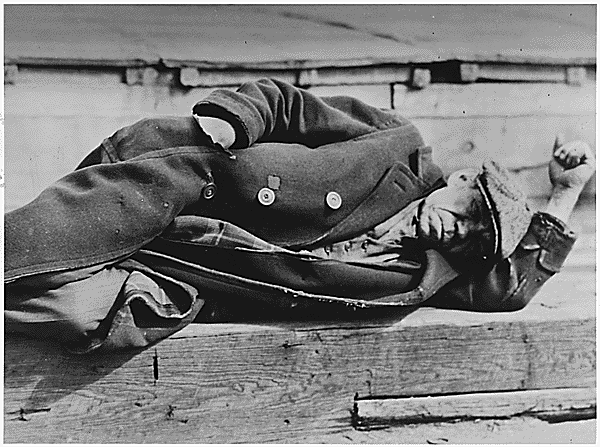
Безработный в Нью-Йорке (1935)

Внешние сложности были не единственным моральным испытанием для безработных. Презрение к жертвам Депрессии часто «поселялось наиболее глубоко в сердцах» самих жертв. Социологические исследования 1930-х годов показали, что чувство вины и склонность к обвинению самих себя были крайне распространены среди безработных — несмотря на очевидность того факта, что их положение было связано с системным экономическим кризисом, а не с их личными недостатками. Профессор Кеннеди полагал, что таким образом депрессия выявила одно из «извращенных» последствий индивидуализма в американском обществе того времени: в культуре, которая привычно приписывала весь успех отдельному индивидууму, казалось логичным, что и неудача была вызвана индивидуальными особенностями данного человека.
«Самобичевание» было особенно ярко выражено среди «новых бедных» — классов бывших «белых воротничков», которые раньше были главными носителями и бенефициарами «индивидуалистического вероисповедания». Переход от безопасности, самодостаточности и гордости к неопределённости, зависимости и стыду не обозлил и не радикализировал их: «отупение от страданий» (англ. dumb with misery) было значительно более распространённым явлением. Таких людей было крайне сложно заставить зарегистрироваться в списках получателей помощи: «мы жили на хлебе и воде три недели, прежде чем я смог заставить себя сделать это», сообщил исследователям один из них. Некоторым безработным требовалось несколько попыток, для того чтобы «заставить себя войти» в зал ожидания FERA.
Если я не могу зарабатывать на жизнь, думаю, я просто бесполезна.— безработная учительница из Техаса
Пронаблюдав данное «зрелище национального вырождения» до октября 1933 года, Гопкинс согласился, что в деятельности FERA есть системные проблемы; к тому моменту он также фактически исчерпал и первоначальные ассигнования в 500 миллионов долларов. А экономического восстановления, которое могло бы «поглотить» миллионы безработных, не было видно даже в отдалённой перспективе. Наступавшая зима 1934 года явно требовала новой программы помощи.

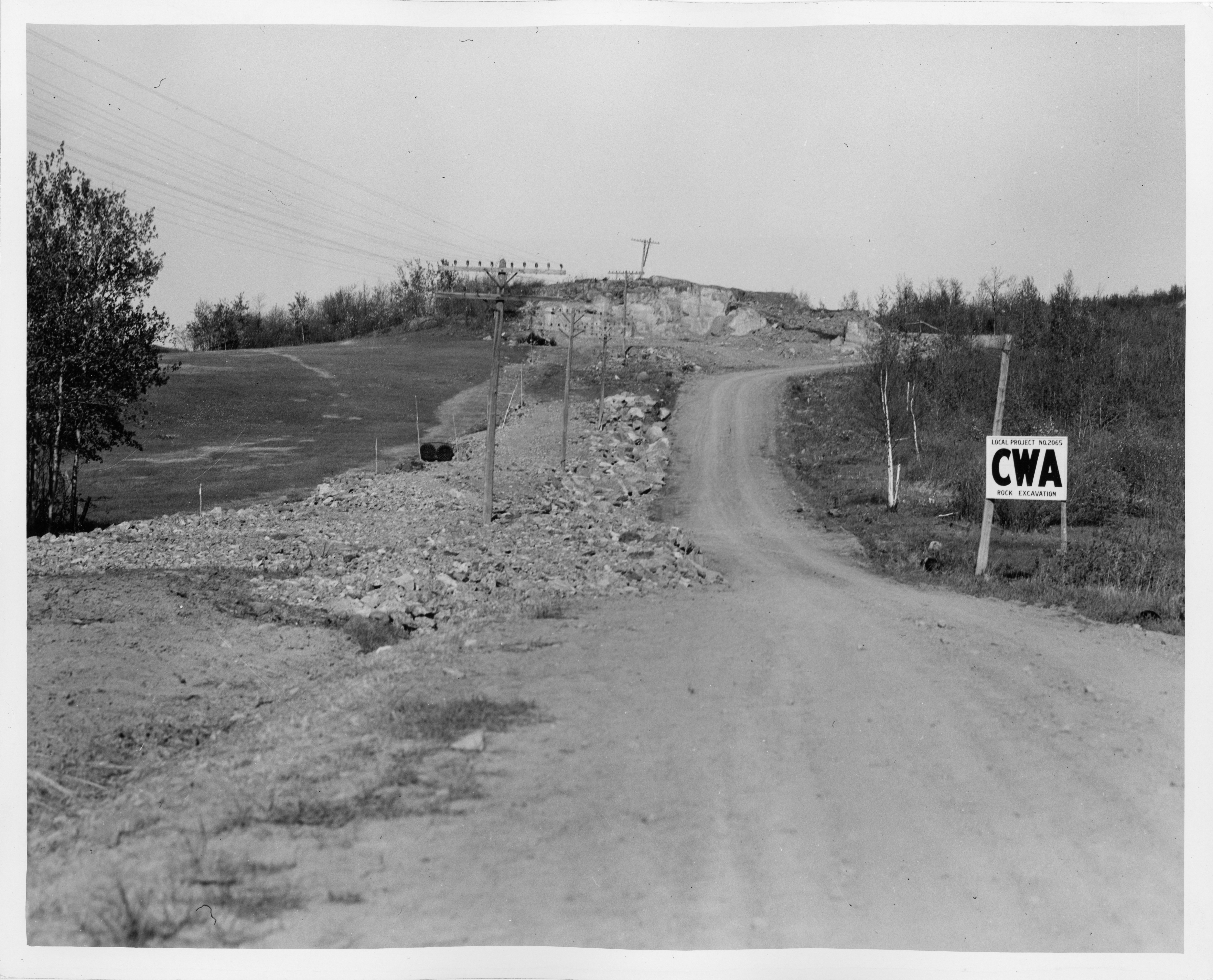
Проект CWA по выпрямлению дороги в Миннесоте (1934)

#### Управление гражданских работ (CWA)
Ответом Гопкинса стало создание Управления гражданских работ (CWA), появившегося 9 ноября при поддержке Рузвельта. CWA полагалось на финансирование из бюджета Администрации общественных работ (PWA), а свой административный аппарат оно формировало за счёт других учреждений федеральной власти — всё ещё крайне немногочисленных. Армейские военные склады поставляли CWA инструменты и материалы, а Администрация ветеранов — одно из немногих федеральных агентств с действовавшей по всей стране сетью офисов — стала казначеем для CWA. Эффективность новой модели позволила уже в течение первых двух недель выдать чеки примерно 800 тысячам рабочих; к январю 1934 года CWA приняла на работу уже 4,2 миллиона мужчин и женщин.

Строители шоссе в Сан-Франциско (1934)

Ключевым словом в новом управлении было слово «работа»: CWA не выдавало пособия, а нанимало работников. Половина трудоустроенных была взята из уже имевшихся списков помощи FERA, а вторую половину составили безработные, которые более не подвергались никаким проверкам. CWA выплачивало минимальную заработную плату, индексировавшуюся с учётом региональных условий: 40 центов в час для неквалифицированной рабочей силы на юге США, 45 центов — в центральных штатах и 60 центов — на севере. За пять месяцев своего существования CWA выслала чеков на общую сумму в 833 960 000 долларов. В своей деятельности управление сосредоточилось на проектах «легкого» строительства и на техническом обслуживании уже имевшихся зданий и сооружений — то есть на том, что можно было организовать в сжатые сроки. Работники CWA модернизировали дороги и мосты, прокладывали канализационные трубы, обустраивали школы (в сумме, 40 тысяч), ремонтировали больницы и поставили 150 000 «надворных построек» для фермерских хозяйств. В каждом округе каждого штата остались следы от деятельности CWA; сами работники в основном воспринимали деятельность CWA не как раздачу пособий, а как «работу на правительство».

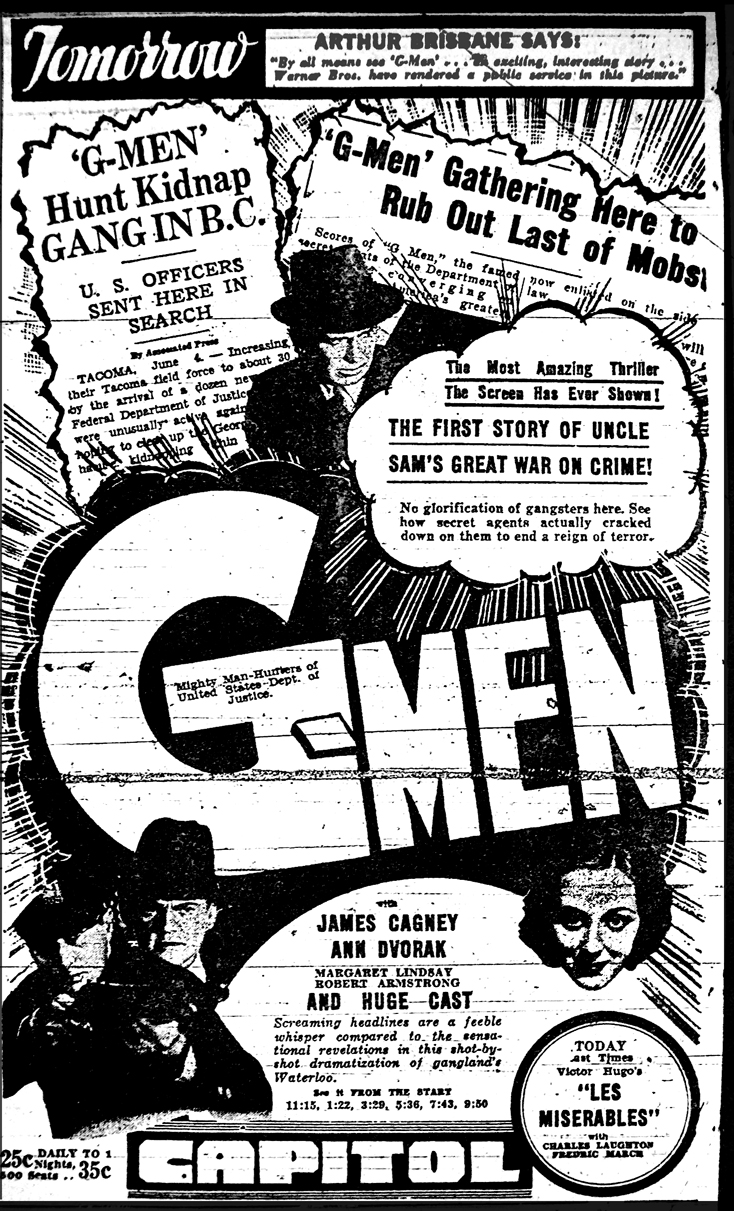
Реклама фильма «Джимены» (1935)

В тот период изменилось и отношение к самому понятию «госслужащий». Благодаря активной пропаганде со стороны ФБР, значительно расширившего свой штат и полномочия в 1930-е годы, в массовой культуре — прежде всего в кинопродукции Голливуда — «культ гангстера» сменился «культом федерала» (англ. G-man). Многие голливудские звёзды сменили амплуа: так актёр Джеймс Кэгни, игравший в начале 30-х годов «крутых бандитов», стал появляться на экране в образе агента федерального правительства.
Именно восприятие работы в CWA как «работы на правительство» — наряду с ежемесячной тратой почти 200 миллионов долларов — обеспокоило Рузвельта. Он опасался, что «работа на правительство» может стать привычкой для граждан: Гувер в годы своего президентства был обеспокоен тем же вопросом. В январе 1934 года Рузвельт сообщил своим советникам, что им не стоит действовать так, как будто «в этой стране у нас будет постоянная депрессия». 31 марта он распорядился прекратить деятельность CWA.

### Национальная администрация восстановления (NRA)
Восстановление «баланса» американской экономики оставалось ключевой целью Рузвельта в период Первого Нового курса. Он рассчитывал прежде всего, на две меры: на обесценивание доллара и на «микроуправление» (микроменеджмент) сельскохозяйственным сектором. Но в сознании подавляющего большинства американцев другая часть мер стала символом новой политики: в течение большей части 1933 и 1934 годов «агрессивная» деятельность Национальной администрации восстановления (NRA/НРА) «затмила собой» остальные действия американского правительства. Министр Фрэнсис Перкинс высказала мнение, что «в сознании ряда людей Новый курс и NRA — это почти одно и то же».
Руководитель NRA, генерал Хью Сэмюэл Джонсон из Оклахомы, полагал, что сможет управлять экономикой США: моделью для новой администрации являлся Совет по военной промышленности (WIB), существовавший в 1917 году под председательством делового партнёра Джонсона, Бернарда Баруха. Однако, в отсутствие финансовых ресурсов, сопоставимых с кредитами периода Первой мировой войны, Джонсону оставалось заниматься только промышленной координацией: по его мнению остановить дефляционный цикл можно было с помощью поддерживаемых правительством соглашений об ограничении перепроизводства — то есть за счёт распределения квот на производство при условии стабилизации заработной платы рабочих. Последний пункт являлся ключевым, поскольку сокращение заработной платы продолжило бы «вымывать» покупательную способность из уже и так нездоровой экономики. Враждебность к самой идее конкуренции — которую Джонсон называл «убийственным учением о дикой и волчьей конкуренции» — была философской основой его логики.
Возможно, вы когда-то и были Капитанами Промышленности — но теперь вы Капралы Бедствия.— из обращения Джонсона к группе бизнесменов Атланты

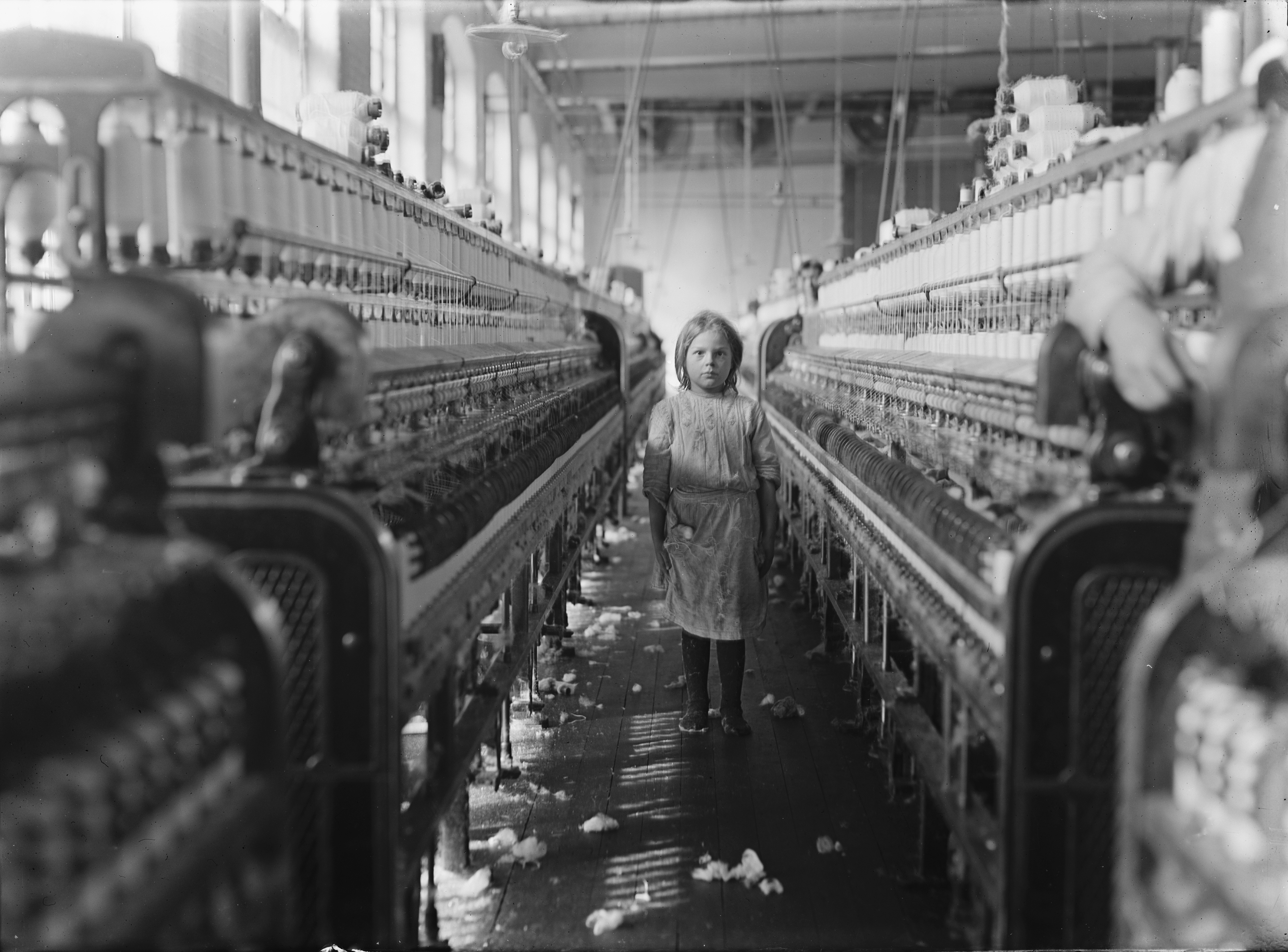
«Маленькая прядильщица» в Южной Калифорнии (Л. Хайн, декабрь 1908)

В экономике США 1930-х годов сложно было найти отрасль, в которой перепроизводство было бы большей проблемой, чем в текстильной промышленности — особенно в хлопковом текстиле. Наравне с добычей угля, американское текстильное производство было в кризисе задолго до начала Великой депрессии. «Растягивание» (англ. stretch-out) рабочей силы — то есть уменьшение числа рабочих при том же выпуске продукции — стала нормой для хлопковых фабрик, а требования об отмене «растягивания» и о создании профсоюза вызвали ожесточенную конфронтацию между рабочими и работодателями. Ассоциация производителей текстиля (CTI) представила Джонсону готовый проект кодекса для отрасли уже в день подписания закона NIRA. В ответ NRA пообещала ограничить конкуренцию в отрасли, установив производственные квоты для отдельных фабрик. В обмен на контролируемые правительством ограничения на выпуск продукции, производители согласились на переход к 40-часовой рабочей неделе и установление минимальной заработной платы. «Историческим прорывом» стала и полная отмена детского труда на ткацких фабриках. Кроме того, в соответствии с разделом 7(а) нового кодекса, производители хлопка согласились — по крайней мере, в теории — принять принцип коллективных переговоров со своими работниками.
«Хлопковый кодекс» оказался не «новаторским прецедентом», а единичным событием: другие отрасли «большой десятки» — уголь, нефть, железо и сталь, автомобили, пиломатериалы, торговля одеждой, оптовые дистрибьюторы, розничные торговцы и строительство — отказались последовать примеру текстильной индустрии. А юридические трудности — перспектива признания всей деятельности NRA несоответствующей Конституции США — останавливали агентство от использования формально имевшихся у него полномочий — помимо пропаганды и агитации.

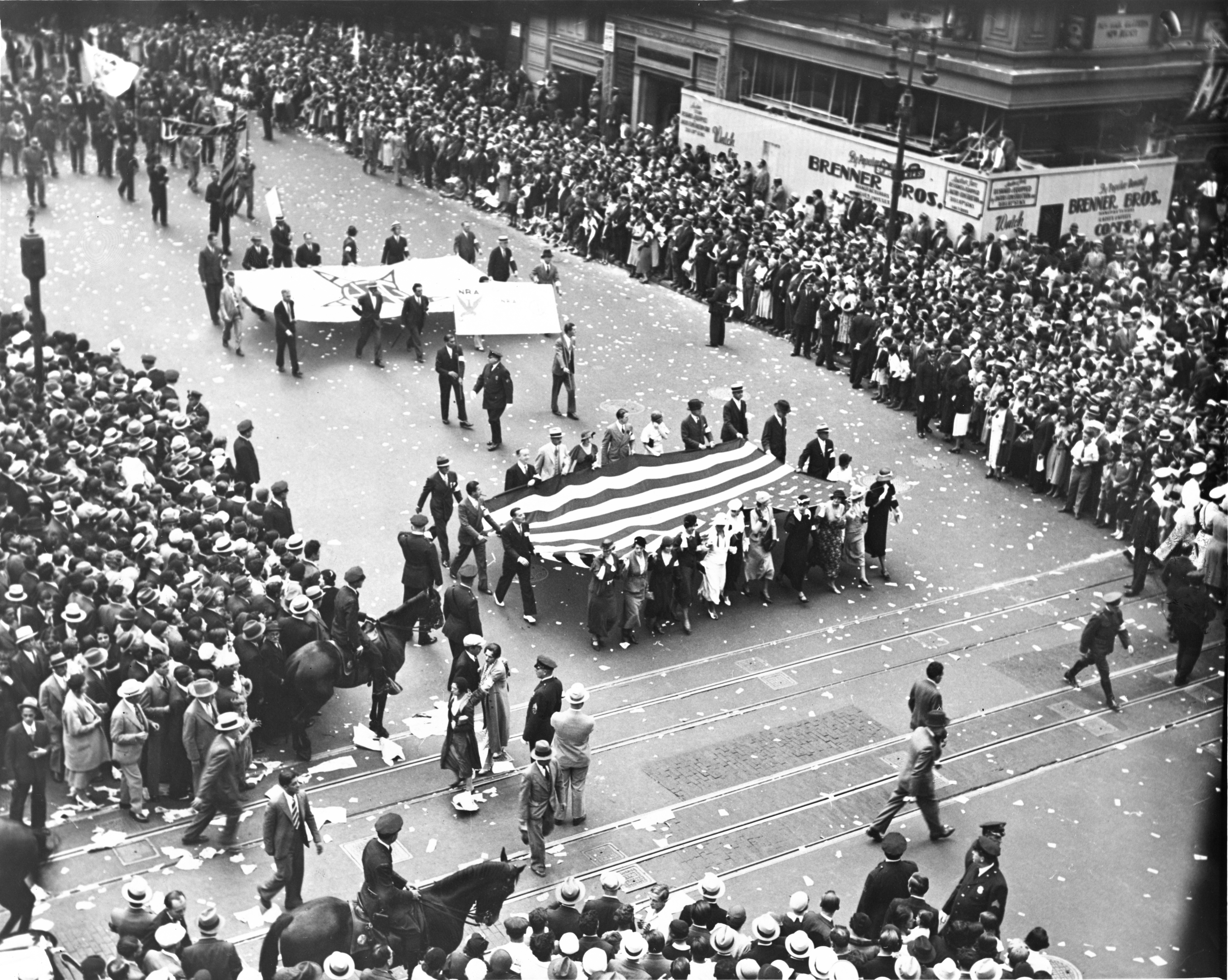
Парад NRA в Нью-Йорке (1933)

Масштабная пропагандистская кампания стартовала в июле 1933 года. Наклейки с символом NRA — стилизованным «Голубым орлом» (англ. Blue Eagle) — вскоре появились на витринах магазинов, на театральных кассах, на газетах и грузовиках. Использование данного символа означало, что работодатель добровольно подписал единый кодекс, обязывавший его выплачивать минимальную заработную плату в 40 центов в час и ограничить длительность рабочей недели 35-ю часами. Рузвельт и Джонсон убеждали потребителей посещать только те заведения, на которых был изображен символ NRA. В сентябре в Нью-Йорке состоялся парад сторонников «Голубого орла»: акция вывела на улицы города почти два миллиона человек.

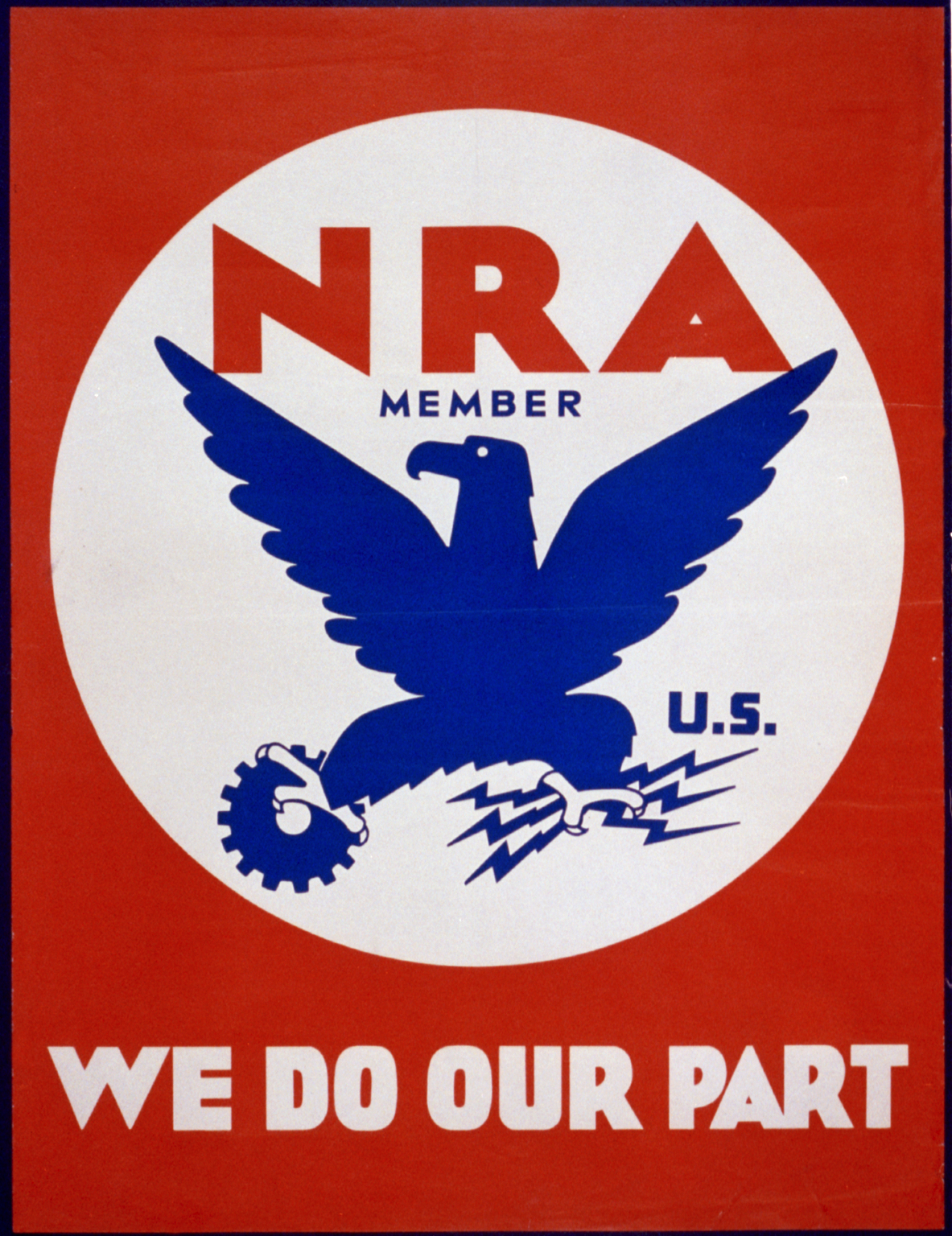
Символ NRA «Голубой орел»

Постепенно NRA превратилась в «бюрократического колосса»: штат администрации, состоявших из 4500 человек, следил за более чем семью сотнями сводов правил, многие из которых накладывались друг на друга — иногда, прямо противореча друг другу. За два года администраторы NRA написали около 13 000 страниц правил, издав 11 тысяч постановлений об их толковании. «Чрезмерная централизация и диктаторский дух» стали вызывать протест у предпринимательского сообщества.
Отношение Джонсона к американской рабочей силе также стало причиной для острой критики: если профсоюзные лидеры полагали, что NIRA легализовал профсоюзное движение в США, то работодатели настаивали на том, что у них было право создавать «жёлтые профсоюзы», контролировавшиеся самой компанией. В августе Джонсон учредил новый орган, Национальный совет по труду (NLB), который только способствовал распространению столкновений между бизнесменами и трудящимися. Рабочие начинали всё больше разочаровываться в эффективности президентской программы в целом.
В мае 1935 года Верховный суд США единогласно заявлял о неконституционности всей деятельности NRA, при том, что перспективы продления существования данной администрации были и без того маловероятны. Многие иностранные наблюдатели были поражены особенностями американской политической системы: лёгкость, с которой Верховный суд уничтожил ключевой элемент Нового курса, ошеломила заграничных экспертов. Ряд лидеров, прежде всего в авторитарных государствах, увидел в отмене NRA доказательство «слабости демократии».

### Сельская Америка и инфляция
В 1930-х годах в США был распространён «национальный миф» о «крепких йоменах» и «благородных хлеборобах» как о «стержне Республики»: многие американцы легко могли вспомнить не столь отдалённую эпоху, когда фермеры составляли большинство населения страны. К периоду депрессии фермеры всё ещё составляли около 30 % рабочей силы, а их представители искусно использовали мифологию, описывая «горе» сельской местности. Сельский популизм подпитывался вполне обоснованным беспокойством о том, что городская Америка постепенно затмевала сельскую местность — что население, власть и экономическое лидерство всё быстрее проникали из сёл в города. Вследствие этого в среде сторонников Нового курса сформировался «странный анахронизм», заключавшийся в вере в то, что именно возрождение сельского хозяйства являлось ключом к всеобщему процветанию.

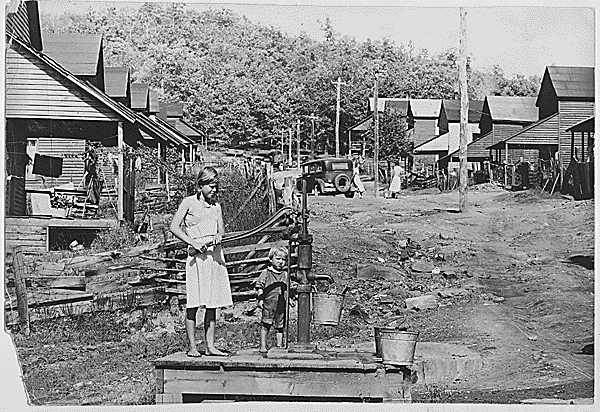
Уличная водопроводная колонка в Уайлдере (Теннесси, 1942)

Беды фермеров были вполне реальны: общий доход фермерских хозяйств в 1932 году составил менее ⅓ от того, что было три года назад. Однако кризис в сельской Америке начался значительно раньше: «порочный круг» заключался в том, что, столкнувшись с падением цен на свою продукцию после Первой мировой войны и стремясь поддержать свой доход, индивидуальные фермеры приняли вполне рациональное решение увеличить посевные площади; дополнительная продукция, произведённая таким образом, ещё более снижала цены и круг замыкался. Разрыв данного цикла был целью дискуссии, продолжавшейся к 1933 году уже более десятилетия. Так Джордж Пик и другие сторонники законодательства Макнари-Хаугена (McNary–Haugen Farm Relief Bill) в 1920-х годах стремились избавиться от излишков американской сельхозпродукции на зарубежных рынках: они были даже готовы на государственные субсидии экспортных поставок. Президент Гувер пытался создать фермерские кооперативы для упорядочения сельскохозяйственных рынков. Ни одно из решений не подходило для периода общемирового кризиса: поиск внешних рынков в мире, страны которого всё чаще выбирали путь автаркии, был обречён с самого начала; а быстро разорившиеся фермерские советы, созданные Гувером, показали, что сами фермеры не были готовы к сокращению своего производства.
В итоге, «ностальгия и интеллектуальная инерция», тянувшая к «пасторальным идиллиям», заложили основу для системы фермерских субсидий, сделавшей сельхозсектор наиболее опекаемым государством сектором американской экономики — ситуация, заложенная Новым курсом, не изменилась и в XXI веке.

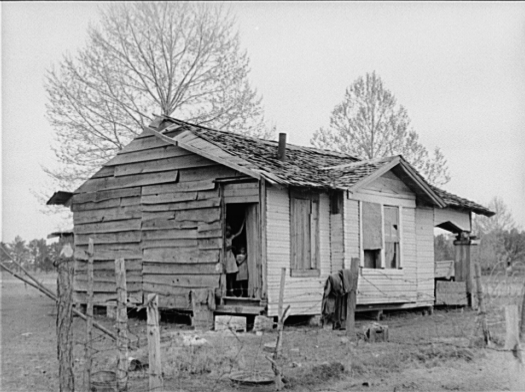
Хижина сельскохозяйственных рабочих рядом с городом Маршалл (Техас, 1939)

#### Сельскохозяйственная депрессия
В середине 1933 года только 16 % фермерских домохозяйств получали доходы, превышающие средний национальный уровень; в 1934 году подушевой доход фермерских хозяйств составлял только 167 долларов. В более чем 13 сотнях сельских округов США, в которых суммарно проживало 17 миллионов человек, не было больниц — в большинстве из них не было даже фельдшерских пунктов. К октябрю 1933 года — благодаря деятельности NRA — цены на промышленные товары стабилизировались, а затем и умеренно выросли. Но в сельском хозяйстве цены оставались на уровне менее 60 % от 1929 года. Повышение на 60—120 % цен на продукцию стальной отрасли, от которой зависели фермеры, привело к тому, что в Сенате прозвучали призывы опубликовать «деловые связи» всех сотрудников NRA.
Фермеры чувствовали себя преданными, поскольку цены на промтовары росли быстрее их доходов: Новый курс обострял, а не исправлял проблему «баланса» в американской экономике. Ситуация ухудшилась настолько, что в Южной Дакоте жёны фермеров начали кормить своих детей супом из мордовника (англ. Russian thistle), а среди самих фермеров начали вести деятельность коммунистические агитаторы — в основном, безуспешно. На общественное мнение тех лет оказали влияние и художественные произведения «запечатлевшие жалкие жизни» сельскохозяйственных рабочих: см. «Tobacco Road» Колдуэлла или «Tortilla Flat» Стейнбека.
Одновременно, в южных штатах землевладельцы начали протестовать против деятельности CWA, поскольку негры-арендаторы могли получать в рамках данной программы значительно больше, чем сами землевладельцы были готовы платить. Кроме того CWA, в отличие от NRA, отказалась признать «исторически сложившиеся» различия в заработной плате для белых и цветных американцев, что воспринималось землевладельцами как угроза для сегрегации в регионе. В ответ на протесты землевладельцев, Рузвельт предложил им задуматься об увеличении оплаты труда своих работников.

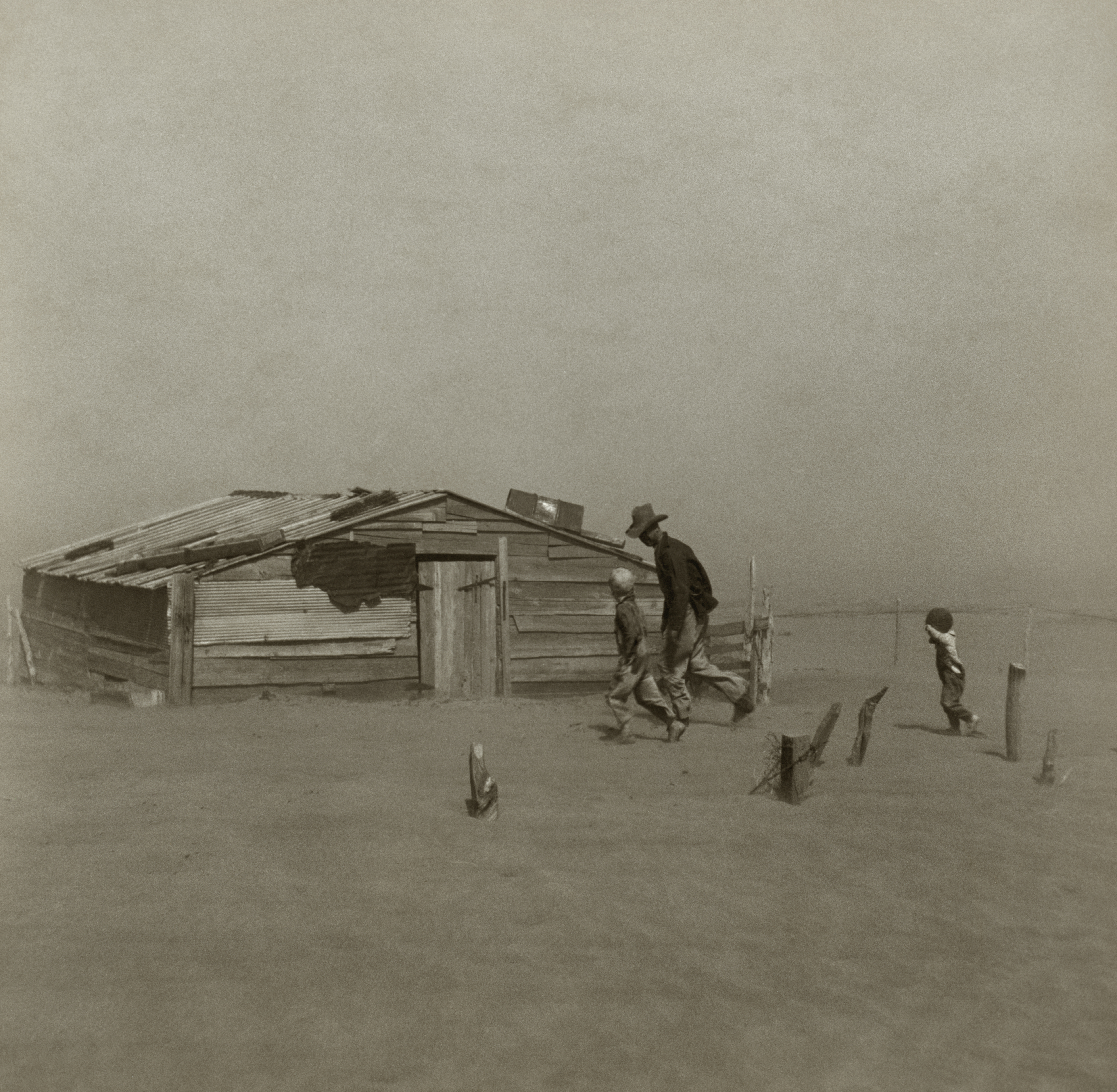
Фермер c сыновьями во время «пыльной бури» (округ Симаррон, апрель 1936)

#### «Пыльные котлы» и «оки»
Природа внесла свой вклад в трудности американских фермеров. Активная эксплуатация земли с использованием тракторов, связанная со всё более снижавшимися ценами на продукцию сельского хозяйства, к 1920-м годам привела к тому, что в период засухи 1930 года «израненная земля раскололась». К 1934 году в ряде районов на Среднем Западе никакой влаги не было обнаружено уже на глубине в три фута. Ветер начал поднимать сухую пыль, создавая высокие «волны» длиной в тысячи футов, ставшие известными как «чёрные метели». Невозможность заниматься сельским хозяйством привела к тому, что тысячи переселенцев, прозванных «оки», отправились в другие штаты США, в особенности — в Калифорнию. Такие беженцы стали одним из ключевых символов разрушений десятилетия Великой депрессии — отчасти благодаря работе фотографа Доротеи Ланж и её мужа, экономиста Пола Тейлора. Писатель Джон Стейнбек внёс свой вклад, опубликовав бестселлер «Гроздья гнева», экранизированный в 1940 году.

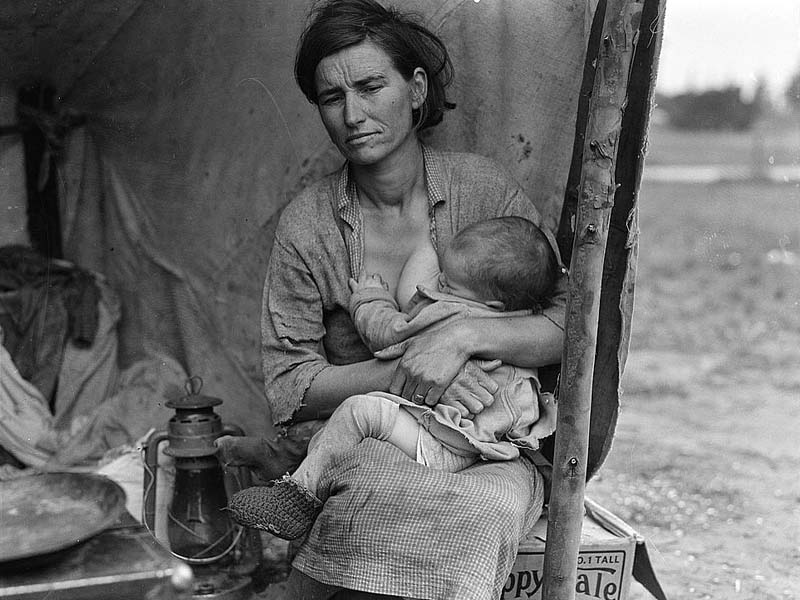
«Мать-переселенка» Ф. О. Томпсон (1936)

Семейные фермы средне-западного региона начали массово «уходить с молотка» в связи с дефолтами по ипотеке. По всему региону группы соседей собирались на таких аукционах, чтобы запугать потенциальных покупателей, отстранив их от участия в торгах — подобная насильственная тактика позволяла бывшим владельцам «купить» свой бывший дом всего за 1 цент. В апреле 1933 года в городе Ле-Марсе штата Айова толпа фермеров похитила местного судью, отказавшегося приостановить судебное производство по взысканию ипотечных долгов: после побоев и угрозы линчевания толпа оставила его голым в придорожной канаве. Вскоре губернатор штата ввёл в полудюжине округов военное положение. Ситуация в Южной Дакоте была аналогичной. В том же году организация «Farmers' Holiday Association» во главе с популистом Майло Рено (Milo Reno) потребовала прекращения банковских взысканий как таковых; группа также потребовала санкционированных правительством кодексов и гарантии цен на сельхозпродукцию — то есть, аналога промышленного NRA.
В октябре 1933 года Рено призвал к «забастовке фермеров»; после собрания в Де-Мойне (Айова) губернаторы Северной и Южной Дакоты, самой Айовы, Миннесоты и Висконсина одобрили программу Рено. Губернатор Уильям Лангер пригрозил использовать национальную гвардию своего штата, чтобы перекрыть вывоз из штата пшеницы по цене «ниже себестоимости». Сельские сторонники инфляции пригрозили новым маршем на Вашингтон. Рузвельт, опасавшийся «аграрной революции», признал, что фермеры «должны получить более высокие цены [на свою продукцию] для погашения своих долгов».

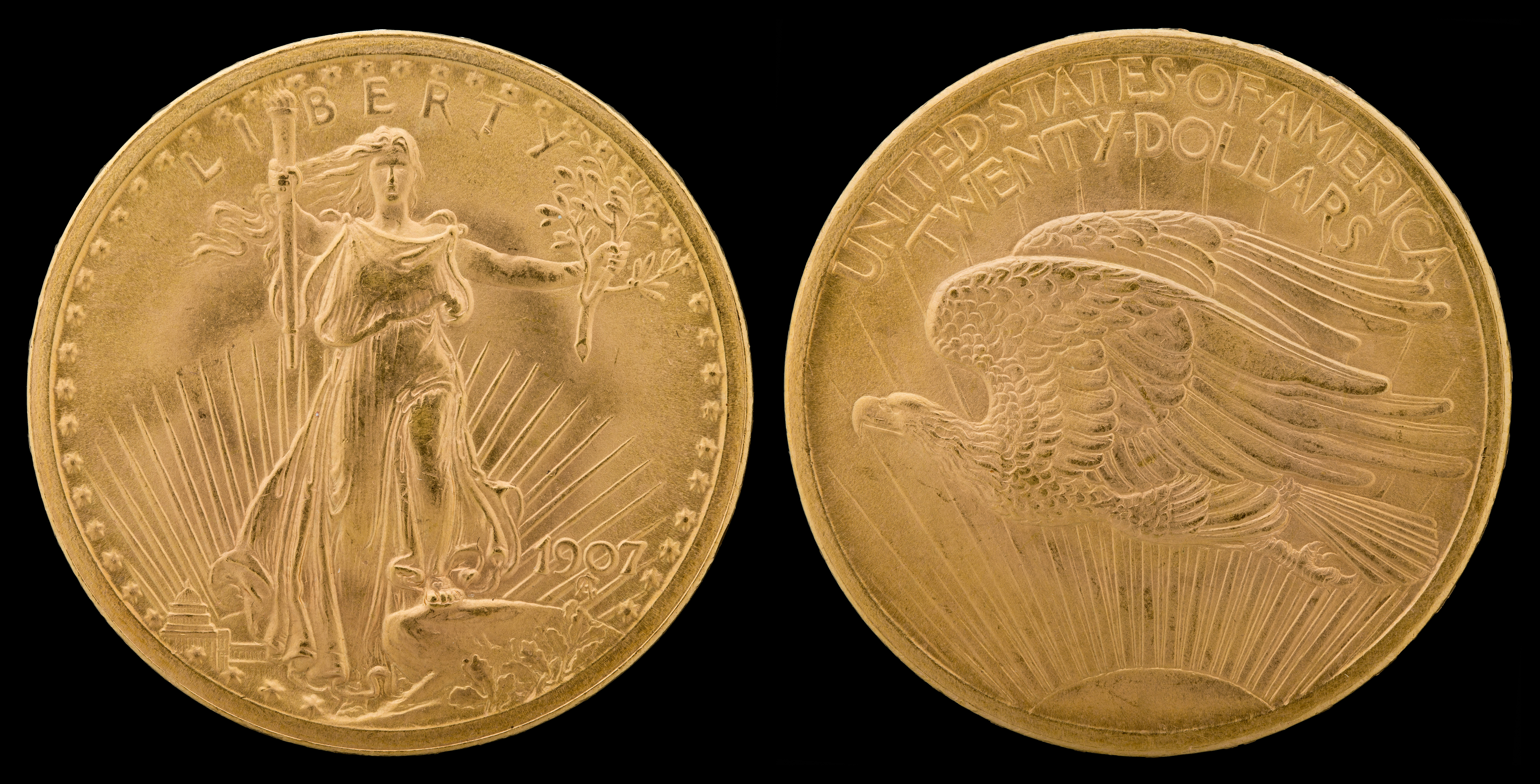
Золотая монета «Двойной орёл», имевшая хождение с 1849 по 1933 год

#### Золото и инфляция
Отказ от участия в Лондонской экономической конференции позволил Рузвельту заняться полноценной инфляционной политикой. При этом президент поддержал «весьма сомнительную» теорию профессора Корнеллского университета Джорджа Уоррена (George Frederick Warren) о том, что значительные государственные закупки золота смогут стимулировать инфляцию — ортодоксальные банкиры «пришли в ужас» от идеи, но Рузвельт не принял их возражений. В конце октября 1933 года он объявил, что Финансовая корпорация по реконструкции начнёт скупать золото, добываемое в США, по «ценам», которые будут определяться после «консультаций» с министром финансов и президентом. Своим решением президент начал «один из самых странных эпизодов в истории американских финансов»: в течение нескольких недель Рузвельт за завтраком назначал цену на золото — в один из дней он поднял цену на 21 цент, поскольку счёл, что это было «счастливое число». Данный эпизод привёл к тому, что администрацию покинул целый ряд экономистов: Рузвельт лично уволил одного из видных «инакомыслящих», заместителя министра финансов Дина Ачесона.
«Закон о покупке серебра», принятый в июне 1934 года, был другим «новаторским» шагом того времени, не имевшим заметного влияния на американскую экономику — помимо самих производителей серебра. На международном уровне он стал катастрофой для Китая — единственной крупной страны, которая всё ещё придерживалась серебряного стандарта. Если до этого депрессии и дефляции не затронули Китай, то начавшийся вывоз из страны серебра привёл в резкому падению китайской экономики. Осенью 1935 года китайское правительство было вынуждено отказаться от серебряного стандарта, что заметно ударило по легитимности режима Чан Кайши и вызвало у него «определённое чувство обиды» на США.
К моменту завершения программы покупки золота в январе 1934 года цена на него выросла с 21 до 35 долларов за унцию. Доллар формально потерял около 40 % своей «золотой» стоимости, но внутренние цены на сырьевые товары фактически даже немного снизились. Джон Кейнс описал попытку манипулирования валютой, предпринятую Рузвельтом, как «золотой стандарт подшофе». Вскоре после этого Кейнс был вызван в Белый дом: после встречи Рузвельт предположил, что «[Кейнс] больше математик, чем политический экономист» — а Кейнс сообщил, что сам он «полагал, что президент был более грамотен в экономике».
Однако к концу 1933 года основные сельскохозяйственные программы Нового курса начали приносить плоды: Администрация фермерского кредита (Farm Credit Administration) начала рефинансировать ипотечные договоры, спасая семейные фермы от кредиторов, а пособия в рамках ААА начали спасать семьи от голода. Сельское хозяйство стало постепенно стабилизироваться, хотя полномасштабного восстановления и не наблюдалось.

Сотрудники RFC и Commodity Credit Corporation ведут учёт ссуд и процентов (1937)

### «Закон о регулировании сельского хозяйства» (AAA)
Модель сельскохозяйственной политики, созданная Новым курсом во многом была связана с деятельностью Министерства сельского хозяйства США: с этим «островом государственной силы в океане слабости». Если FERA, CWA и NRA задумывались как временные чрезвычайные подразделения и создавались фактически с нуля, то программа ААА нашла поддержку в уже устоявшемся министерстве, основанном ещё в 1889 году. При этом идеи, лежавшие в основе ААА, базировались на том же убеждении в благотворном влиянии дефицита, которое породило NRA и её промышленные кодексы.
Программа по возрождению сельского хозяйства, ключевым создателем которой являлся профессор Милбурн Уилсон, была радикальной с точки зрения самих фермеров: «План внутренних ассигнований» предполагал взимание налога с сельхозпроизводителей и использование вырученных средств на выплаты фермерам за то, чтобы те ничего не сажали. Нацеленная на предотвращение посадки потенциально избыточных сельхозкультур, AAA была дополнена программой «товарного кредита» — направленной на предотвращение попадания продукции на рынок (см. Commodity Credit Corporation). Накануне начала Второй мировой войны и введения программы льготной покупки продуктов, министерство имело на своих складах треть годового урожая хлопка стоимостью в несколько миллиардов долларов — а также, несколько меньшее количество кукурузы и пшеницы. Ситуация, когда голодные и раздетые городские бедняки сосуществовали с явно избыточной сельхозпродукцией, подлежавшей складированию или уничтожению, была прямо охарактеризована современниками как «идиотская» — в письме фермера, опубликованном в газете «New York Times», приводилось мнение, что «нечто нарушило упорядоченный процесс нашего мышления».
Сельское хозяйство не может выжить в капиталистическом обществе как филантропическое предприятие.— министр Уоллес
Министр сельского хозяйства Генри Уоллес, среди советников которого был мистик Николай Рерих, продолжил свою деятельность несмотря на многочисленные возражения. Уоллес также продолжал настаивать, что фермерство являлось формой бизнеса — и что это должен был быть прибыльный бизнес. Деятельность органов AAA Уоллес описывал как образцы «экономической демократии» — реальность была далека от подобной оценки. Местные комитеты по контролю за производством, созданные чиновниками и устанавливавшие производственные квоты в своих округах, состояли преимущественно из наиболее состоятельных крупных фермеров, которые иногда применяли и «меры устрашения» в отношении своих менее состоятельных соседей. Данные комитеты были ответственны и за распределение правительственных платежей — поскольку фермеры были традиционно враждебны к любому правительственному вмешательству в свои дела. В двух секторах — в выращивании хлопка и табака — усилия по обеспечению добровольного соблюдения квот сменились в 1934 году обязательными законодательным мерами.

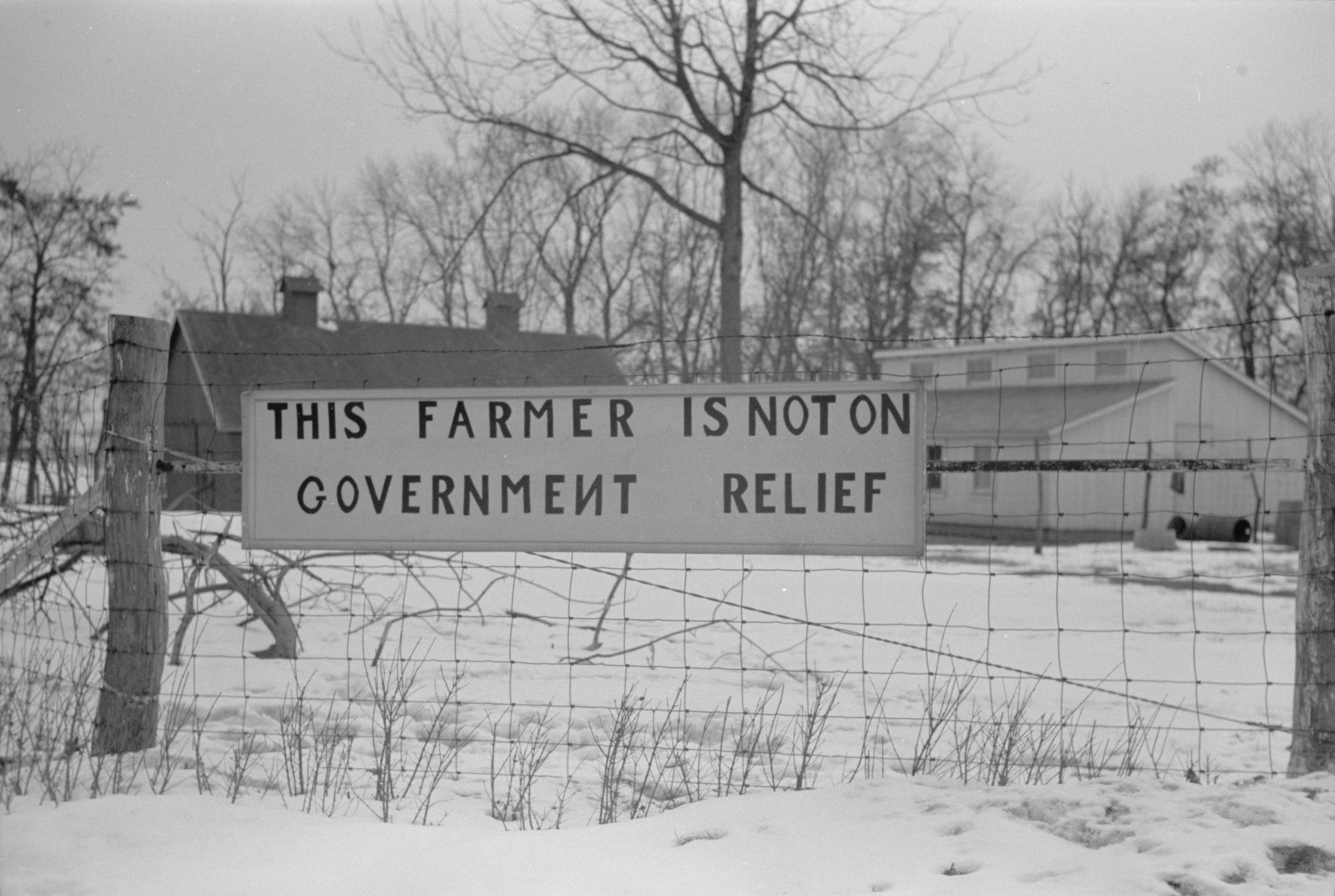
Плакат «Этот фермер не получает государственной помощи» (1940)

ААА имела скромные успехи: чистый доход фермерских хозяйств вырос на 50 % в период между 1932 и 1936 годами. Цены на хлопок повысились с менее чем 7 центов за фунт в 1932 году до более чем 12 центов в 1934 году; цена на пшеницу за аналогичный период выросла с 38 до 86 центов за бушель. Урожай пшеницы снизился со среднегодового показателя в 864 миллионов в 1928—1932 годах до 567 миллионов бушелей в 1933—1935. При этом программа ААА была ответственна менее чем за 7 % от данного сокращения — погода была основным фактором.
Одновременно, ситуация заметно ухудшилась для негров-арендаторов Юга, поскольку сокращавшие посевы белые арендодатели более не нуждались в том же количестве работников. Согласно закону, арендодатели должны были делиться получаемыми ими правительственными платежами со своими работниками — на практике, ничтожная часть «помещиков» была готова раздавать деньги неграм. Так, в 1933 году плантаторы забрали себе 90 % выплат, а «петли и костры» Ку-Клукс-Клана задавили протесты работников в зародыше. Попытки сделать линчевания федеральным преступлением не нашли поддержки у Рузвельта, опасавшегося потерять поддержку южан в других инициативах Нового курса — Юг фактически сохранял «право вето» на любые законодательные изменения на протяжении всего Нового курса. Одновременно президент выразил надежду, что постепенно на юге сформируется «новое поколение лидеров».
Сохранить лояльность демократов-южан и не дать расистам повода для резких нападок на «новый курс» представлялось Рузвельту более оправданным, чем проявлять твердость и последовательность в принципиальных вопросах межрасовых отношений.— профессор В. Л. Мальков, 2018
Бедственное положение в южных штатах стало наиболее острым предметом раздора между двумя фракциями в самом Министерстве сельского хозяйства. С одной стороны, в министерстве работали профессиональные сельскохозяйственные бюрократы, полагавшие, что основная цель их деятельности заключалась в росте цен на сельхозпродукцию. С другой стороны, многие молодые сотрудники — зачастую юристы по образованию, не имевшие опыта сельской жизни — полагали, что забота о благополучии самих землепашцев также входила в сферу ответственности министерства. Попытка «либералов» AAA организовать прямые выплаты чернокожим работникам столкнулась с ожесточённым сопротивлением плантаторов — утверждавшим, что «их неграм» деньги не были нужны. Вскоре министерство было «очищено» от либералов. В итоге, шведский экономист Гуннар Мюрдаль описал деятельность ААА на Юге США как американский аналог европейского огораживания.

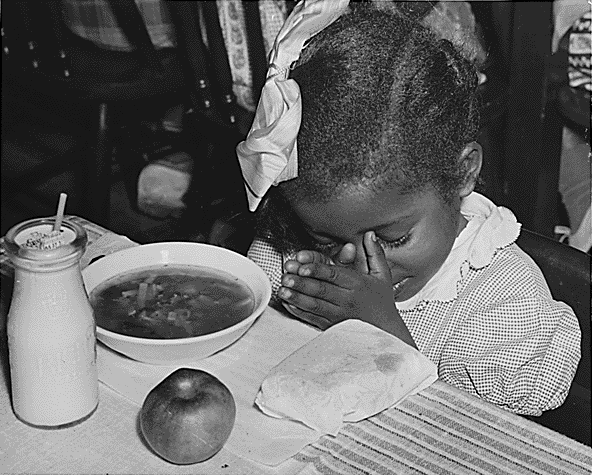
«Девочка молится перед тем, как съесть школьный обед» (WPA, 1936)

## Второй Новый курс (1935—1938)
К началу 1935 года события, за которые сторонники и противники Нового курса будут помнить данную политическую программу и в XXI веке, по большей части ещё не произошли.

### Рост недовольства и поиск альтернативы

#### Американская лига свободы. Коммунисты и фашисты

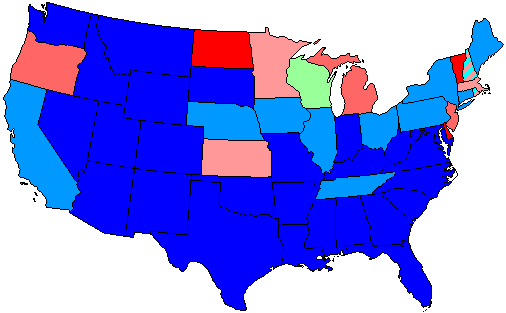
Места в Палате представителей по штатам США (1934): оттенки синего — демократы, оттенки красного — республиканцы, светло зелёный — «прогрессисты» (Висконсин)

К началу 1935 года Новый курс приближался к своему третьему году и целый ряд его ранних сторонников был разочарован результатами. Энтузиазм «Ста дней» сменился, среди прочего, критикой интернационалистов, увидевших катастрофу в отказе от Лондонской конференции, и монетаристов, полагавших неприемлемой президентскую схему установки цены на золото. Так директор бюджетного управления Льюис Дуглас, уже потрясённый отказом от золотого стандарта, ушёл в отставку в августе 1934 года. В том же месяце консерваторы из президентской демократической партии, недовольные политикой американского лидера, сформировали Американскую лигу свободы: среди её влиятельных членов были Эл Смит, бывший председатель демпартии Джон Раскоб, кандидат в президенты Джон Уильям Дэвис и ряд бизнес-лидеров — таких как Альфред Слоун из «General Motors» и Сьюэлл Эйвери из компании «Montgomery Ward». Члены Лиги начали активно выступать с заявлениями и выпускать печатные работы, в которых инициативы Нового курса рассматривались как путь к социализму. При этом Гувер «демонстративно» отказался от приглашения присоединиться к данному объединению.
Рождение Лиги ознаменовало начало организованной оппозиции Новому курсу «справа» — оппозиции, по мнению лидеров лиги, «государственному социализму и диктаторским амбициям Рузвельта». Но правые политики были не единственными, кто сомневался: либерально настроенные лидеры также начали выражать своё недовольство происходившим. Поскольку к началу 1935 года около 10 миллионов человек — более 20 % рабочей силы — по-прежнему оставались безработными, даже Лорена Хикок стала проявлять признаки недовольства: так, когда бизнесмен из Техаса прямо сказал ей, что он поддерживает фашизм как будущую политику для Соединённых Штатов, она призналась Гопкинсу, что «честно говоря, после неполного года путешествий по этой стране я была почти вынуждена с ним согласиться». Хикок отмечала также, что в США «никто, кажется, больше не думает, что [Новый курс] сработает»; её особое опасение вызывали политические взгляды «мужчин старше 40 лет», практически потерявших надежду вновь найти работу.
Терпение американских обывателей, вызывавшее удивление в первые годы Великой депрессии, начало «подавать признаки истощения»: поляризация электората и значительный сдвиг в американской политике становились всё более очевидными. В частности, сенатор от Луизианы Хьюи Лонг создал в январе 1934 года своё общество «Разделим наше богатство», обещавшее «сделать каждого человека королём» путём масштабного «перераспределения» национального достояния. В том же месяце калифорнийский врач Фрэнсис Эверетт Таунсенд основал компанию «Revolving Pensions», нацеленную на выплату 200 долларов в месяц всем американцам старше 60 лет. Когда писатель Эптон Синклер баллотировался на пост губернатора в Калифорнии, его «утопическая» платформа — построенная на коммунистической идеологии — получила поддержку почти миллиона человек. Практически одновременно преподобный Чарльз Кофлин (Коглин), популярный «радио-священник» из Ройал-Ока в штате Мичиган, объявил о создании «Национального союза социальной справедливости» (National Union for Social Justice (organization)), использовавшего в качестве политической платформы смесь из инфляционизма и антисемитизма.

#### Выборы в Конгресс (1934)
В ноябре 1934 года «бурлящее недовольство» американцев принесло беспрецедентный политический результат: американская политическая элита привыкла к тому, что президентская партия теряет места в Конгрессе в ходе следующих выборов, но в новом конгрессе, созванном в январе 1935 года, проиграли республиканцы — они опустились со 117 до 103 места в Палате представителей и с 35 до 25 мест в Сенате. Демократы получили большинство в ⅔ голосов в обеих палатах. При этом демпартия всё быстрее отделялась от своей традиционной «южной базы», охватывая новые избирательные округа в крупных промышленных городах на Севере США и в экономических центрах на западе страны. Незначительные успехи республиканцев на выборах были достигнуты за счёт северной части штата Нью-Йорк и сельских протестантских районов в Огайо, Индиане и Иллинойсе, а также — на Великих равнинах. Все эти регионы теряли в тот период как демографическое, так и экономическое значение.
Наиболее быстро растущие группы населения в Америке того времени — католические и еврейские иммигранты (и их дети), наряду с афроамериканцами — массово вступали в Демократическую партию. Чернокожий политик Артур Митчелл в 1934 году стал первым чернокожим демократом, когда-либо избранным в Конгресс. Разнообразие представителей демпартии привело и к сложностям: руководство партии опасалось неуправляемости разросшейся фракции. При этом в первые недели 1935 года сам Рузвельт размышлял о разочаровывающих экономических показателях Нового курса. Он начал склоняться к проведению значительно более радикальных преобразований — не только в экономике, но и в общественной жизни США.

#### Рост радикализма
К 1935 году серия «смелых, настойчивых экспериментов», которые президентская администрации обещала стране, уже состоялась. Профессор Кеннеди полагал, что активность администрации Рузвельта помогла «укрепить национальный дух в период отчаяния» — оптимизм президента сыграл в этом не последнюю роль. Вместе с тем — несмотря на «Сто дней», усилия в рамках NRA и AAA, открытие банков и работу федеральных агентств по оказанию помощи — Великая депрессия продолжалась. А «тонизирующий эффект» от заявления Рузвельта о том, что «единственное, чего мы должны бояться — это самого страха», давно исчез. Результаты новой политики впечатляли незначительную часть современников.

##### Левая критика. Коммунистическая партия США
Если для правых сил Рузвельт уже зашёл слишком далеко от «американских идеалов свободы и демократии», то прогрессивные и либеральные организации всё чаще выражали раздражение избыточно осторожной, по их мнению, монетарной политикой президента. Калифорнийский сенатор Хайрам Джонсон, сенатор Бронсон Каттинг от Нью-Мексико и представитель Висконсина Роберт Ла Фоллетт-младший были среди обеспокоенных левых. «Малостью и нерешительностью» шагов Рузвельта в сторону от фискальной ортодоксии — наряду с его «увлечением» крупным бизнесом и Уолл-стрит — тревожили этих сторонников Нового курса. В мае 1934 года была образована новая либеральная партия — «Wisconsin Progressive Party» — получившая поддержку Рузвельта. «Кооперативное общество», за которое выступали члены новой партии, так и осталось неразъяснённым понятием. Одновременно в Миннесоте лидер партии фермеров-лейбористов Флойд Олсон, являвшийся губернатором с 1932 года, дал собственное определение «кооперативного содружества»: губернатор начал принимать новобранцев в национальную гвардию штата только из числа членов социалистических партий. Одновременно губернатор Олсон потребовал распространения государственной собственности на все ключевые отрасли американской промышленности.

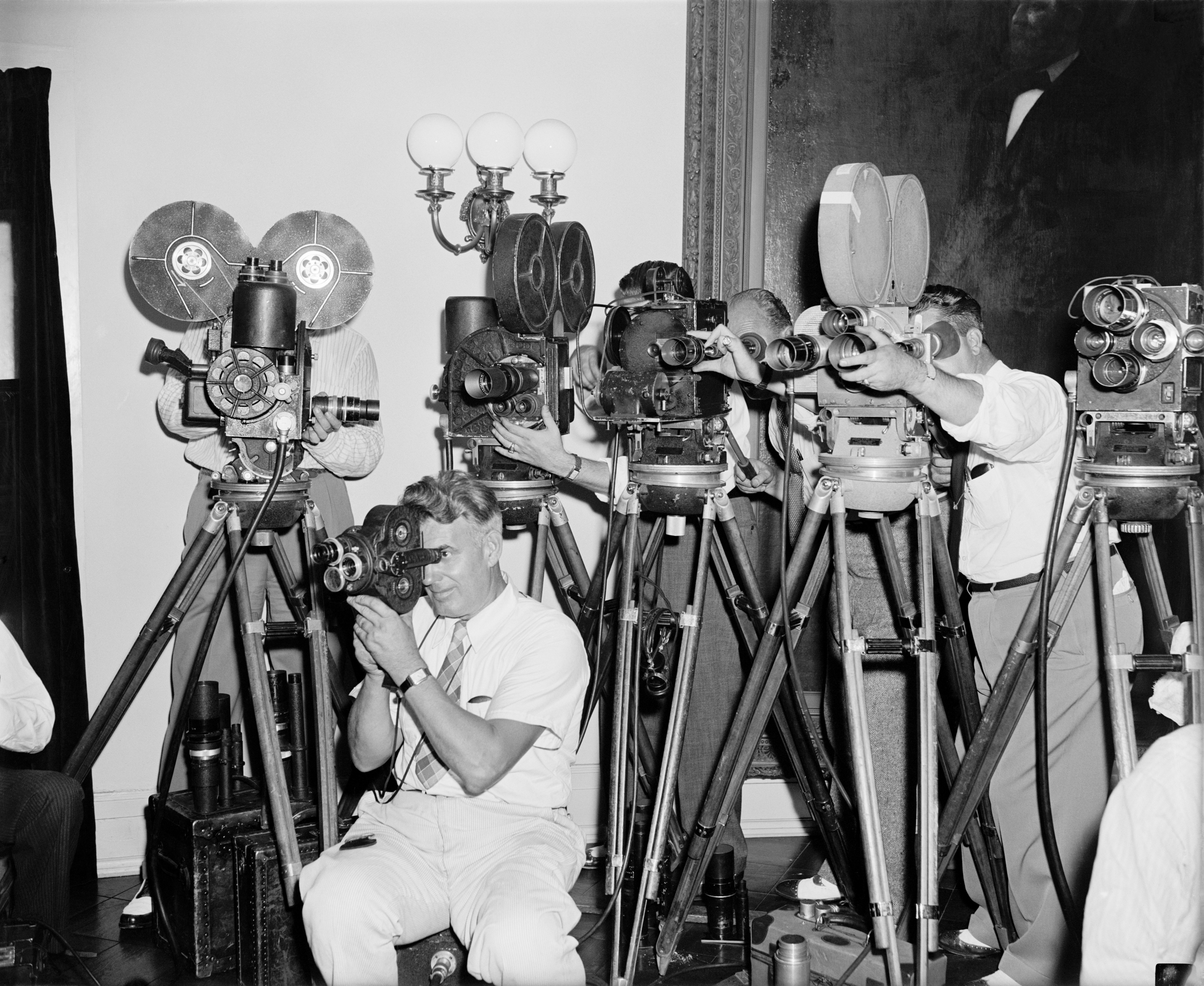
Пресса, ведущая кинохронику «Беседы у камина» (3 сентября 1939)

Группа интеллектуалов, связанная с образованной в 1929 году лигой «League for Independent Political Action» (LIPA), атаковала Новый курс с другой стороны: лига полагала, что «капитализм должен быть уничтожен». Основатель организации, профессор Джон Дьюи, считал, что «компромисс с распадающейся [капиталистической] системой невозможен». Утопический трактат Эдварда Беллами «Взгляд назад, 2000—1887», опубликованный ещё в 1888 году, оказал значительное влияние на мировоззрение членов LIPA. Журнал «Common Sense», основанный в 1932 году выпускником Йельского университета Селденом Родманом, стал ключевым форумом для сторонников лиги. Национальное экономическое планирование и государственное управление экономикой входило в число наиболее популярных тем дискуссий на страницах данного издания.
Страна гораздо более радикальна, чем администрация… Падение администрации [Рузвельта] приведет к появлению крайне радикального движения, масштабы которого никто не сможет сегодня предсказать.— из дневника министра внутренних дел Г. Икеса, 15 сентября 1934
Члены Коммунистической партии США (CPUSA) полагали, что перестройка американского общества по советской модели являлась наилучшей из возможностей, которые предоставляла Великая депрессия. Наблюдавшийся «крах капитализма» ускорял неизбежную революцию, предсказанную Карлом Марксом: в результате, доктрина CPUSA 1933—1934 годов не предполагала никакого сотрудничества коммунистов с партиями «буржуазной демократии». Официальный печатный орган CPUSA, газета «Daily Worker», называла программу NRA «фашистской рабской программой», аналогичной гитлеровской. Кандидат от CPUSA Уильям Фостер набрал в ходе президентской гонки 1932 года рекордные для партии 102 тысячи голосов. Множество американских интеллектуалов подписали манифест, согласно которому они — «как ответственные интеллектуальные работники» — присоединялись к «революционной коммунистической партии». Попытки CPUSA заручиться поддержкой афроамериканцев имела весьма ограниченный успех: чернокожие никогда не составляли более 10 % членов компартии; в общей сложности партия в 1934 году насчитывала менее 30 тысяч членов, в основном — рабочих в крупных американских городах.

##### Калифорния: Таунсенд и Синклер
Вопрос, сможет ли политика Нового курса сдержать и направить новый американский радикализм — или она будет «сметена» им — являлся основным для многих «ньюдилеров». Калифорния, собравшая в 1935 году непропорционально большую долю пострадавших от депрессии — включая беженцев от «пылевых чаш», иммигрантов из Мексики и просто искателей приключений — стала как центром «социального и психологического брожения», так и малой родиной сразу для двух «новых пророков».
Ранее малоизвестный пожилой врач Фрэнсис Эверетт Таунсенд в сентябре 1933 года отправил письмо в газету общины Лонг-Бич «Press-Telegram»: в письме он предложил свою схему общенационального пенсионного обеспечения. Хотя позднейший анализ показывал «утопичность» модели — полное финансирование рекомендованных Таунсендом пенсий 9 % населения США (в возрасте старше 60 лет) привело бы к поглощению половины национального дохода и удвоению налогового бремени — в 1935 году идея Таунсенда имела значительный успех. «Лихорадка Таунсенда» быстро распространилась по США и в Белый дом стали поступать многочисленные петиции, требовавшие федерального закона, способного воплотить в реальность мечту доктора. В январе 1934 года было официально зарегистрировано движение «Old Age Revolving Pensions», объединившее 2 миллиона человек в рамках 5 тысяч клубов по всей стране: в сумме, 25 миллионов американцев подписали петиции в поддержку плана Таунсенда. Калифорнийские представители в Конгрессе официально внесли законопроект, содержавший рекомендации Таунсенда, на сессию в январе 1935 года.
В том же месяце, когда доктор Таунсенд написал свою статью, член Социалистической партии, писатель Эптон Синклер опубликовал свою «страстную» брошюру «Я, губернатор Калифорнии и как я покончил с бедностью». Выпущенное с подзаголовком «Истинная история будущего», прозаическое произведение содержало в себе программу «Конец бедности в Калифорнии» (EPIC): план предполагал, что штат конфискует пустующие земли и фабрики — и передаст их фермерским и рабочим кооперативам для производства сельскохозяйственной и промышленной продукции. Синклер полагал, что в дальнейшем «государственные отрасли» вытеснят частную индустрию и откроют путь в «кооперативное содружество». Для достижения своей цели Синклер сменил партийную принадлежность и объявил себя кандидатом на пост губернатора штата от Демократической партии.
Победа Синклера на первичных выборах внутри Демпартии в августе 1934 года создала дилемму для Франклина Рузвельта: «левизна» позиции Синклера вызывала обеспокоенность у большинства членов президентской партии. Синклер же прямо потребовал одобрения своего участия в губернаторских выборах от президента США — только личное «очарование» Рузвельта ненадолго успокоило Синклера после персональной встречи двух демократов в начале сентября. В то же время Рузвельт не собирался принимать то, что сам он считал «сумасшедшими» предложениями по конфискации частной собственности и отмене коммерческой прибыли. Кампания против Синклера, во многом организованная кино-магнатом Луисом Майером, была «необычайно свирепой, даже по калифорнийским меркам» и писатель потерпел сокрушительное поражение на основных выборах.
Поражение Синклера вызвало разочарование у многих левых интеллектуалов того времени — оно стало символом недостатков как политики, с её традиционными политическими партиями, так и разочарования самим Рузвельтом. Многие левые полагали, что «от Нового курса нельзя ожидать ничего, кроме провала». Приход национал-социалистов к власти в Германии наглядно продемонстрировал опасности подобного разочарования для демократической политической системы.

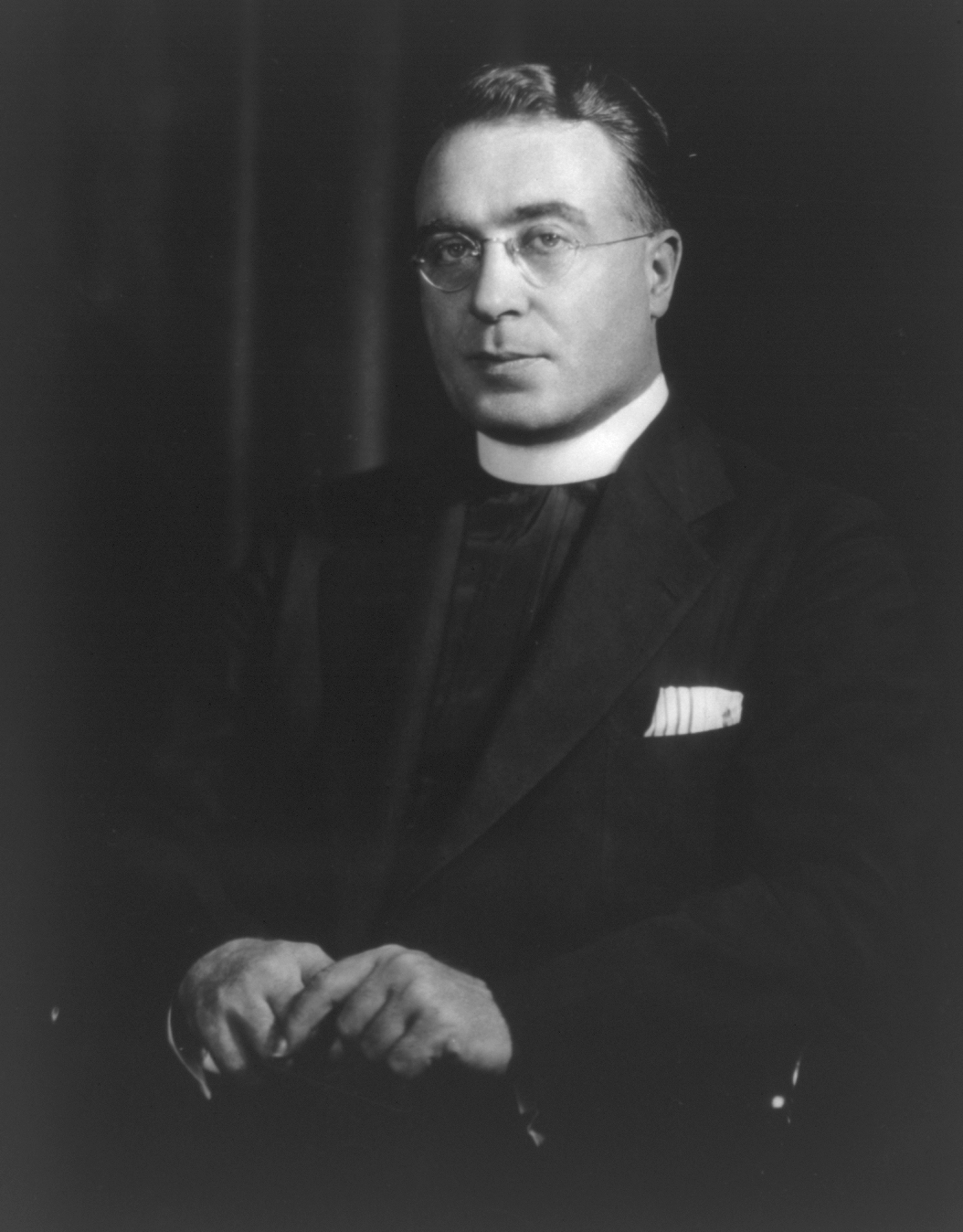
Преподобный Ч. Кофлин в 1933 году

##### Чарльз Кофлин. Национальный союз за социальную справедливость
Преподобный Чарльз Кофлин, римско-католический священник из Канады, стал пастором крошечного прихода в пригороде Детройта в 1926 году: его церковная община насчитывала всего 25 семей и состояла, в основном, из работников автомобильной промышленности. При этом католики из среднего класса были одними из бенефициаров процветания 1920-х годов: в тот период они могли позволить себе отпуск за свой счёт и приобретение автомобиля в рассрочку; многие из них начинали формировать накопления на собственный дом. Депрессия не столько привела к их массовому обнищанию, сколько лишила веры в осуществление «американской мечты». Непримиримая враждебность, которую, по мнению многих из них, проявляло к католическим гражданам протестантское большинство дополняло ощущение опасности: так члены местного Ку-клукс-клана уже сжигали крест на церковном газоне в приходе Кофлина.
Кофлин отличался от своих современников ставкой на «новомодную технологию», которой в те годы едва исполнилось десять лет — на радио. Так, первое в США общенациональное шоу — передача «Эмоса и Энди» — появилось только в 1928 году, «катализировав гомогенизацию американской массовой культуры». В политическом смысле, радио создало политическую обстановку, «невообразимо далекую» от общегородского собрания — от обстановки, которую президент Томас Джефферсон оценивал как «лучшую школу политической свободы, которую когда-либо видел мир» (см. прямая демократия). Одностороннее общение с миллионами слушателей, неспособными ответить ведущему, было новинкой для политики. Испытывавший сложности с хождением Рузвельт одним из первых начал использовать политические возможности радио, отец Кофлин стал другим таким первооткрывателем: оба политика получили доступ к самой интимной сфере своих потенциальных избирателей — к домашней обстановке и семейному очагу.
Начав с передачи своей воскресной проповеди слушателям детройтской станции WJR, в течение трёх лет «радио священник» Кофлин стал собирать аудиторию в десятки миллионов американцев. Отличавшийся уникальным голосом священник всё чаще стал говорить не о религии, а о политике: к примеру, его проповедь от 12 января 1930 года «яростно атаковала» коммунизм. Затем Кофлин стал осуждать международных банкиров и отвергать золотой стандарт, требуя инфляции и введения серебряного стандарта. К 1932 году собственное почтовое отделение Кофлина обслуживали 106 человек, а у него самого было четыре личных секретаря; многие письма Кофлину содержали в себе пожертвования. Два года спустя священник получал больше почты, чем любой другой человек в США — включая и президента.

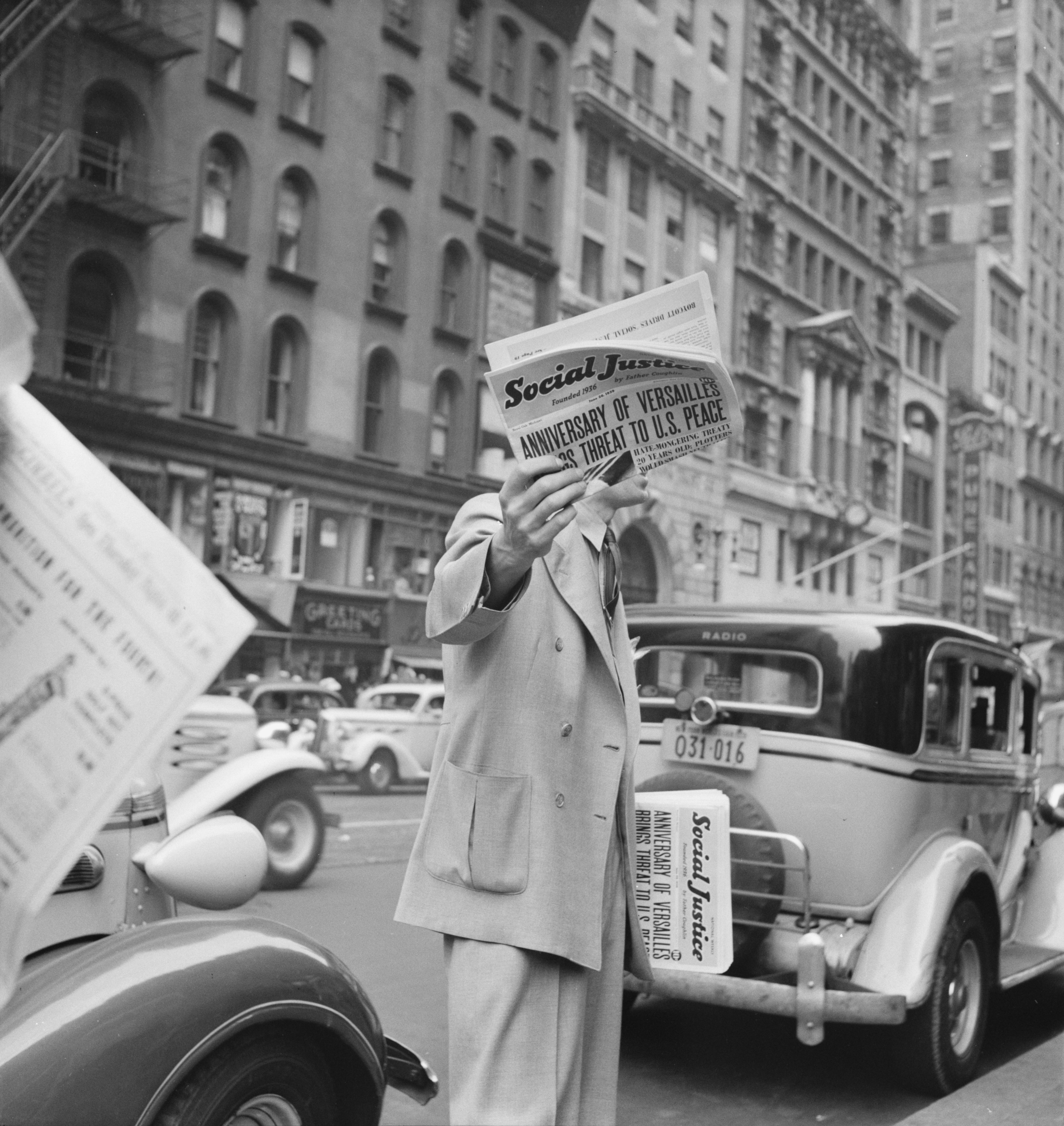
Издание Кофлина «Social Justice» на улицах Нью-Йорка (июль 1939)

В период президентства Гувера и в первые месяцы Нового курса «падре» Кофлин, по мнению Кеннеди, «заискивал» перед Рузвельтом, активно одобряя политическую программу нового лидера: среди прочего он заявлял, что «Новый курс — это дело Христа!». Постепенно риторика Кофлина изменилась: его выступления стали направлены против «власти денег» — этого старого заклятого врага всей Америки, сокрытого, по его мнению, на Уолл-стрит; переплетённая с «отвратительными международными банкирами» банковская система США, находилась, по версии Кофлина, под зловещим и хитроумно организованным еврейским управлением. Опросы общественного мнения показывали, что по крайней мере половина американцев имела «плохое мнение» о евреях: 45 % граждан США считали их менее честными в бизнесе. Со временем Кофлин становился всё более жёстким критиком Нового курса. Когда в начале 1934 года Министерство финансов США опубликовало список спекулянтов, «игравших» на серебре — список, в котором фигурировало имя личного секретаря Кофлина — священник открыто «бросил вызов» всей Демократической партии и её политике.
11 ноября 1934 года Кофлин объявил о рождении новой политической силы — «Национального союза за социальную справедливость» — платформа которой, «Шестнадцать принципов», включала в себя как проведение денежных реформ, так и призывы к национализации ключевых отраслей промышленности (см. «25 пунктов»). Несмотря на «скудную» организационную структуру и неопределённость в оценке его численности, союз Кофлина потенциально представлял собой существенную политическую силу (около 8 миллионов человек), подобную американской Народной партии 1890-х годов. С 1935 года Белый дом начал запрашивать у ФБР отчёты о деятельности «правых» критиков президента, включая и Кофлина.
Деятельность Кофлина имела и практические последствия. 16 января 1935 года Рузвельт — чью политику к тому моменту критики регулярно называли «Еврейским курсом» (англ. Jew deal) — попросил Конгресс одобрить договор, предусматривавший американскую подсудность Всемирному суду, расположенному в Гааге и действовавшему от имени Лиги Наций. Причины поддержки президентом заведомо непопулярного внутри страны решения не были ясны и десятилетия спустя: профессор Кеннеди полагал, что Рузвельт всё больше убеждался в том, что международная ситуация опасно ухудшалась. Рузвельт убеждал однопартийцев, что суверенитет Америки никоим образом не был поставлен под угрозу её членством в международном трибунале. Кофлин не согласился с подобной оценкой: по его мнению «международные банкиры» были бенефициарами «гнусной уловки» президента. Позиция Кофлина получила значительную поддержку: находясь под «градом писем» от сторонников священника, Сенат не смог собрать ⅔ голосов, необходимых для ратификации международного договора. Рузвельт был ошеломлён таким поворот событий, а потенциальный альянс Кофлина с другими протестными движениями стал вызывать у него вполне реальные опасения — особенно, потенциальный союз Кофлина с сенатором Хьюи Лонгом.

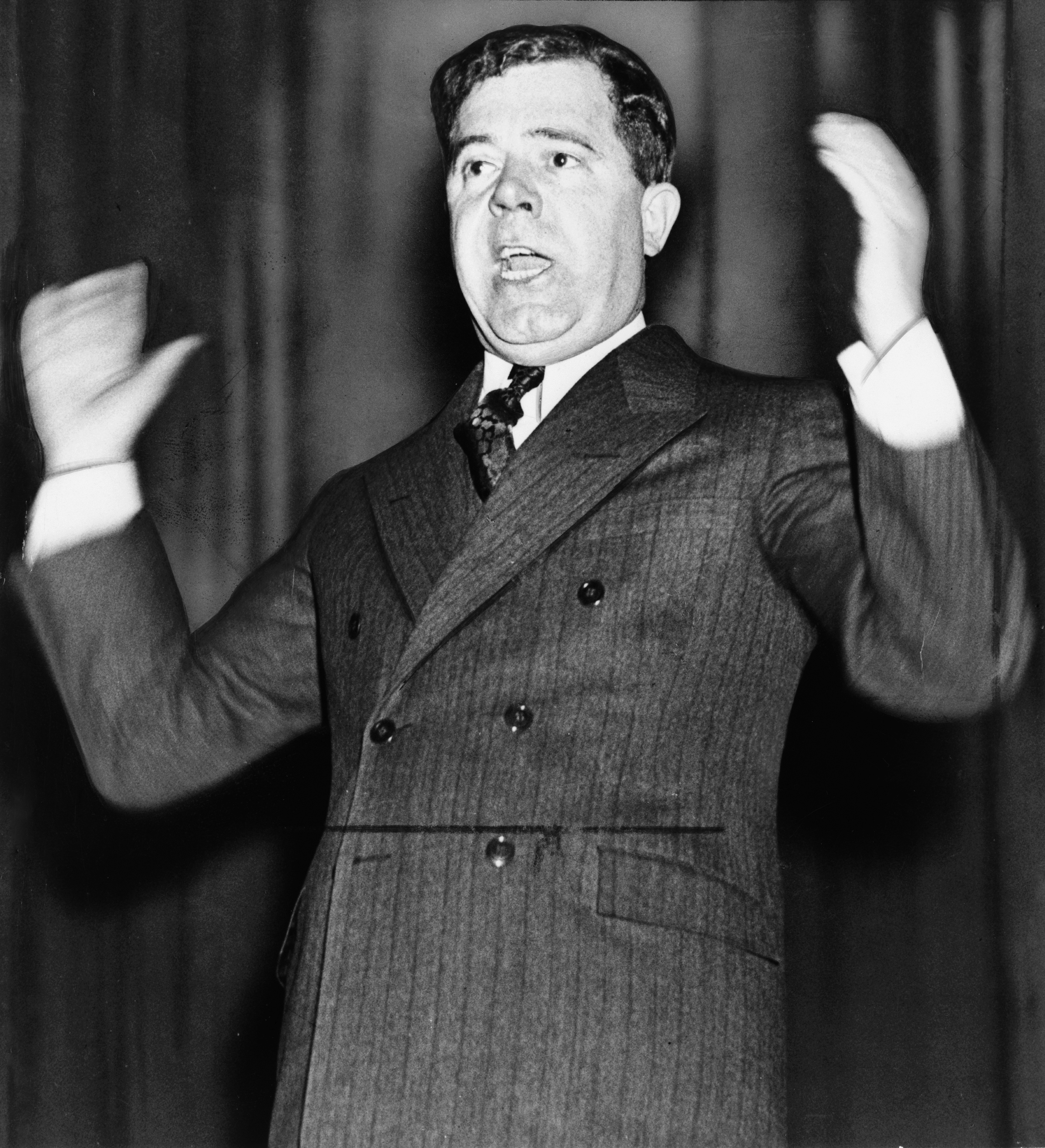
Сенатор Х. П. Лонг около 1935 года

##### Хьюи Лонг. Движение «Разделим наше богатство»
Профессиональный политик и яркий оратор Хьюи Лонг, родившийся в депрессивном районе сельской Америки, много и успешно говорил о равенстве и свободе — его простые речи, отличавшиеся, по мнению профессоров Кеннеди и Бринкли, «характерным акцентом американского популизма», собирали значительное число сторонников. Критики видели в Лонге выразителя «грубого классового антагонизма, окаймленного завистью и злобой»; по мнению Кеннеди, подобная риторика в напряжённой атмосфере 1930-х годов легко могла стать языком репрессий.
Став губернатором родной Луизианы, Лонг поднял налоги для производителей нефти и газа, использовав дополнительный доход для улучшения системы местных автомобильных дорог, раздачи бесплатных учебников в школах и строительства новых больниц. При этом «политическая машина» Лонга открыто взимала процент с зарплат госслужащих штата: наличные доллары передавались под личный контроль губернатора. Одновременно Лонг взял контроль над политическим аппаратом штата, приблизив Луизиану к диктатуре — в большей мере, чем какой-либо из штатов в истории США. Так, избранный в Сенат в 1930 году, Лонг отказался покинуть губернаторское кресло: он почти два года занимал как пост губернатора, так и являлся избранным сенатором. Друзья Лонга прозвали его «Kingfish»; критики добавляли немецкий артикль, «Der Kingfish», намекая на другого яркого оратора того времени. Рузвельт называл Лонга в числе двух самых опасных людей в стране; вторым был начальник штаба Дуглас Макартур, прямо нарушивший приказ Гувера о прекращении атаки на поселение Бонусной армии и сумевший избежать ответственности.

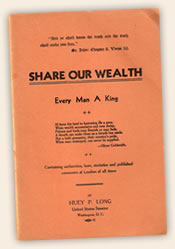
Брошюра Лонга «Разделим наше богатство» (1935)

Как и Кофлин, Лонг первоначально поддерживал Новый курс: но деятельность NRA убедила его в том, что Рузвельт находился под властью «больших денег» и крупных корпораций. В 1934 году Лонг основал движение «Разделим наше богатство»: он предлагал резко прогрессивную ставку подоходного налога и безусловный доход каждой американской семье — в размере 2500 долларов в год, что почти вдвое превышало средний семейный доход того времени. Достижению подобного «американского Эдема» мешали, по мнению сторонников Лонга, лишь монополии и капиталисты. По оценкам современных аналитиков, базовая арифметика делала планы Лонга невыполнимыми — однако, это не мешало ему получать политический капитал, проповедуя их.
Не верьте тем, кто говорит, что трудно перераспределить богатство этой земли. Это просто.— Хьюи Лонг
В 1935 году Лонг усилил свои политические атаки на Рузвельта, одновременно «наводя мосты» с другими диссидентами того времени — включая и отца Кофлина. Президентские амбиции Лонга стали очевидны наблюдателям, а опросы показывали его поддержку 10 % избирателей, даже в случае если бы он баллотировался без поддержки Демократической партии. Хью Джонсон полагал, что «вы можете смеяться над отцом Кофлином, вы можете фыркать от Хьюи Лонга, но эта страна ещё никогда не находилась под такой большой угрозой». Подобные комментарии позволили целому ряду историков утверждать, что Рузвельт, вскоре предложивший несколько масштабных реформ («Второй Новый курс»), сделал это главным образом в ответ на политическое давление со стороны Лонга и Кофлина: то есть, что законы были «разработаны для того, чтобы подорвать почву под демагогами». Другие авторы полагали подобную трактовку упрощённой — поскольку законопроекты начали готовиться задолго до появления Кофлина и Лонга на общенациональной политической сцене. Исключение составлял «Закон о налоге на богатство», который являлся инициативой, предпринятой Рузвельтом как непосредственный ответ на агитацию Кофлина и Лонга.

#### «Безопасность» и «справедливость»
На протяжении 1935 года Рузвельт видел опасность для своей программы реформ — программы, которая, по его мнению, отличалась финансовой устойчивостью и политической осторожностью. Он объяснял соратникам, что «спасал нашу систему, капиталистическую систему» от «чокнутых идей» (англ. crackpot ideas):
Я борюсь с коммунизмом, хью-лонгизмом, кофлинизмом, таунсендизмом...— Рузвельт, начало 1935
Одновременно президент строил и сложные политические расчёты, надеясь разделить своих противников. Позже историк Алан Бринкли положил в основу своего анализа эпохи депрессии идею о том, что мужчины и женщины, которых привлекали Лонг и Кофлин, не входили в число «отчаянно бедных» американцев: они, скорее, являлись людьми, которым «было, что терять» — то есть мелкобуржуазной социальной прослойкой, «желавшей перемен, но опасавшейся революции». Политический талант Рузвельта, по мнению профессора Кеннеди, заключался в том, что президент не противостоял прямо и не «прогибался», наблюдая радикальную агитацию своих сторонников — он извлекал из неё собственную политическую выгоду. К тому моменту Рузвельт готовился к новой кампании реформ более года, а нападки на Новый курс стали поводом для проведения её в жизнь. Новая политика, центром которой стала «безопасность», качественно поменяла роль федерального правительства в жизни простых американцев. В ежегодном послании Конгрессу от 4 января 1935 года Рузвельт прямо заявил, что «социальная справедливость, уже не является отдалённым идеалом; сегодня это [наша] определённая цель».

### Новые реформы

#### «Закон об ассигнованиях на чрезвычайную помощь» (1935)
В начале ноября 1935 года, в то время как сам Рузвельт совершал круиз по Багамским островам, через новый созыв Конгресса прошла первая часть его амбициозной законодательной программы — «Закон об ассигнованиях на чрезвычайную помощь», также известный как «Большой закон» (англ. Big Bill). Администрация президента запрашивала беспрецедентно широкие полномочия и самые крупные ассигнования в американской истории мирного времени: 4 миллиарда долларов новых средств, вместе с 880 миллионами как перераспределение из ранее утверждённых программ. Средства предполагалось использовать для масштабной программы строительных работ.
Термин «чрезвычайная» в названии законопроекта часто вводил в заблуждение современников: Рузвельт впервые требовал долгосрочного финансирования в связи с ситуацией, которую Кейнс называл «экономическим равновесием при неполной занятости». Многие практики, незнакомые с работами Кейнса, формулировали похожие идеи — отмечая, что безработица 1930-х приняла «застойный» характер. Апеллируя к опыту Гопкинса, полученному в ходе работы FERA и CWA, Рузвельт решительно отказался от раздачи финансовой или продуктовой помощи безработным, поскольку она «вызывала духовный и моральный распад» нации; президент сравнил такую помощь с «наркотиком». Одновременно он предположил, что работа «воспитывала в человеке чувство собственного достоинства» и уточнил, что предложенные меры помогут трудоустроить примерно 3,5 миллиона безработных. Строительные проекты должны были являться общественно полезными и, желательно, самоокупающимися; они также должны быть трудоёмкими, а выплачиваемая заработная плата должна быть выше, чем пособие по безработице — но меньше, чем оплата труда в частном секторе. Конгресс согласился с одной оговоркой: по настоянию сенатора-изоляциониста Уильяма Бора, закон, вступивший в силу 8 апреля, прямо запрещал использовать средства для приобретения боеприпасов, строительства военных кораблей или иной военной техники.
Имея в своих руках беспрецедентные ресурсы, Гражданский корпус охраны окружающей среды и CWA — наряду с новыми административными органами — значительно расширили свою деятельность. Хотя критики продолжали обвинять министра Икеса в том, что он «распределял деньги из пипетки», историк Уильям Лайхтенбург полагал, что Икес стал «строителем, способным соперничать с Хеопсом». Новые проекты включали в себя мост Трайборо, тоннель Линкольна, аэропорт Ла-Гуардия, шоссе «Skyline Drive» в Вирджинии и «Overseas Highway» во Флориде, а также — мост Бэй-Бридж. Авианосцы «Yorktown» и «Enterprise» формально были заложены на средства PWA от 1933 года.

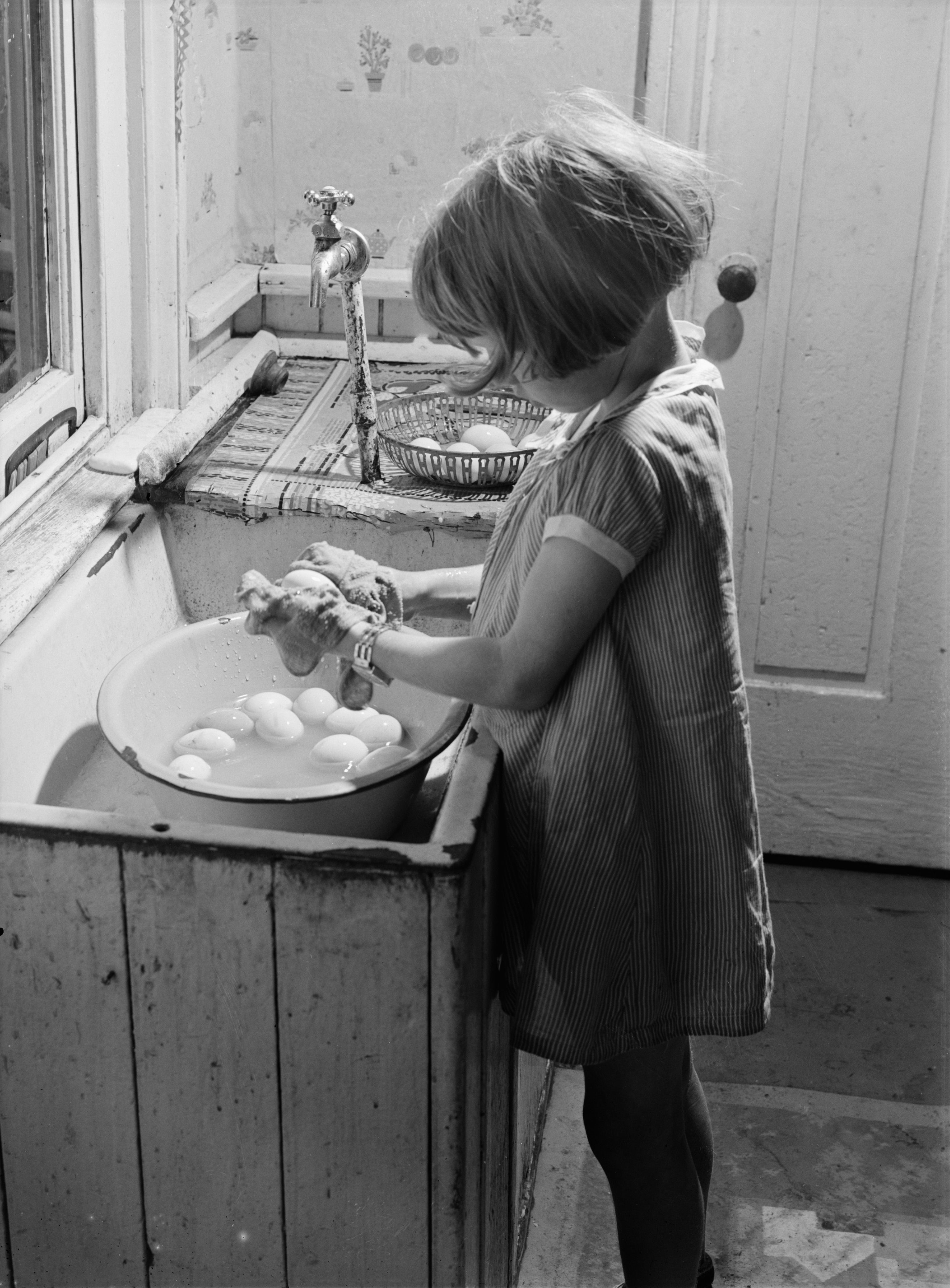
Подготовка яиц к продаже на фермерском рынке (FSA, Пенсильвания, 1940)

#### Новые агентства: REA, NYA, RA
«Большой закон» привёл к появлению множества новых правительственных учреждений — хотя ещё предыдущая серия созданий агентств была описана рядом юристов-современников как «бессистемный бедлам» (англ. haphazard bedlam). Управление по электрификации сельских районов (REA) под руководством Морриса Кука начало поставлять дешёвую электроэнергию в сельскую местность США — главным образом благодаря созданию сотен государственных «электрических кооперативов». Использование кооперативов стало примером «сравнительно легкой» формы вмешательства государства в дела американцев, а ориентация REA на потребление заметно отличалась от борьбы с «перепроизводством», шедшей в рамках прошлых инициатив. Когда управление начало свою работу, меньше двух ферм из десяти имели доступ к электричеству; десятилетие спустя 90 % американских ферм стали электрифицированы.

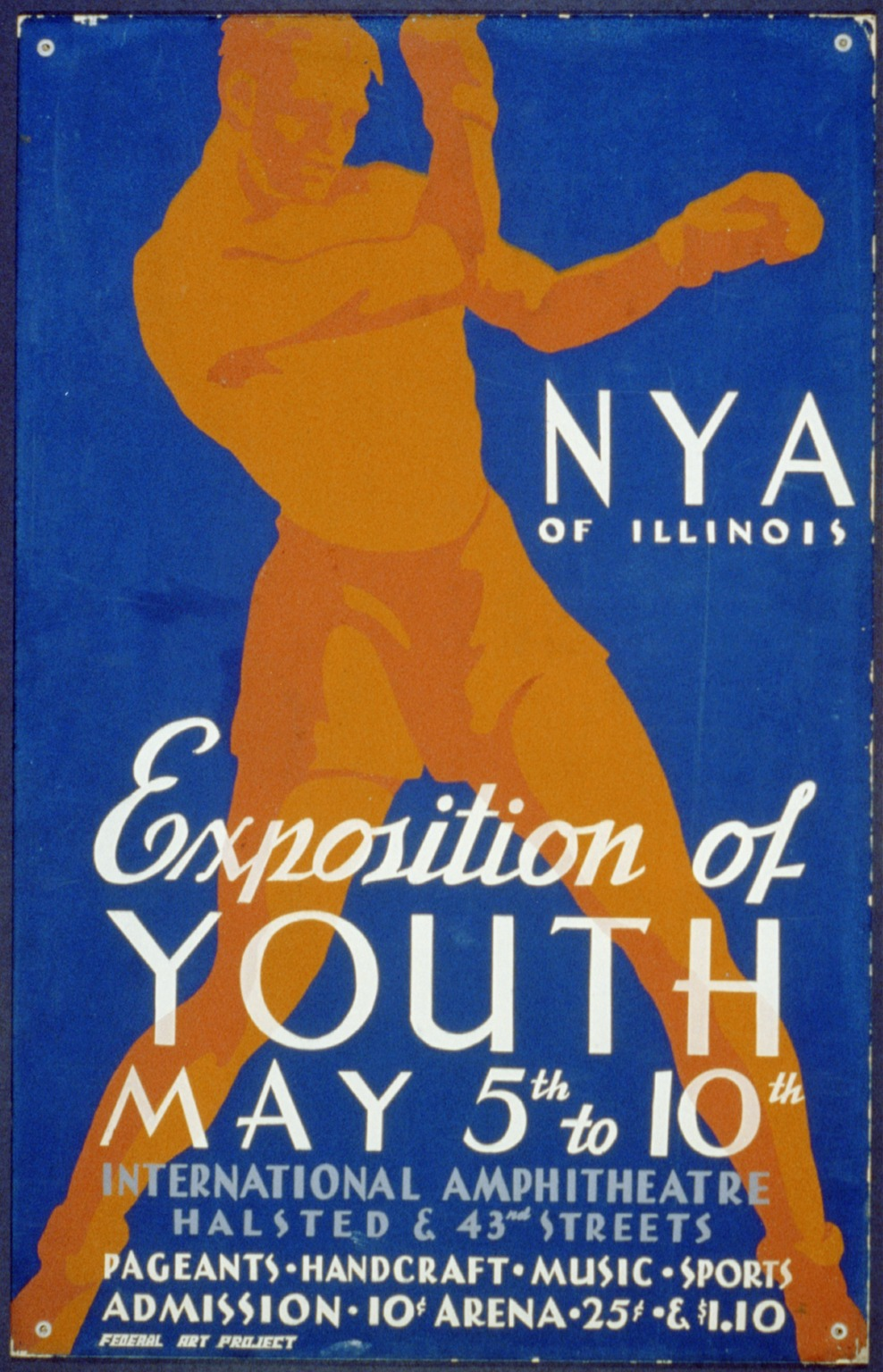
Плакат «Выставки молодости» NYA (Иллинойс, 1936)

Следуя общемировому интересу 1930-х годов к проблемам молодых людей — особенно явно проявившемуся в «культе молодости», свойственном диктаторским режимах СССР и Третьего Рейха — в США под руководством Обри Уильямса была создана Национальная администрация по делам молодёжи (NYA). Она предоставила занятость на неполный рабочий день нуждающимся из числа учащихся старших классов школ и колледжей. Тем самым молодых людей поощряли продолжать обучение и откладывали их появление на основном рынке труда.
Администрация по переселению (RA) под управлением бывшего члена «мозгового центра» Тагвелла построила три новых пригорода: Гринбелт недалеко от Вашингтона, Гринхиллс рядом с Цинциннати и Гриндейл около Милуоки. RA стремилась создать «модельные островки современности», построенные с учётом передовых достижений науки и нацеленные на формирование, при содействии властей, идеальных сообществ. Кроме того администрация выкупала наименее плодородные земли, превращая их в парки, заповедники и пастбища. Краткий эксперимент по городскому планированию потерпел крах, поскольку жители не стремились задерживаться в новых поселениях; в 1937 году RA была поглощена Администрацией по защите фермерских хозяйств (FSA).

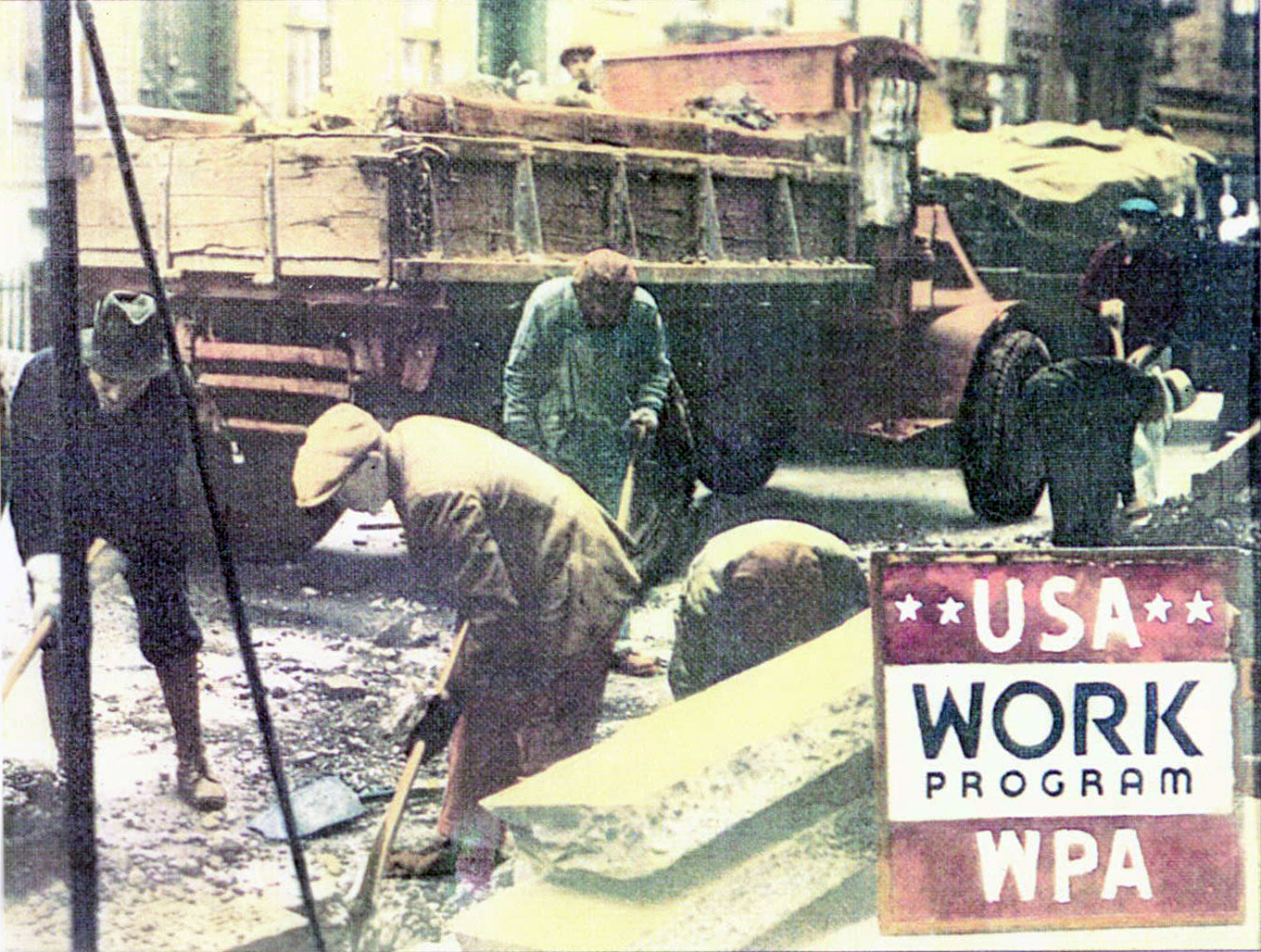
Плакат WPA (1935)

#### Управление промышленно-строительными работами (WPA)
Самым крупным агентством, созданным на основании «Закона об ассигнованиях», было Управление промышленно-строительными работами общественного назначения (WPA); его возглавил Гопкинс. В первый год своего существования WPA трудоустроило более 3 миллионов человек: за восемь лет своей деятельности агентство дало работу 8,5 миллионам американцев, выполнив подряды на общую сумму около 11 миллиардов долларов. Строители WPA построили полмиллиона миль автомагистралей и почти 100 тысяч мостов; среди сотни тысяч общественных зданий, возведённых агентством были театр «Dock Street Theatre» в Чарльстоне и лодж «Timberline Lodge» на склоне вулкана Худ в Орегоне. Кроме того по всей стране было разбито около восьми тысяч парков.
Деятельность WPA вызвала критику, поскольку федеральная программа использовалась Рузвельтом для поддержки местных политиков, которые, в свою очередь, поддерживали его общенациональные программы. Республиканцы заявляли, что WPA являлась «просто гигантской федеральной патронажной машиной», действовавшей исключительно в интересах Демократической партии. Другие противоречия в деятельности WPA отражали значительные региональные и расовые различия в американском обществе 1930-х годов: так чернокожие американцы, отказавшиеся от работы в частном секторе за 3 доллара в неделю, могли быть лишены права на участие в WPA, а белые — нет. В то же время лидеры афроамериканцев осознавали, что администрация Рузвельта сделала для исправления расовой несправедливости больше, чем любое другое федеральное правительство со времён Гражданской войны.

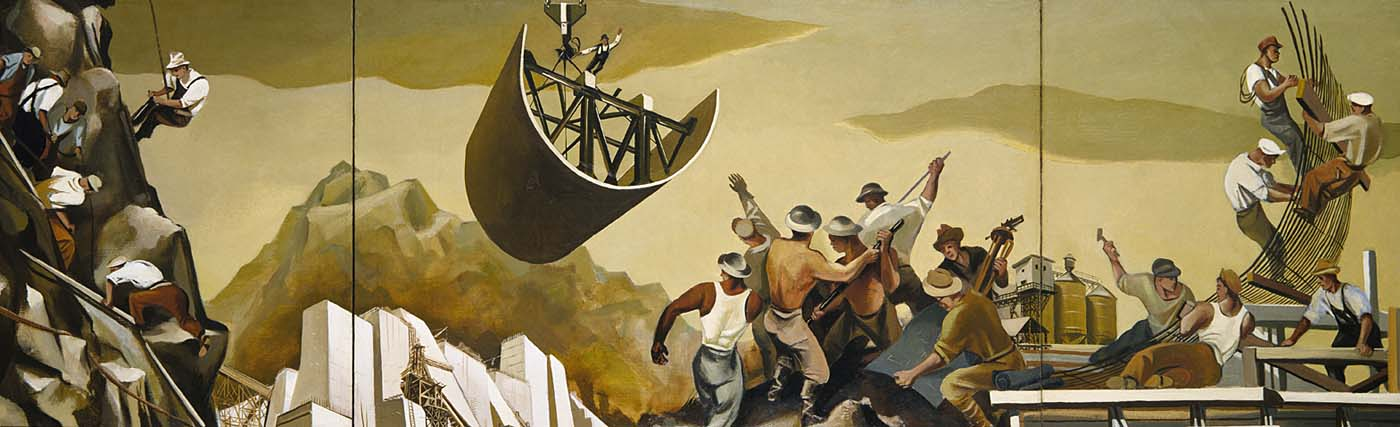
Настенное панно «Строительство дамбы», характерный пример американского «производственного стиля» 1930-х (У. Гроппер, 1939)

При поддержке Элеоноры Рузвельт, Гопкинс также создавал проекты, которые дали работу тысячам американских деятелей культуры: художникам, музыкантам, актёрам и писателям. Федеральный художественный проект (FAP) позволил художникам и скульпторам преподавать в сельских школах; в его рамках были заказаны фрески на почтовых отделениях страны — с изображениями «обычной американской жизни». Федеральный музыкальный проект (FMP) спонсировал несколько десятков симфонических оркестров и джазовых коллективов: его 15 тысяч музыкантов в сумме дали около 225 000 представлений. Нанятые в рамках FMP исследователи занялись сбором американской музыки, создав уникальный архив.

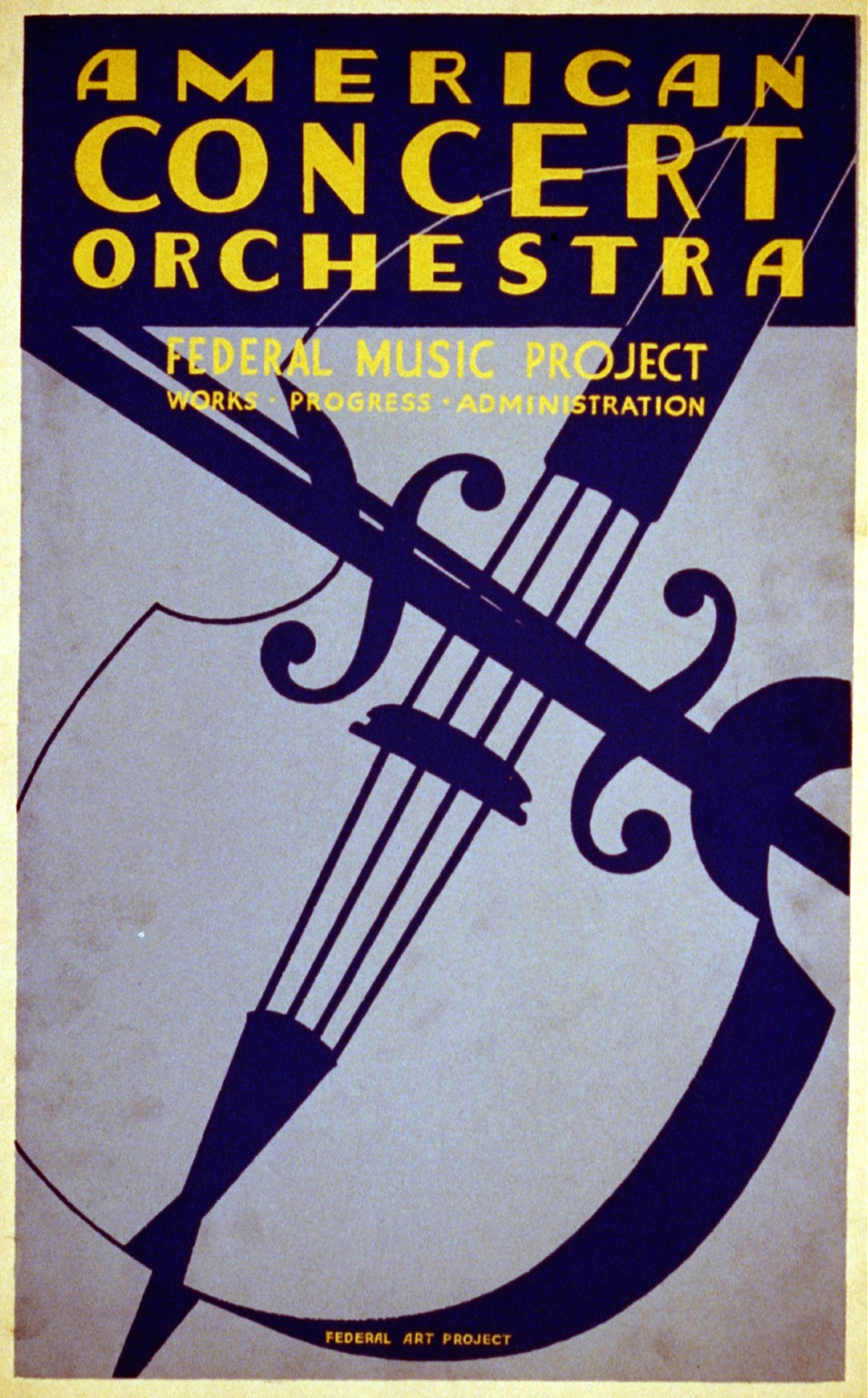
Плакат для Американского концертного оркестра (FMP, 1936)

В ходе реализации Федерального театрального проекта (FTP) в США были поставлен как целый ряд классических произведений, так и современных для 30-х годов пьес. Театральный проект принёс водевили и марионеточные представления в многочисленные маленькие городки США: суммарная аудитория проекта насчитывала более 30 миллионов человек. Программа была отменена в 1939 году на фоне обвинений в том, что проект являлся пропагандой Нового курса и что он поощрял расовое смешение в своих постановках. Федеральный писательский проект (FWP) стал самым известным в квартете художественных программ WPA: в ходе его реализации американские писатели создали серию гидов по США «American Guide Series», ставшую чрезвычайно популярным путеводителем по каждому из штатов, а также — по крупным городам и автомобильным трассам.

#### Пенсии и пособия. «Закон о социальном обеспечении» (SSA)
«Социальное обеспечение» стало ключевой частью новой программы реформ: идея «избавиться от лишних работников» — особенно тех, кто был старше 65 лет — постепенно находила всё больше сторонников. Система гарантированных правительством пенсий по старости переходила из области маргинальной экономической мысли в мейнстрим. По совету своих помощников Рузвельт выделил страхование от безработицы и пенсии по старости в отдельный законодательный акт, «Закон о социальном обеспечении» (SSA). Данный закон во многом определил дальнейший ход истории США.

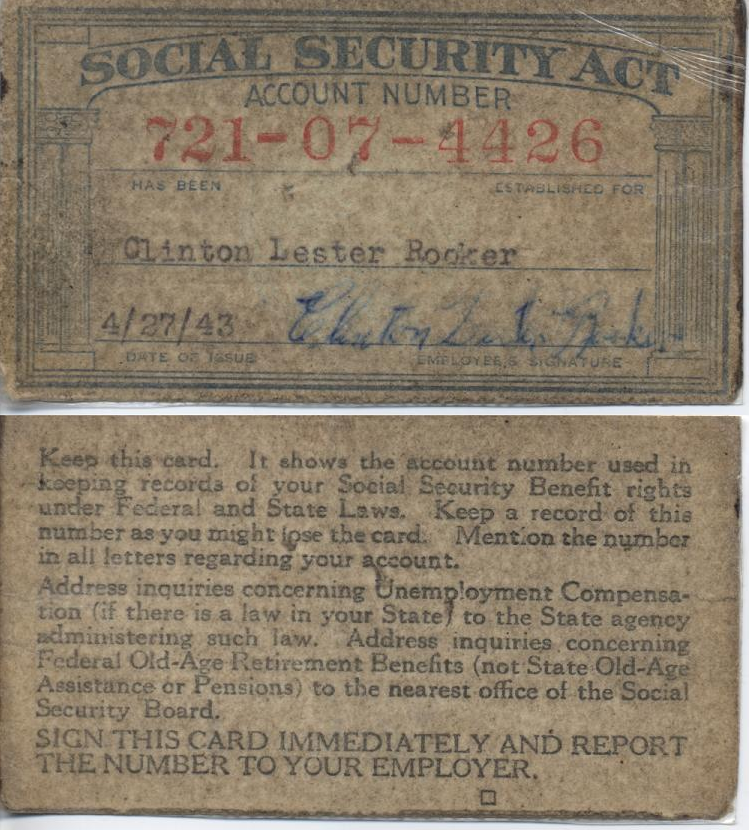
Карта социального страхования (1943)

В середине 1934 года Рузвельт поручил министру труда Фрэнсис Перкинс возглавить комитет правительства по подготовке законодательства о социальном обеспечении. При этом Рузвельт, готовясь к новой президентской кампании, отказался поддержать похожую инициативу, авторами которой были сенатор Роберт Вагнер и конгрессмен Дэвид Джон Льюис. Летом 1934 года Перкинс созвала консультативный орган, Комитет по экономической безопасности (Committee on Economic Security, CES), включавший юриста Томаса Элиота. Права отдельных штатов — «вездесущий вопрос конституционности», уже уничтоживший NRA — являлись ключевой проблемой для принятия SSA. Вопреки своей первоначальной оценке о необходимости единой общеамериканской программы, эксперты CES постепенно согласились на смешанную федеративную систему страхования.
Ответ на вопрос, как мотивировать отдельные штаты принять законы об обязательном страховании от безработицы, был получен из неожиданного источника: член Верховного суда Луи Брэндайс обратил внимание членов своей семьи, имевших контакты с CES, на решение Верховного суда по делу «Florida v. Mellon» (1926). Рассматривая вопросы конкуренции налоговых систем различных штатов, Верховный суд единогласно отклонил иск штата Флорида и оставил в силе федеральный закон о налоге на наследство. Решение создавало прецедент — механизм, с помощью которого штаты могли принуждаться к принятию законов о страховании по безработице. Элиот, составляя текст SSA, включил аналогичную налоговую компенсацию: благодаря ей каждый штат США встал перед выбором (i) разработать собственную схему страхования на случай безработицы или (ii) пассивно наблюдать за утечкой своих налоговых поступлений в Вашингтон. В итоге закон привёл к созданию 47 различных планов выплат пособий по безработице в разных штатах: существенно варьируясь, типичный план для безработных предусматривал 16 недель сохранения половины зарплаты.
В наше время трудно понять, насколько сильны были настроения в пользу плана Таунсенда и других экзотических схем.— Ф. Перкинс, 1946

Картотека SSA (ок. 1939)

8 июня 1934 года Рузвельт заявил Конгрессу, что «средства, необходимые для обеспечения [федеральной пенсионной системы], должны быть собраны за счёт взносов, а не за счёт увеличения общего налогообложения»; многие эксперты CES посчитали такую задачу невыполнимой. CES практически сразу отказался от простой системы выплат одинаковой пенсии всем пенсионерам: система выплат пропорционально предыдущим доходам была заимствована из моделей частного пенсионного страхования как более приемлемая для американского общества. При этом работники, которым уже исполнилось 45 лет, не имели технической возможности сформировать значительные резервы на свою пенсию.
Пытаясь сбалансировать систему, министр финансов Генри Моргенто рекомендовал незначительно увеличить ставку налога на фонд заработной платы — и полностью исключить из пенсионной системы сельскохозяйственных рабочих, домашнюю прислугу и работников малых предприятий: аналогичные исключения были сделаны президентом Жетулиу Варгасом при создании социальной системы Бразилии в 1933—1938 годах. В результате более ¾ всех работавших женщин и как минимум 65 % афроамериканцев были лишены страхового покрытия.

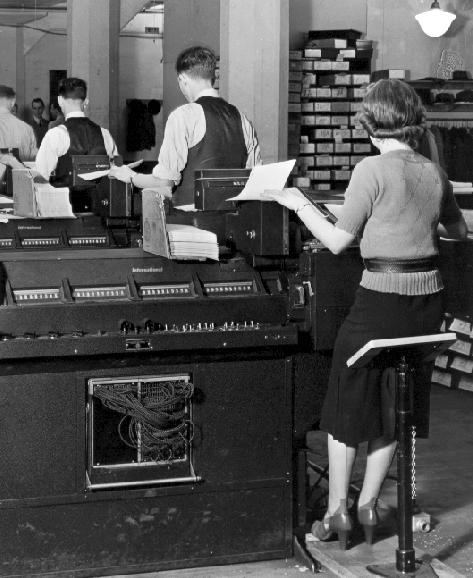
Табуляторы IBM в SSA (Балтимор, ок. 1936)

17 января 1935 года Рузвельт представил программу социального обеспечения, которая — на фоне альтернатив Лонга и Таунсенда — казалась реалистичной. После продолжительных слушаний в Конгрессе «Закон о социальном обеспечении» был принят 14 августа. В зависимости от продолжительности трудовой деятельности и средней заработной платы, размер пенсии составлял от 10 до 85 долларов в месяц. Пособие в случае потери кормильца, выплачиваемое семье погибшего, было добавлено в 1939 году.
На федеральном уровне также возникла новая бюрократическая структура «Social Security Administration», в 202 региональных отделениях которой было трудоустроено более 12 тысяч человек. В Вашингтоне была создана центральная картотека, в которой находились записи о 26 миллионах лиц, зарегистрированных в системе социального обеспечения. Используя табуляторы IBM — которые современники характеризовали как «машины, способные мыслить» — и перфокарты, федеральное правительство впервые получило прямой доступ к персональным данным своих граждан. Уже в конце 30-х годов программа SSA стала примером для аналогичных законов в Чили и Перу.

#### Верховный суд и пенсии. Закон Вагнера и полномочия FOMC
Вероятность того, что ни одно из решений, принятых в ходе Нового курса, не станет постоянным была высока в 1930-е годы. 6 мая 1935 года Верховный суд США объявил неконституционным закон 1934 года о пенсиях для железнодорожных рабочих (см. Railroad Retirement Board). При этом судьи использовали формулировки, которые, как опасался Элиот, угрожали всему страхованию по старости, созданному «Законом о социальном обеспечении». Затем, 27 мая, Верховый суд единогласно аннулировал «Национальный закон о восстановлении промышленности», сформулировав своё решение столь «радикально», что явно поставил под угрозу практически все законодательные инициативы предыдущих двух лет — Рузвельт назвал судебное решение «тревожным».
При этом президент только усилил свою законотворческую деятельность: уже 4 июня он созвал Конгресс на внеочередную сессию, чтобы принять четыре «обязательных», по его мнению, закона. В дополнение к законопроекту о социальном обеспечении список включал в себя законопроект сенатора Вагнера, предусматривавший создание Национального управления по трудовым отношениям (NLRB), заменявшего собой ряд структур распущенного NRA, а также — законопроект о ликвидации крупных коммунальных холдинговых компаний и законопроект о расширении полномочий Комитета по открытым рынкам ФРС (FOMC).
Последняя мера вызывала наименьшие разногласия: комитет, имевший решающее влияние на объём долларовой денежной массы, предлагалось передать под прямое руководство Совета управляющих ФРС (а не группы частных банкиров Нью-Йорка). Президент подписал закон 24 августа 1935 года, приблизив ФРС к статусу полноценного центрального банка. Остальные законопроекты также прошли через Конгресс практически без изменений. В итоге меры, принятые в 1935 году, потенциально могли значительно изменить американскую социальную и экономическую жизнь, став ответом на радикальную агитацию Хьюи Лонгу и отца Кофлина — однако конституционность данных мер продолжала оставаться спорной.

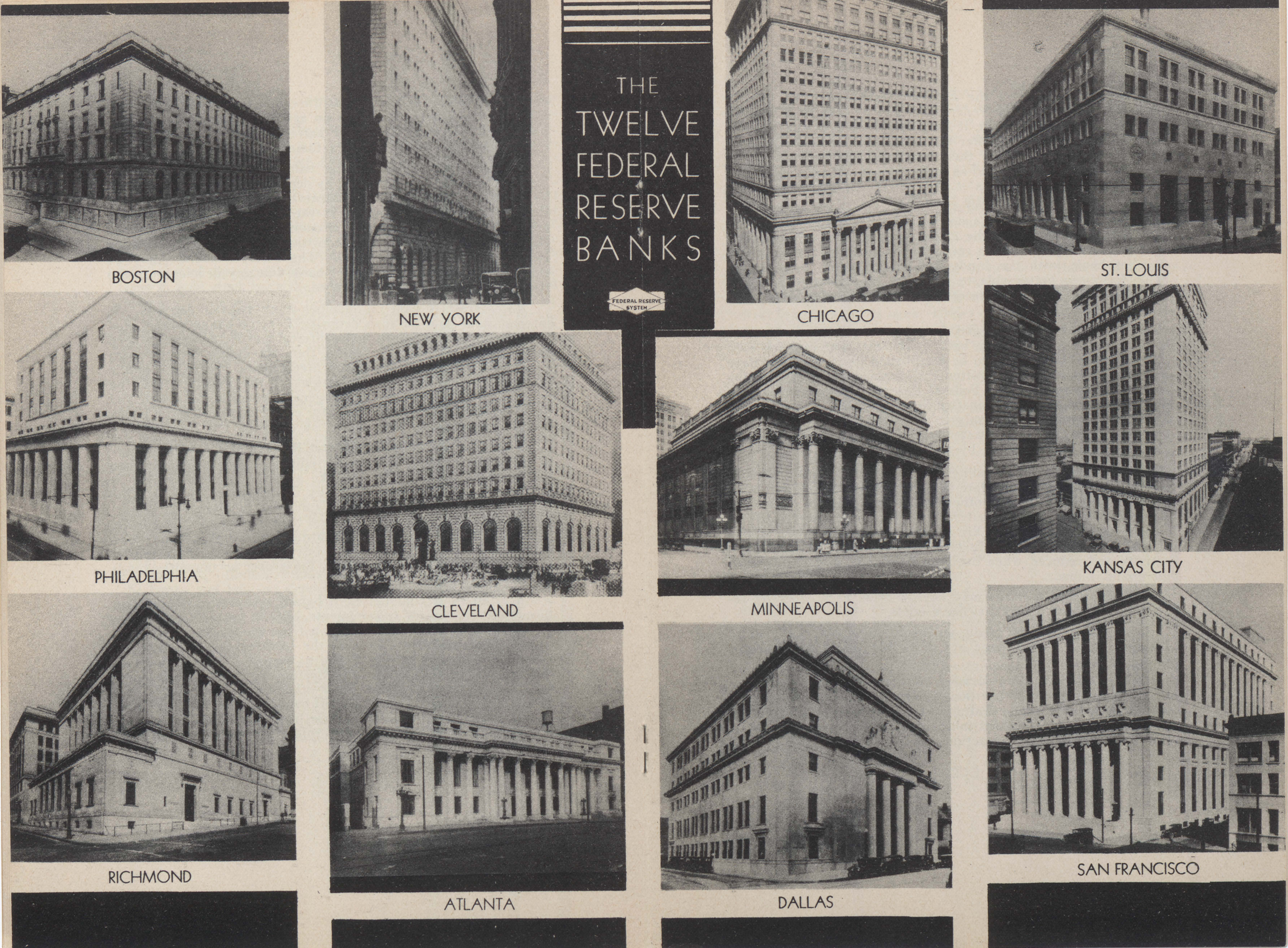
Здания 12-ти банков ФРС (1936)

#### «Налог на богатство» или «Выкачай деньги из богатых»
К удивлению и значительному недовольству для демократов-южан Рузвельт добавил в конце июня в свой список и пятую «обязательную» меру: налоговую реформу. Если шесть месяцев назад президент заявлял, что федеральная налоговая система не нуждается в изменениях, то 19 июня он сказал Конгрессу, что «наши законы о доходах… мало сделали для предотвращения несправедливой концентрации богатства». Президент также полагал, что «передача из поколения в поколение огромных состояний… не соответствует идеалам и настроениям американского народа» — по примеру британской налоговой системы, он предлагал значительно увеличить налог на наследство. Рузвельт также запросил увеличение налогов на доходы корпораций и на их дивиденды. Всё это он назвал «налогом на богатство» — критики назвали законопроект «выкачай деньги из богатых» (англ. soak-the-rich). Хьюи Лонг подчёркивал, что именно он являлся вдохновителем президентских инициатив.

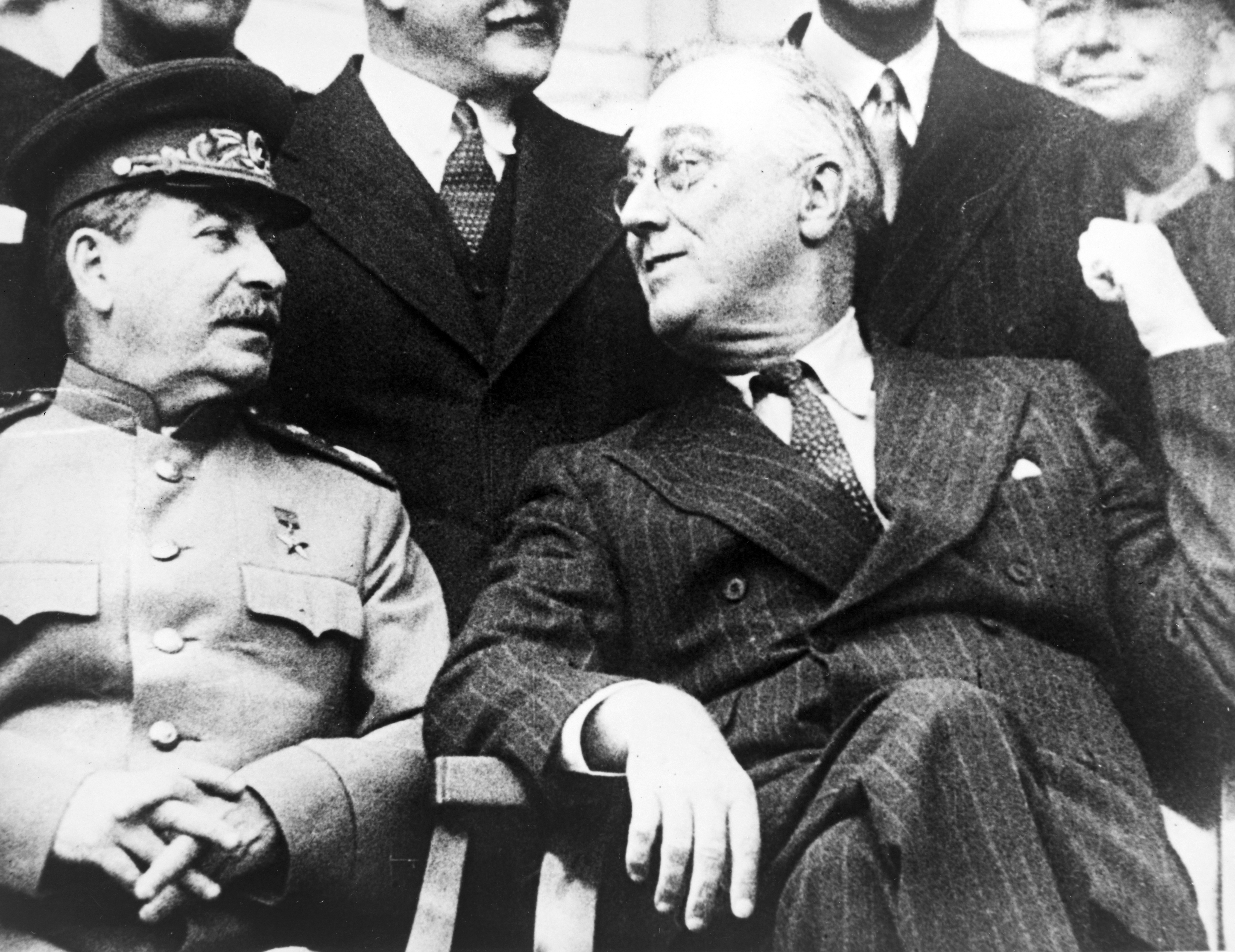
И. Сталин и Ф. Рузвельт во время Тегеранской конференции (1 декабря 1943)

Министр финансов Моргенто видел в предложении Рузвельта скорее элемент политической кампании, нежели способ пополнить бюджет — предполагалось собрать всего около 250 миллионов долларов. Окончательный вариант закона облагал налогом в размере 79 % все доходы свыше 5 миллионов долларов: под подобную «конфискационную» ставку подпадал только один американец, основатель нефтяной компании «Standard Oil» Джон Рокфеллер. В период Нового курса существовал значительный разрыв между «символической функцией» радикальной президентской риторики и её реальными экономическими последствиями: качественные изменения системы американского налогообложения произошли только в 40-е годы. Но символический жест помог президенту привлечь на свою сторону часть сторонников Лонга; тот же жест стимулировал раскол в Демократической партии, часть членов которой стала обвинять «коммуниста» Рузвельта в «ненависти к богатым» и «предательстве собственного класса». Так издатель Уильям Херст в частных беседах стал называть президента «Сталин Делано Рузвельт». Биографы Рузвельта, включая Франка Фрейделя, обращали внимание на то, что президент, не выражал беспокойства по поводу той ненависти, что он пробудил среди целого ряда состоятельных американцев.
По всей стране многие бизнесмены, которые когда-то оказывали Вам искреннюю поддержку, теперь не просто враждебны, они напуганы.— из письма Р. Ховарда президенту Рузвельту
В ответ на всё более громкую критику Рузвельт согласился сделать перерыв в «экспериментировании»: за рядом исключений, законодательная история Нового курса была завершена к августу 1935 года. В начале сентября, когда Лонг был убит в мраморном коридоре капитолия Луизианы, политическая опасность для Рузвельта также значительно снизилась. Однако начавшаяся президентская кампания 1936 года стала только ещё более «антипредпринимательской».

#### Вторая президентская кампания (1936): новые налоги и левая риторика
Рузвельт фактически начал свою вторую президентскую кампанию с ежегодного послания Конгрессу от 3 января 1936 года. Он беспрецедентно выступил вечером того дня, для того чтобы обеспечить как можно большую аудиторию среди американцев, слушавших радио. Президент не стал описывать состояние дел в стране, а произнёс политическую речь, атаковав «врагов справа». Даже левый журнал «Nation» отметил, что президент «показал себя выдающимся мастером брани» (англ. vituperation). 3 марта 1936 года Рузвельт продолжил свои налоговые инициативы, решив увеличить доходы бюджета через налог на корпоративную прибыль. Бизнес-сообщество в целом крайне негативно восприняло налогообложение нераспределенной прибыли: Эл Смит на банкете «Лиги свободы» сравнил сторонников Нового курса с Марксом и Лениным.
Изменилась и позиция американского федерального правительства по вопросам помощи бизнесу на международной арене. С одной стороны, торговые отношения с иностранными государствами, включая СССР и страны Латинской Америки, все чаще осуществлялись через межправительственные соглашения, в которых правительство стало терпимо относится к картелям и соглашениям о ценообразовании — что минимизировало риски для международного бизнеса. С другой стороны, правительство перестало использовать военные инструменты для решения экономических конфликтов: вопреки настойчивым требованиям бизнесменов, флот не был отправлен к берегам Либерии, которая в 1933 году не выполнила свои обязательства перед компанией «Firestone» — или Мексики, после «экспроприации» её правительством американских нефтяных компаний в 1938 году. Вашингтон предлагал только свою юридическую помощь и даже оказывал давление на американский бизнес, чтобы тот искал компромисс с иностранцами: «банановые войны» сменились на политику «доброго соседа».
27 июня 1936 года Рузвельт принял формальное предложение от Демократической партии снова стать кандидатом в президенты: в своей речи он сообщил, что вёл борьбу против «экономических роялистов». Вечером 31 октября 1936 года президентская кампания достигла апогея: в нью-йоркском Мэдисон-сквер-гардене Рузвельт обвинил своих «старых врагов» — бенефициаров «деловой и финансовой монополии, спекуляций, безрассудных банковских операций, антагонизма классов» — во всех проблемах США.

Результаты президентских выборов в США по округам (1936): в «синих» округах победу одержал Рузвельт, в «красных» — Лэндон

3 ноября Рузвельт «триумфально» победил на своих вторых президентских выборах: он набрал 523 голосов выборщиков, в то время как его главный конкурент Альф Лэндон — только 8. Кроме того, в Палате представителей демократы заняли сразу 331 место (у республиканцев осталось всего 89), а в новом Сенате членов демпартии насчитывалось сразу 76 человек. Подавляющее большинство губернаторств также оказались в руках демократов. Победа имела множество причин: так в иммигрантских округах крупных промышленных городов явка избирателей выросла почти на треть. Афроамериканцы имевшие право голоса также выражали свою благодарность — прежде всего, за широко разрекламированную заботу о них со стороны Элеоноры Рузвельт. В частности в Чикаго поддержка Рузвельта чернокожими избирателями выросла на 132 %, а в Кливленде результат был ещё выше. Кроме того, WPA распределяла рабочие места (составлявшие до 7 % рабочей силы) не только по мере материальных нужд граждан, но и в согласии с политическими расчётами. Профсоюзы, быстро растущие после принятия закона Вагнера, внесли свой вклад в победу демократов — наряду с домовладельцами, спасёнными от выселения правительственной корпорацией «Home Owners' Loan Corporation».

### Профсоюзы и забастовки
В 1935 году экономика США начала демонстрировать «скромные» признаки восстановления: валовой национальный продукт составлял почти 88 миллиардов долларов, что было намного выше минимума в 73 миллиарда (1933). Индекс промышленного производства от ФРС к концу 1935 года поднялся выше 80. Благоприятные тенденции набирали скорость в течение всего 1936, а также — в начале 1937 года. Число безработных сократилось почти на 4 миллиона человек, а национальный продукт в 1936 году составил почти 100 миллиардов — превысив показатель 1929 года уже в начале 1937.

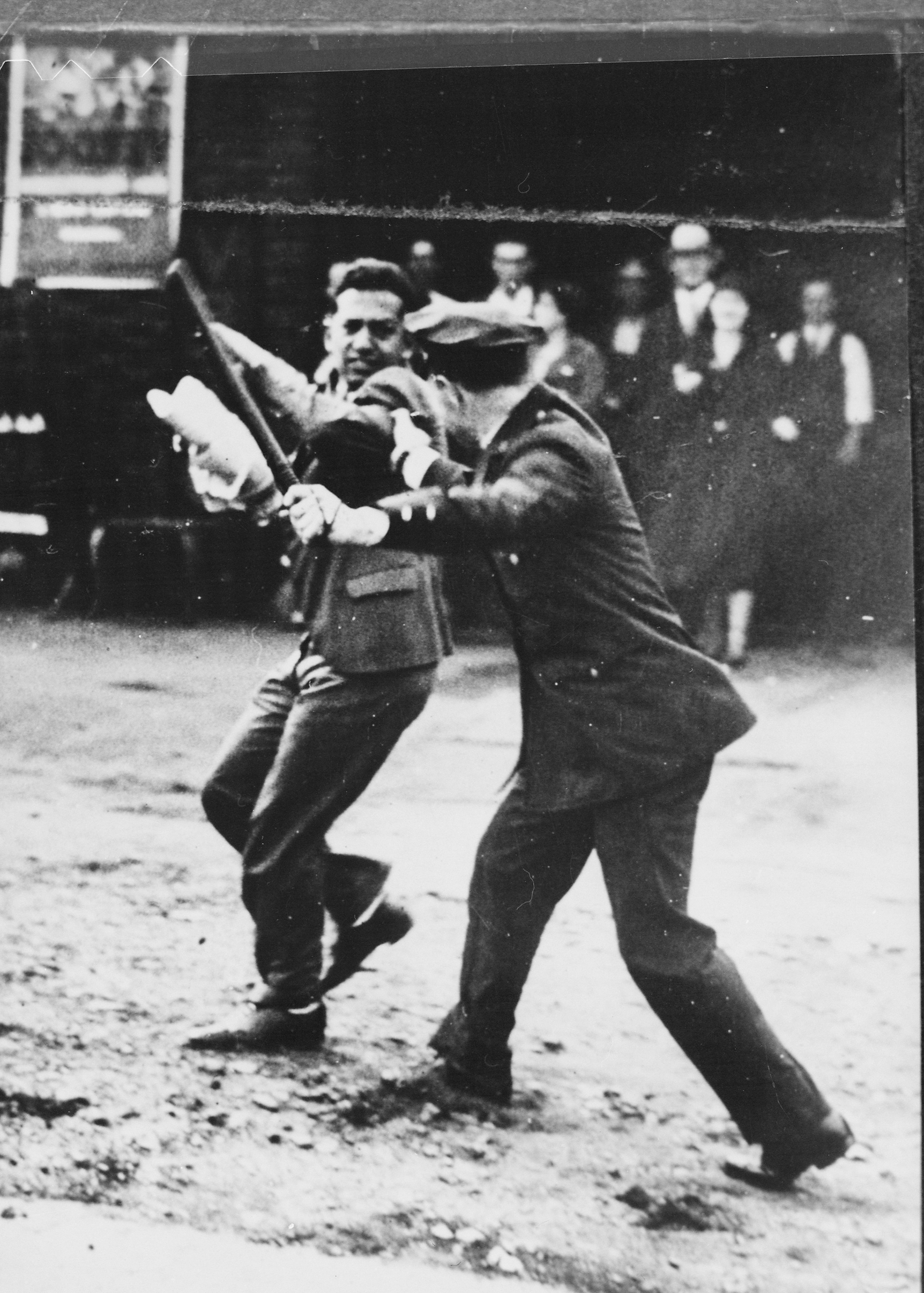
Конфликт полицейского и бастующего (Сан-Франциско, 1934)

#### Профсоюзное движение и Закон Вагнера
Данное «экономическое возрождение» подготовило почву для активизации американского рабочего движения: как и 50 лет назад оно стремилось объединить в профсоюзы миллионы неквалифицированных рабочих в крупных секторах массового производства — особенно в металлургии и автомобилестроении. Великая депрессия отдалила данную цель, «вооружив» фирмы угрозой увольнения. Но к 1936—1937 годам угроза забастовки вновь стала эффективным средством для легализации профсоюзного движения — наряду с законодательными инновациями, прежде всего с законом Норриса — Ла Гвардии (1932), запрещавшим федеральным судам участвовать в силовом подавлении трудовых конфликтов. Одновременно, с началом Депрессии многие американские представители среднего класса впервые познакомились с историями из жизни рабочих, читая «пролетарские романы», выставлявших рабочих героями, а капиталистов — злодеями: см. трилогию Дос Пассоса «США» или пьесу «Waiting for Lefty» Одетса.
Если в недавнем прошлом многие губернаторы активно отправляли национальную гвардию штатов для прорыва пикетов у заводов (см. забастовка в Толидо или забастовка на Западном побережье), к 1937 году ряд либеральных демократов, «сочувствовавших труду», стал губернаторами сразу нескольких ключевых индустриальных штатов: во многом благодаря активной кампании и щедрому финансированию от организации Джона Льюиса. У профсоюзных лидеров также были основания надеяться, что и Франклин Рузвельт не просто останется в стороне, но будет поддерживать их цели: внепартийная лига «Labor’s Non-Partisan League» активно боролась за переизбрание Рузвельта, а Льюис выделил на кампанию президента около 500 тысяч долларов. Профсоюзное движение помогло Рузвельту выиграть традиционно республиканскую Пенсильванию, которую он проиграл Гуверу в 1932 году. Сам Льюис полагал, что «настало время требовать возврата долга».
Однако, важнее всего было то, что закон Вагнера предоставил в распоряжение трудящихся их самое «мощное оружие»: закон создал правовую базу, гарантировавшую право работников на организацию и требовавшую от работодателей вести переговоры с представителями профсоюза. Закон прямо запрещал дискриминацию в отношении членов профсоюзов, отказ от переговоров и финансирование профсоюзов со стороны самих компаний. В то же время, опираясь на распространённое мнение «Американской лиги свободы» о том, что закон Вагнера был неконституционным — и вскоре будет официально отменён Верховным судом как уже произошло с разделом 7(a) NIRA — многие работодатели открыто игнорировали его положения. Кроме того, закон не гарантировал никаких конкретных результатов переговоров: работодатель не был обязан подписывать какие-либо соглашения со своими работниками. Работодатели часто обвиняли профсоюзы в пропаганде коммунистической идеологии — и не всегда беспочвенно: так троцкистская лига «Communist League of America» принимала активное участие во всеобщей забастовке в Миннеаполисе. Неорганизованные демонстрации рабочих регулярно перерастали в беспорядки, иногда сопровождавшиеся жертвами (см. забастовка текстильных рабочих)
В результате к 1937 году рабочие продолжали «жить в страхе, что их накажут за вступление в профсоюз», а работодатели находились «в смешанном состоянии из гнева и страха перед этим неведомым чудовищем: организованным трудом» — состоянии, сопровождавшемся регулярными заявлениями о том, что «несколько сотен похорон окажут успокаивающее воздействие» на рабочих.

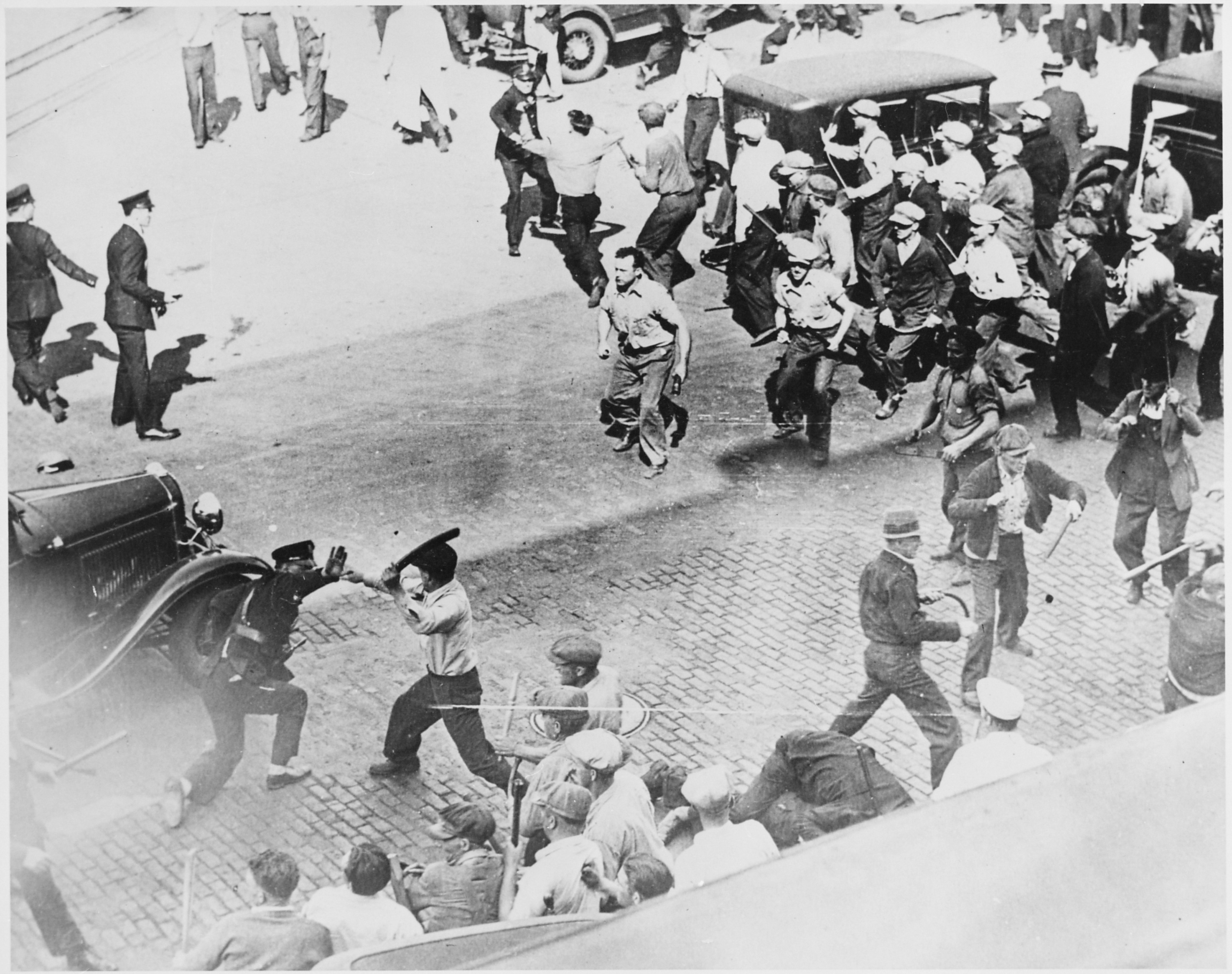
Противостояние бастующих и полицейских (Миннеаполис, июнь 1934)

#### Самоорганизация

«Авто-забастовка в центре внимания» (1937)

Рузвельт воспринимался широкими массами рабочих как «покровитель трудового пробуждения» и долгое время являлся бенефициаром развития американского трудового движения. Так забастовщики шинного завода «Goodyear» в городе Акрон штата Огайо в 1936 году назвали одну из сторон своей пикетной линии «Кэмп Рузвельт»; вторая называлась «Кэмп Джон Льюис». Один из работников в Северной Каролине сообщил коллегам, что «господин Рузвельт — единственный человек, который… понимает, что мой начальник — сукин сын». Для многих рабочих «Рузвельт» и «федеральное правительство» стали синонимами; жена одного из жителей Чикаго сообщила своему мужу, что главой их семьи является Рузвельт — поскольку «он приносит в наш дом деньги».
В реальности отношение президента к рабочим, по мнению Кеннеди, было скорее «покровительственным» — как и министр Перкинс, он был скорее заинтересован в том, чтобы вернуть рабочим покупательную способность, чем в том, чтобы предоставить политическую власть профсоюзам. Рузвельт не был в числе первых политиков, поддержавших закон Вагнера — и он увидел в законопроекте скорее средство для подавления растущих трудовых беспорядков. Для сравнения, Джон Льюис полагал, что именно «право на организацию» было первым в числе необходимых законодательных изменений. Одновременно, целый ряд политиков и революционеров 1930-х годов видел в профсоюзном движении «искру» для скорой коммунистической революции, способной уничтожить капитализм как таковой.
Американский труд зажат между хищностью разбойников, являющихся „баронами“ американской промышленности, и развратным гневом коммунистов, которые стремятся огнем и мечом разрушить наши традиции и наши институты.— из выступления Д. Л. Льюиса в Конгрессе, 1933
В июне 1936 года Сенат США значительно расширил возможности для широкой огласки ситуации с американским трудом: комитет под председательством сенатора Роберта Лафоллета начал «расследование нарушений прав на свободу слова и собраний и неоправданного вмешательства в право труда на организацию и ведение коллективных переговоров». Комитет Лафоллета стал заметным публичным органом, описавшим криминальные стороны политики корпораций в области трудовых отношений — включая шпионаж, запугивание и бандитизм. Комитет институционализировал партнёрство между федеральным правительством и трудовыми коллективами: организаторы сталелитейных профсоюзов из «Steel Workers Organizing Committee» (SWOC), включая Филипа Мюррея и Давида Дубинского, стали регулярно въезжать в города Пенсильвании, Иллинойса и Алабамы, в которых располагались ключевые заводы, в сопровождении машин с надписью «Автомобиль Сената США, следователи Комитета гражданских свобод Лафоллета». Ещё одним важным обстоятельством, сформировавшимся за прошедшие три десятилетия, было и то, что прекращение массовой иммиграции в США дало время многим иммигрантским общинам рабочих стабилизироваться: национальное и расовое соперничество, свойственное разнородным этническим анклавам Америки конца XIX века, сменилось формированием «американского рабочего класса», представители которого имели как минимум зачатки общей культуры. Общие проблемы периода депрессии также сплотили рабочих, чьи предки приехали из самых разных стран: так SWOC провозгласил принцип расового равенства своих членов.

#### Сидячая забастовка во Флинте
Вечер 30 декабря 1936 года, когда профсоюз работников автомобильной компании «General Motors» (GM) начал свою встречу в городе Флинт (Мичиган), стал одним из поворотных моментов в истории профсоюзного движения в США и Нового курса. Если в 1934—1935 годах GM потратила около миллиона долларов на формирования вооружённой группы агентов — названной комитетом Лафоллета «обширной промышленной ВЧК» — которая эффективно подавляла попытки рабочих к объединению, то к началу 1937 года ситуация заметно изменилась. Лидеры рабочего движения — многие из которых являлись членами компартии — сумели составить и осуществить тщательно продуманный план, прервавший работу конвейера GM с помощью «сидячей забастовки» (см. сидячая забастовка во Флинте).
Насильственный захват работниками средств производства — то есть временное принятие ими основного принципа социализма — имел своей целью не постоянную экспроприацию частной собственности, а был направлен на выполнение руководством компании GM ключевого требования рабочих: признания профсоюза «United Auto Workers» (UAW) единственным законным представителем коллектива. Иные требования — создание процедуры рассмотрения жалоб, сокращение рабочей недели и введение минимальной заработной платы — были второстепенны. Историк Роберт Зигер заключил, что сама забастовка «олицетворяла собой две полярные, но взаимодополняющие тенденции: гнев значительной части рабочего класса и скромность его целей».

Министр труда и губернатор Мичигана вместе с менеджерами GM (21 января 1937)

Менеджмент и владельцы GM — включая семью Дюпон — организовал широкую PR-кампанию, направленную на «запятнание» забастовки как деятельности коммунистов и иных «сторонних агитаторов». Одновременно менеджеры попытались заручиться судебным предписанием для освобождения цехов от бастующих. Проигнорировав постановление суда, профсоюзные лидеры, включая Уолтера Рейтера, продолжили захват смежных заводов: 1 февраля был захвачен цех «Chevrolet № 4», способный производить миллион двигателей в год. В ходе забастовки профсоюз настаивал на строгом соблюдении рабочими правил гигиены и мер безопасности, организовывал доставку им еды и развлекательные мероприятия; хоровое пение было особенно популярным. Губернатор штата Фрэнк Мерфи — чей дед был казнен британскими властями за мятеж в Ирландии — мобилизовал национальную гвардию, но отказался вставать на чью-либо сторону в конфликте. Рузвельт негласно призвал GM урегулировать ситуацию, признав профсоюз; одновременно президент через губернатора пытался воздействовать на Льюиса, чтобы последний «умерил требования» бастующих. NLRB не принимал участия в переговорах.

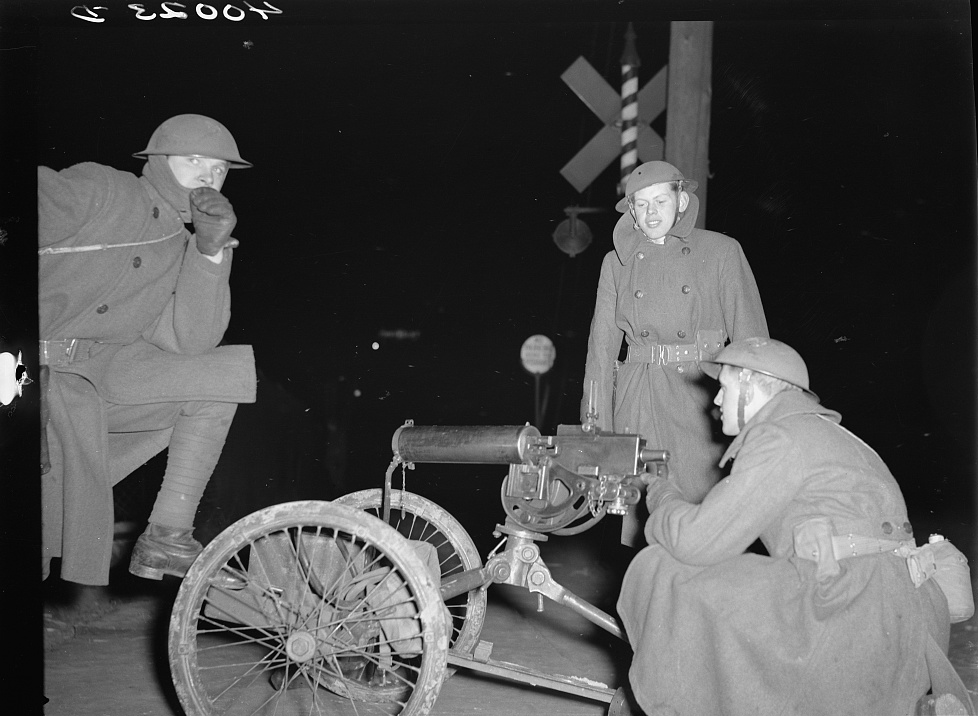
Национальные гвардейцы с пулемётом у завода «Chevrolet» (зима 1937)

Тем временем конкуренты GM — автоконцерны «Chrysler» и «Ford» — воспользовались почти полным прекращение производства и увеличили собственный выпуск продукции. 11 февраля 1937 года, после 44 дней противостояния, Льюис подписал соглашение, согласно которому GM признал UAW эксклюзивным представителем рабочих. Рабочие покинули цеха и начали праздновать победу. Металлурги вскоре «усвоили уроки Флинта»: столкнувшись с явным нежеланием властей вставать на сторону менеджмента, 2 марта «US Steel» объявила о признании профсоюза SWOC. Количество членов в UAW возросло с 88 до 166 тысяч всего за месяц; SWOC зарегистрировал более 300 тысяч членов в течение первых двух месяцев своего официального существования.

#### Идеология и конфликты
Эйфория профсоюзных лидеров от достижения целей, к которым они стремились несколько десятилетий, продолжалась недолго. «Хрупкость» организационной структуры профсоюзов вскоре проявилась как во внутренней борьбе фракций, так и в значительном влиянии американских коммунистов, перешедших по призыву Иосифа Сталина к стратегии «Народного фронта» — предполагавшей сотрудничество как с другими социалистами, так и с профсоюзными организациями. Если Льюис приветствовал «красных и мятежных» в своём массовом движении, отмечая их организаторские таланты, то Дубинский ставил под сомнение мудрость такой стратегии. Так профсоюзы торговых моряков и транзитных рабочих — наряду с организациями в сфере электротехники, радио и машиностроения — в значительной мере контролировались коммунистами.

Нападение сотрудников службы безопасности «Ford» на члена профсоюза UAW (26 мая 1937)

В 1938 году Американская федерация труда (AFL) начала «контрреформацию», представляя себя работодателям и работникам как более «безопасную» трудовую силу, чем «радикальный» Конгресс производственных профсоюзов (CIO) — эта «семинария коммунистического мятежа». Данная тактика имела успех: к концу десятилетия AFL преуспела в объединении рабочих за пределами металлургической и автомобильной промышленности; AFL вернула себе статус крупнейшей американской организации труда. Тактика сидячей забастовки, которую многочисленные подражатели стали применять без разбора, начала постепенно вызывать раздражение: общественное сочувствие, имевшее решающее значение для успеха во Флинте, заметно ослабело. Так ⅔ респондентов опроса Gallup в феврале 1937 года заявили, что GM был прав, когда не стал вести переговоры с бастующими, а сенатор из Южной Каролины Джеймс Бирнс в апреле инициировал голосование в Сенате за резолюцию, объявлявшую любую сидячую забастовку незаконной. Ряд работодателей воспринял изменение ситуации как повод вернуться к старой тактике применения силы: 26 мая пять членов UAW были избиты наёмными карателями (см. также «Battle of the Overpass»).
На пресс-конференции от 29 июня 1937 года Рузвельту был задан прямой вопрос о его отношении к противостоянию профсоюзов и работодателей. Президент ответил строчкой из Шекспира, «чума на оба ваши дома». Историк Ирвинг Бернштейн заключил, что с этого момента «краткая и не очень красивая» история дружбы Рузвельта и Льюиса «подошла к концу».

#### Итоги: развитие профсоюзного движения
Первое пятилетие Нового курса привело к появлению в США целой сети новых профсоюзов: во многом «неумышленное» расширение рабочего движения — до приблизительно 23 % рабочих в промышленных секторах — изменило соотношение сил между капиталом и трудом. Когда конституционность закона Вагнера была подтверждена, NLRB стал получать до тысячи обращений в месяц: численность юристов организации выросла с 14 до 226 человек (1937). Постепенно «дикая свирепость» трудовых конфликтов периода Великой депрессии сменилась многочисленностью судебных исков — и трудовые отношения стали одной из наиболее детально сформулированных правовых практик в американском законодательстве. Кровопролитные столкновения у заводских ворот прекратились прежде всего в несельскохозяйственных отраслях — в которых также заметно выше был и рост зарплат. Четырнадцать миллионов работавших женщин, преимущественно занятых в неорганизованной сфере услуг, получили сопоставимые условия труда лишь годы спустя.

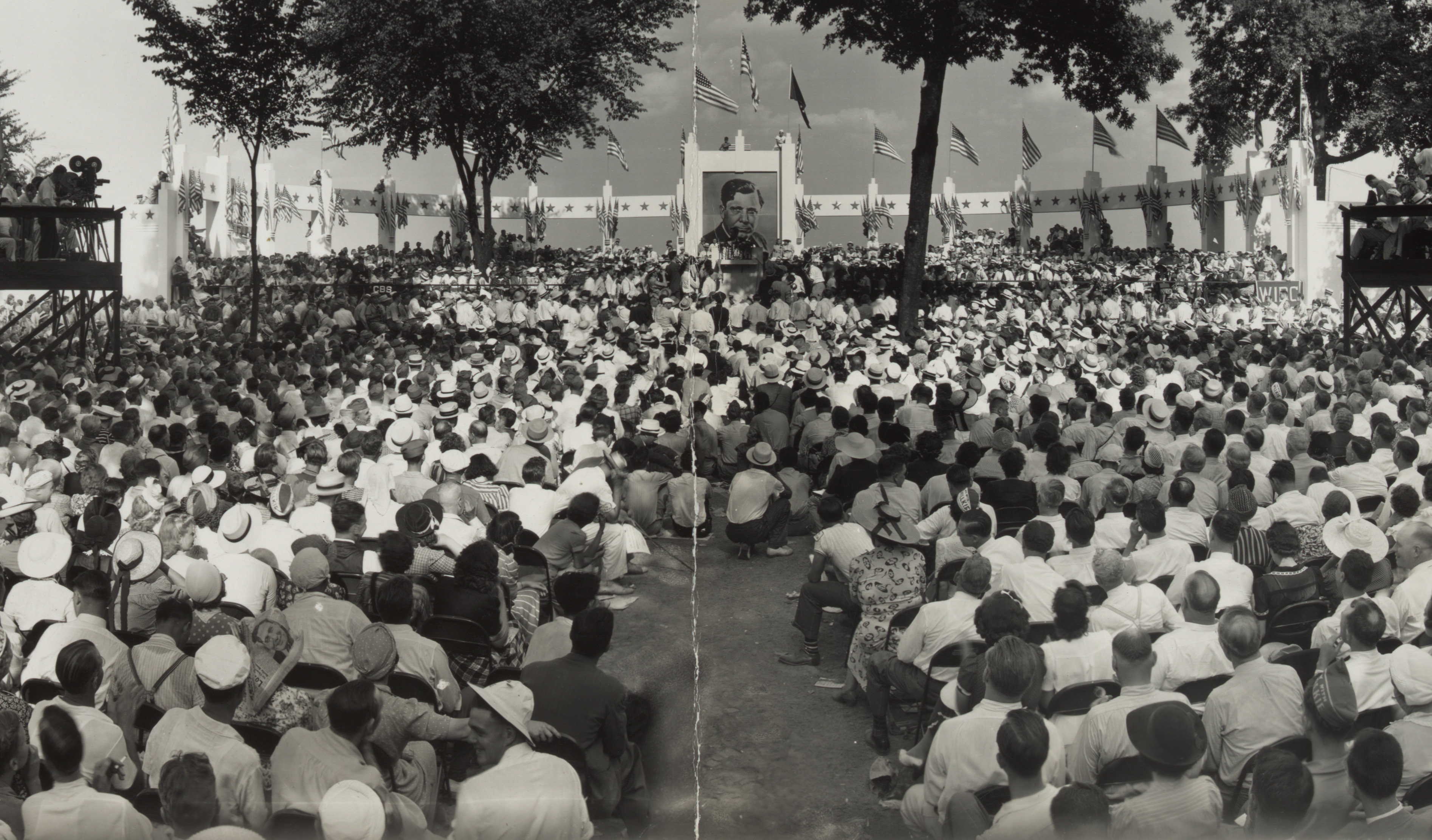
Номинация Уэнделла Уилки кандидатом на выборах президента (август 1940)

Президент Рузвельт и Демократическая партия — наряду с белыми рабочими мужского пола — были в числе ключевых бенефициаров новых условий. Несмотря на то, что современные исследователи не вполне понимают, почему именно президент стал ассоциироваться у широких масс избирателей с достижениями профсоюзов — на президентских выборах 1940 года рабочие крупных промышленных городов массово голосовали за инкумбента. В процессе инкорпорирования ранее политически неактивных — или радикальных — избирателей в уже действовавшие американские институты, потеряли поддержку социалистические и, в особенности, коммунистические партии и группы: «американский коммунизм был задушен в колыбели» (см. маккартизм). Профессор Кеннеди полагал, что — несмотря на крайне низкие доходы значительной части населения в годы депрессии, обострившей «классовое сознание» — возможность участвовать в принятии политических решений помогла сохранить «американскую мечту» и надежду на лучшую жизнь даже среди беднейшей части населения США. «Политизированные» рабочие, постепенно потерявшие контакт со своими этническими сообществами, стали важной частью послевоенного американского капитализма: хотя ранее многие из них считали, что общенациональная партийная политика не имела никакого отношения к их жизни.

### Оппозиция и сворачивание реформ
В начале 1937 года, во второй инаугурационной речи, Рузвельт «с гордостью» заявил, что «наш выход из депрессии очевиден». Однако, восстановление экономики таило в себе и опасности: многие из мер, предпринятых президентской администрацией за прошедшие пять лет — включая и социальное обеспечение — воспринимались современниками как «экстраординарные», как связанные с тяжелейшим экономическим кризисом. Не исключена была их отмена при достижении экономического благополучия: угроза отмены их через серию судебных решений — как уже произошло с NRA и AAA — была наиболее реальной. Решения, принятые, по словам самого Рузвельта, «в атмосфере страха и страдания» могли показаться более ненужными и, таким образом, «признаки процветания могли стать предвестниками катастрофы». Опасения подобного развития событий содержались как в публичных заявлениях, так и в личной переписке президента, размышлявшего в тот период «о сложной взаимосвязи между экономическим кризисом и политическими реформами».
Рузвельт пришёл к выводу, что для долгосрочного сохранения результатов ему надо было действовать именно тогда, в 1937 году — и сразу по трём направлениям: реформировать судебную систему, модернизировать Конгресс и изменить ряд элементов в собственной партии — прежде всего, в её южном крыле.

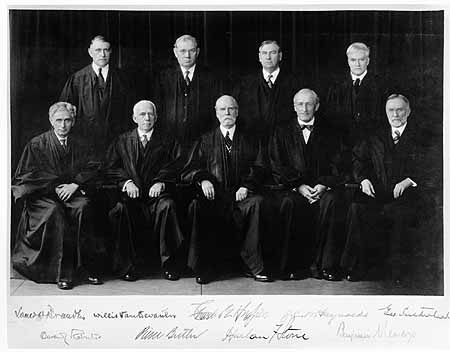
Верховный суд США в 1932—1937 годах

#### Попытка расширения состава Верховного суда
5 февраля 1937 года Рузвельт инициировал попытку расширения состава Верховного суда США: намекая на старческий маразм девяти верховных судей, президент попросил законодателей позволить ему назначать одного дополнительного судью — в общей сложности до шести новых назначений — на каждого действующего члена, который отказался уходить в отставку в возрасте 70 лет. Президент обратил внимание общественности и на то, что за предшествовавший год суд отклонил ходатайства о сертиорари в 695 случаях из 803. Инициатива Рузвельта не получила поддержи даже среди его давних сторонников: так сенатор Бёртон Уилер, разделявший разочарование Рузвельта по поводу консерватизма суда, был принципиально против уменьшения независимости судебной власти. Критики прямо обвинили Рузвельта в стремлении к диктатуре.
Создайте сейчас политический суд, который будет поддакивать исполнительной власти, и вы создадите оружие; оружие, которое в руках другого президента… сократит свободы, написанные кровью ваших предков.— сенатор Б. Уилер

Судья Оуэн Робертс в 1938 году

Однако, 29 марта 1937 года Верховный суд изменил свою позицию по ключевым инициативам Нового курса на диаметрально противоположную: «величайшее конституционное сальто в истории» стало возможным из-за изменения позиции судьи Оуэна Робертса. Современники восприняли такое изменение, как произошедшее под воздействием президентских инициатив: позже выяснилось, что Робертс изменил свою позицию ещё 19 декабря 1936 года. 12 апреля 1937 года суд сформировал большинство в пять человек, чтобы подтвердить легитимность Закона о трудовых отношениях Вагнера; через шесть недель большинство судей проголосовало за страхование по безработице в рамках SSA и поддержало закон о пенсиях по старости. Причин для изменения состава суда не осталось.

#### Партия и оппозиция. «Суды Линча»
Политическая борьба вокруг расширения состава Верховного суда нанесла значительный ущерб Рузвельту: она во многом подорвала политический импульс всего Нового курса. Ущерб был столь велик, что импульс реформ был практически исчерпан к середине 1937 года; профессор Кеннеди полагал, что признание конституционности социальных программ администрации стало «пирровой победой» президента. Среди прочего, «сражение за суд» обнажило глубокие противоречия в рядах самой Демпартии: сенатор из Северной Каролины Джозайя Бейли писал своему коллеге из Вирджинии Гарри Бёрду, о своей надежде «сохранить… Демократическую партию от попыток превратить её в партию Рузвельта». Бертон сравнил Рузвельта с «королём, пытающимся уменьшить количество баронов». В Палате представителей и, особенно, в Сенате демократы в 1937 году всё в большей мере стремились не выполнять распоряжения Рузвельта, а «бросать вызов» президенту. Президентский контроль над законодательным процессом, сопоставимый с таковым в 1933—1935 годах, был исключён.
В результате боя в Верховном суде весь Новый курс на самом деле вылетел в трубу.— министр Уоллес
Однако, законопроект 1937 года был скорее поводом, чем причиной конфликта. Разнородность демпартии — напряжённость между северянами и южанами, между выразителями городских и сельских интересов — просто проявилась в тот период. Так в ходе анализа голосований в Конгрессе середины 1930-х годов историк Джеймс Паттерсон обнаружил, что ключевым фактором, определявшим настроение против Нового курса в среде демократов, была «анти-городская идеология» — политика, помогавшая жителям крупных мегаполисов, вызывала оппозицию не только на сельском Юге, но также и в сельской местности Новой Англии, на Среднем Западе и Западе США. Иначе говоря, Рузвельт все более отождествлялся с городскими, промышленными работниками. Паттерсон утверждал, что даже без борьбы вокруг Верховного суда в партии развилась бы «существенная консервативная оппозиция», поскольку 54 из 96 сенаторов (и 225 из 435 членов Палаты представителей) были направлены в Конгресс преимущественно сельскими избирателями.

Лидеры Палаты представителей перед открытием спецсессии Конгресса (13 ноября 1937)

В 1937 году конгрессмены начали «законодательную сидячую забастовку», которой способствовали правила старшинства, позволявшие представителям Юга обладать непропорционально большой долей в комитетах Конгресса. Занимая ключевые позиции, оппозиционеры смогли перекрыть поток новых законов, определявших ход Нового курса: за весь год конгрессмены приняли только «Национальный закон о жилье Вагнера — Стигалла» (Housing Act of 1937), являвшийся «робкой» попыткой поощрить развитие проектов, связанных с возведением государственного жилья.
Разочарованный непродуктивностью законодателей, 15 ноября Рузвельт созвал Конгресс на специальную сессию. Президент вновь попросил Конгресс принять законопроекты о реорганизации исполнительной власти, а также — о фермерских хозяйствах (замена отменённой AAA), о стандартах заработной платы и о создании региональных органов по управлению природными ресурсами, «Семь маленьких TVA». Наблюдатели отмечали «подавленность и обескураженность» Рузвельта, который «выглядел на все 15 лет старше», чем в момент своей первой инаугурации. Когда специальная сессия закрылась, 21 декабря, ни одна из мер не была принята.

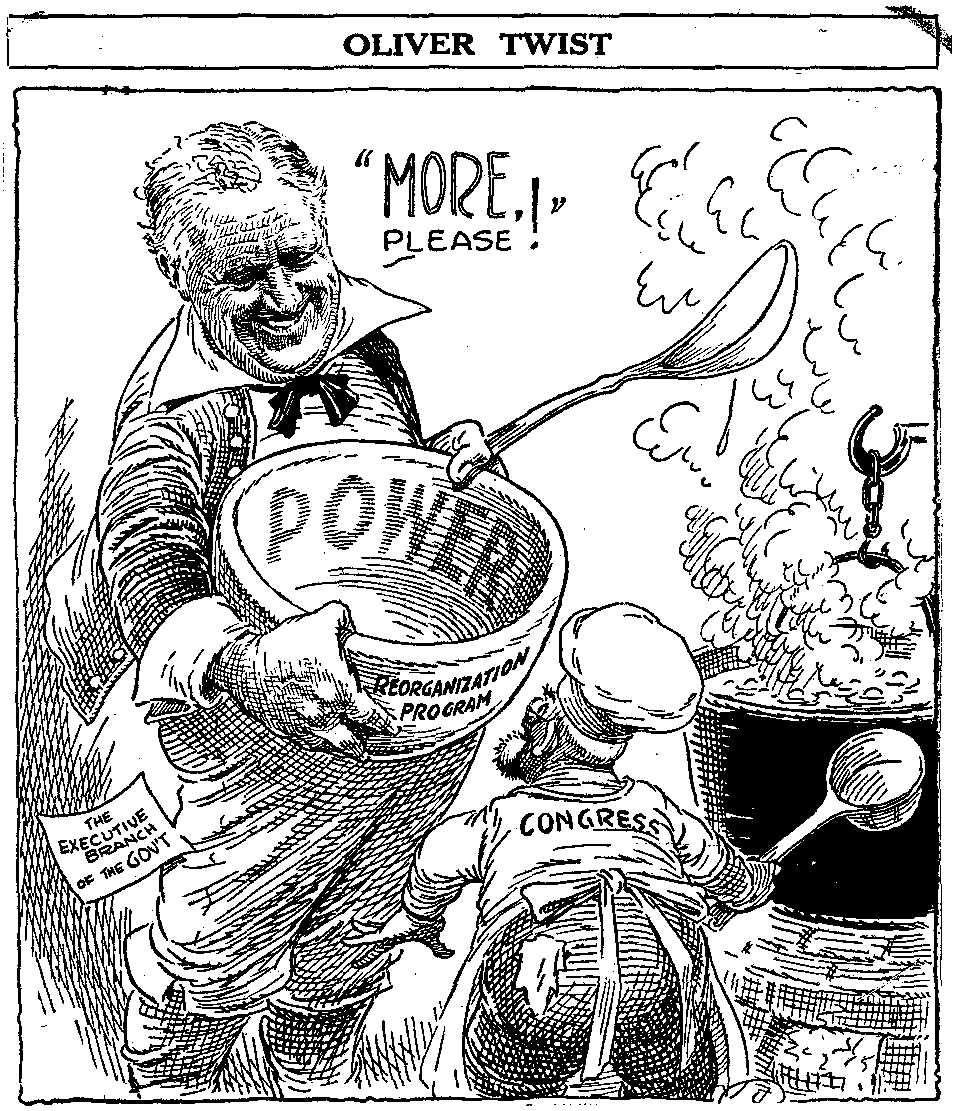
Карикатура: Рузвельт просит у Конгресса «добавки» власти (Chicago Tribune, 1937)

В последние дни сессии двухпартийная группа, в которой доминировали демократы-южане, издала «Консервативный манифест», составленный в основном сенатором Бейли. Десять пунктов манифеста осуждали сидячие забастовки, требовали снижения федеральных налогов и балансировки бюджета, усиления защиты прав штатов, а также — защиты права частного предпринимательства от правительственных посягательств. Кроме того, манифест сообщал об опасности создания класса людей, постоянно зависимых от программ правительственной помощи. Манифест — как «основополагающая хартия современного американского консерватизма» — был одним из первых систематических выражений антиправительственной политической философии, имевшей «глубокие корни» в американской политической культуре. К концу 1930-х годов Новый курс начал столь заметно менять масштаб федеральных учреждений — и расширять сферу деятельности федеральной власти — что спровоцировал обширную консервативную контратаку.
Консерватизм распространился среди самых разных групп населения США: республиканцев, противостоявших росту роли исполнительной власти; менеджеров и собственников, опасавшихся организованной рабочей силы; инвесторов, обеспокоенных стремлением администрации к более высокой заработной плате и к высоким налогам на прибыль; бизнесменов, возмущенных всё новыми законами и ограничениями; фермеров, раздражённых контролем над сельским хозяйством; и белых южан, чрезвычайно чувствительных к любым потенциальным вызовам расовой сегрегации в регионе. В связи с первыми результатами протестов за гражданские права: серией решений в защиту таких прав со стороны американских судов и начавшейся поддержке всеобщих гражданских прав со стороны ряда ведущих политиков-демократов — беспокойство по поводу сохранности сегрегации продолжало расти на Юге в течение всех 1930-х и 40-х годов. Триумфальная победа Рузвельта продемонстрировала, что президент-демократ может быть избран без единого голоса южного избирателя — а затем, что Верховный суд может оказаться под контролем президента — Конгресс стал особенно важен для тех южан, что стремились сохранить сегрегацию.
Нам нужно любой ценой сохранить белое господство в Америке.— сенатор А. Эллендер, 1938

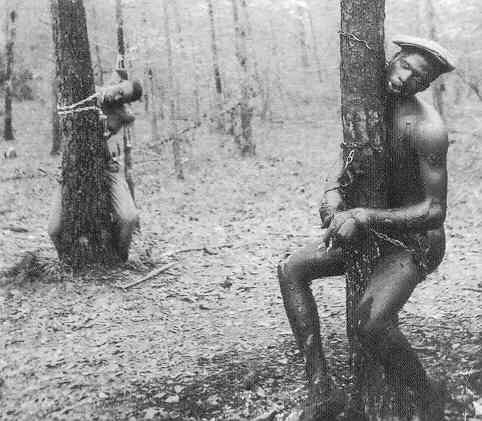
Линчевание в Дак-Хилле (апрель 1937)

В апреле 1937 года ситуация обострилась: Конгресс заслушал представителя Мичигана Эрла Миченера c сообщением прессы об очередном «чудовищном» линчевании в городе Дак-Хилл (Миссисипи, Duck Hill, Mississippi), где одного из двух убитых чернокожих американцев толпа, возглавляемая местным шерифом, пытала факелами (Lynching of Roosevelt Townes and Robert McDaniels). Ситуация получила и международный резонанс: в Третьем Рейхе детали линчевания были использованы национал-социалистической пропагандой как контрпример — для доказательства «гуманности» Нюрнбергских расовых законов. Три дня спустя Палата представителей проголосовала за закон о борьбе с линчеваниями, впервые представленный на рассмотрение ещё в 1934 году: в законе были установлены федеральные меры наказания для местных сотрудников правоохранительных органов, которые поощряли «суды Линча». Для многих южан законопроект подтверждал их худшие опасения по поводу новой Эры Реконструкции — опасения, подкреплявшиеся постоянным потоком фактически сомнительных, но весьма влиятельных «научных» работ, подготовленных историком Уильямом Даннингом и его последователями из Колумбийского университета. В итоге, все представители Юга — кроме техасца Маури Маверика — проголосовали против законопроекта.
Перевезите немца в Киев — и он останется идеальным немцем. Но перевезите его в Майами, и вы сделаете из него дегенерата — другими словами, американца.— А. Гитлер
В Сенате дебаты свелись к оппозиции «введения политики федерального вмешательства в местные дела» и намёкам южан, что «никакая администрация не сможет выжить без нас». Один из самых надёжных союзников Рузвельта в Конгрессе, Джеймс Бирнс, заявил, что Юг был «брошен» (англ. deserted) демократами c Севера. Схемы XIX века, связанные с «репатриацией» американских негров в Африку, вновь появились в дискуссии. Рузвельт опасался открыто поддержать инициативу в связи с возможностью для южан ещё более заблокировать работу Конгресса. В итоге законопроект был снят с рассмотрения 21 февраля 1938 года.

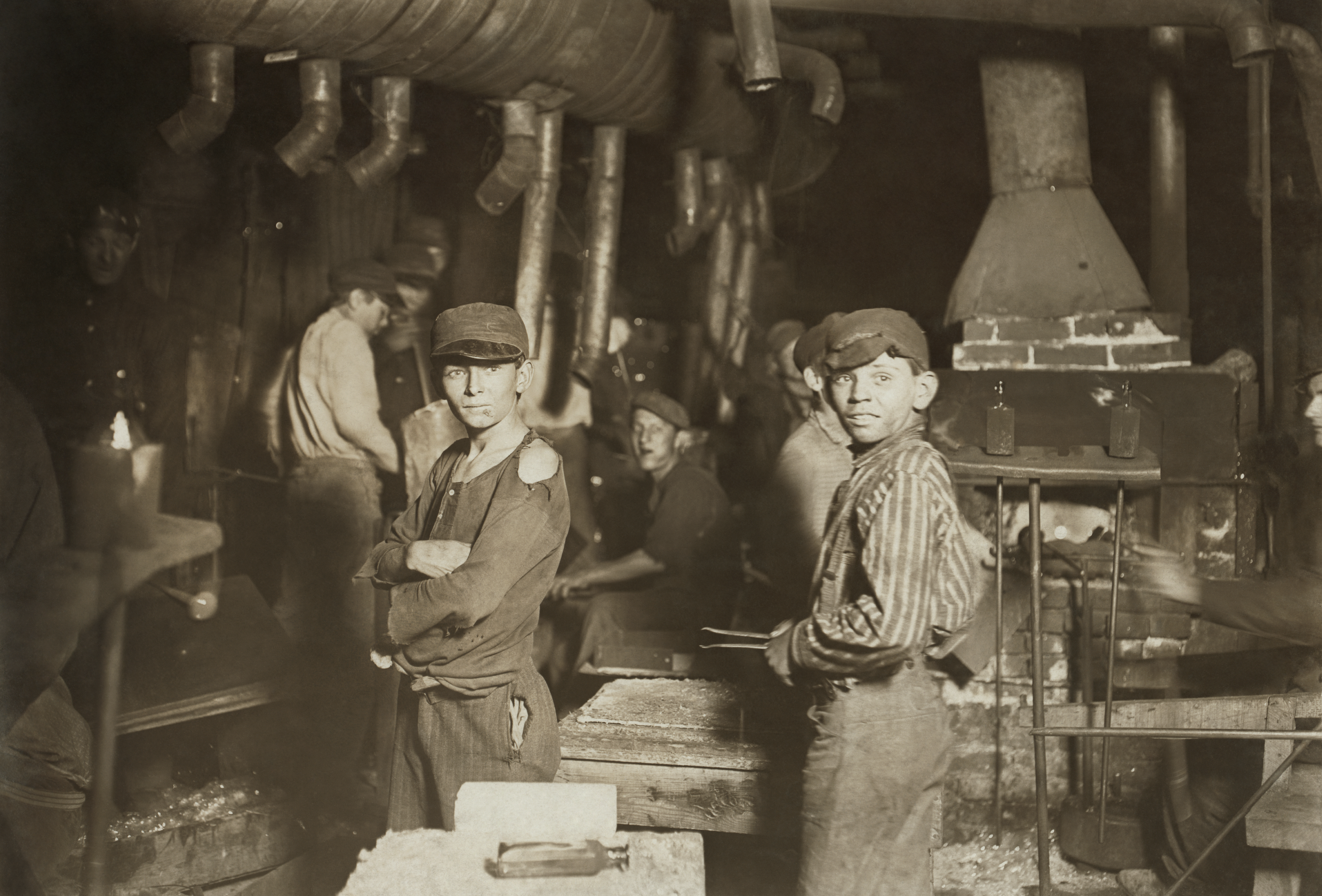
Подростки работают на стекольном заводе в Индиане ночью (Л. Хайн, август 1908)

#### «Закон о справедливых условиях труда» (FLSA)
«Бесплодная» законодательная сессия 1937 года убедила Рузвельта в том, что он должен попытаться очистить Демократическую партию от консерваторов. В следующем году президенту всё же удалось провести одно из своих ранних предложений — был принят законопроект о фермерских хозяйствах (Agricultural Adjustment Act of 1938). Остальные меры были отвергнуты и, по выражению министра Икеса, «побитый» президент «пустил всё на самотёк». Исключение составил «прямой потомок» NIRA/NRA и законопроекта Блэка: закон о справедливых условиях труда (FLSA).
FLSA запрещал детский труд и требовал, чтобы работодатели в промышленности поэтапно вводили минимальную заработную плату в 40 центов в час и переходили на 40-часовую рабочую неделю. Закон продемонстрировал политику Рузвельта в отношении труда, заключавшуюся в законодательном регулировании, а не в борьбе с работодателями через профсоюзы. Профсоюзные лидеры выступили против нового акта. 25 июня 1938 года Франклин Рузвельт поставил свою подпись под FLSA — как выяснилось впоследствии, под последней крупной реформой Нового курса.
Законодатели-южане в большинстве своём понимали, что низкая заработная плата была главным — а возможно и единственным — преимуществом Юга в конкуренции с более производительным Севером. Публицист Уолтер Липпманн видел в FLSA реализацию «частных» интересов, «замаскированную под гуманитарную реформу». Почти 20 % южных промышленных рабочих получали меньше установленного минимума — в других регионах США этот показатель составлял только 3 %. Таким образом FLSA оказал влияние преимущественно на штаты бывшей Конфедерации, вызвав новые конфликты между президентом и его однопартийцами.
Рузвельт и небольшая группа южных либералов прямо заявляли, что задачей FLSA было «втолкнуть Юг в современную эру». Прекращение работы текстильных фабрик, построенных более полувека назад и «крайне неэффективных» по стандартам 1930-х годов, было одной из целей принятия закона. По мнению президента, «низкая заработная плата означает низкую покупательскую способность… и давайте помнить, что покупательная способность означает много других хороших вещей: лучшие школы, лучшее здравоохранение… лучшие дороги».

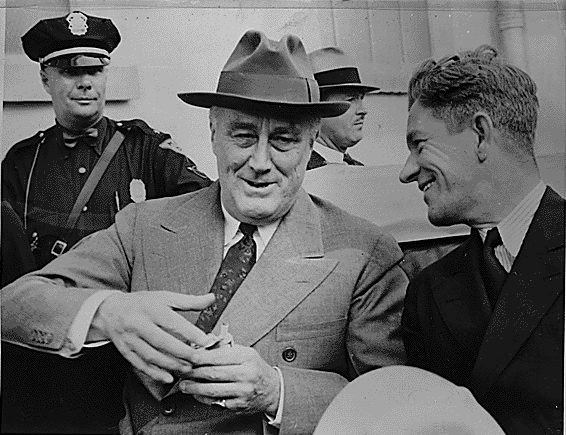
Рузвельт c мэром Майами (май 1937)

#### Попытка повлиять на политику Юга
Рузвельт продолжал настаивать на своём доводе о пользе подъёма самого бедного региона страны: он назвал Юг американской «экономической проблемой номер один» и заказал отчёт «Об экономических условиях Юга», опубликованный в августе 1938 года. Доклад, «замаскированный», по мнению профессора Кеннеди, под объективный анализ экономики, фактически являлся манифестом южных либералов по развитию региона. Они надеялись, что федеральное правительство сможет интегрировать бывшую Конфедерацию в общенациональную экономику, предполагая своего рода «региональный Новый курс». Такая программа была невозможна при консервативном политическом руководстве и доклад стал, по словам Кларка Формана (Clark Howell Foreman, 1902—1977), «частью президентской программы по либерализации Демократической партии».
В основе Нового курса лежала не философия, а темперамент.— историк Р. Хофштадтер, 1948
Воодушевлённый победой либерала Клода Пеппера на майских выборах в сенат Флориды, Рузвельт решил вмешаться в серию первичных выборов: в конце июня, в ходе очередной «Беседы у камина», он объявил войну новым «медноголовым» — которые, «ценили мир больше, чем справедливость». Рузвельт явно нацелился на то, чтобы превратить Демократическую партию в либеральную силу. Устроив в конце лета тур по Дикси, он изложил местным избирателям все недостатки региона, перечисленные в отчёте «Об экономических условиях». 11 августа в своём «втором родном штате», в Джорджии, Рузвельт прямо столкнулся с сенатором Уолтером Джорджем — президент откровенно насмехался над сенатором с 1922 года, которого даже собственная жена называла «мистер Джордж».

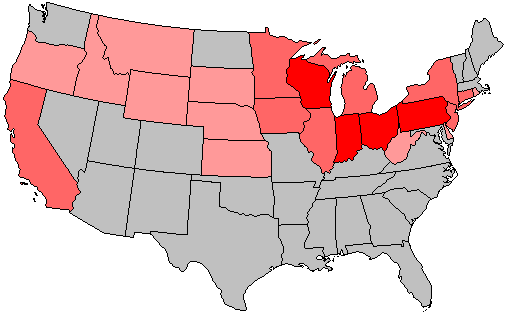
Партийные изменения в Палате представителей по штатам США (1938): оттенки красного — увеличение количества республиканцев; серый — без изменений

Аналогично Рузвельт повёл себя и в Мэриленде, где выступил против действующего сенатора Милларда Тайдингса. Кроме того, президент стал выступать и с более общими заявлениями — о том, что все достижения Нового курса находились под угрозой от перспективы консервативной реакции. День выборов стал поражением для Рузвельта: Джордж и Тайдингс уверенно победили, вопреки воле «навязчивого янки-саквояжника» — которому, по мнению Джорджа, не удался «Второй марш через Джорджию». Обдумывая причину неудач своих «избирательных набегов», Рузвельт пришёл к выводу, что «требуется очень много времени, чтобы перенести прошлое в настоящее».
В целом по стране республиканцы в тот период добились своих самых заметных успехов с 1928 года: они выиграли 13 губернаторств, удвоили свои силы в Палате представителей и получили восемь дополнительных мест в Сенате. «Огромная гора политического капитала», которую Рузвельт продемонстрировал в 1936 году, иссякла всего за два года: опросы начали показывать значительное снижение популярности президента сразу после его заявления о реформе Верховного суда. Соединённые Штаты, в особенности южные регионы, явно не стремились навсегда стать «страной Нового курса».

#### Комиссия по расследованию антиамериканской деятельности (HUAC)
Тем временем консервативная коалиция в Конгрессе перешла в политическое наступление. Использовав сведения, собранные Комитетом гражданских свобод, в Конгрессе была образована Комиссия по расследованию антиамериканской деятельности (HUAC/HCUA), которую возглавил техасец Мартин Дайс. Новая комиссия провела «сенсационные» публичные слушания, заявив о наличии масштабного коммунистического влияния как на американское рабочее движение, так и на многие проекты Нового курса. Среди прочего, «разоблачения» Дайса способствовали свёртыванию Федерального театрального проекта — что, в свою очередь, стало началом ликвидации целого ряда агентств Нового курса.

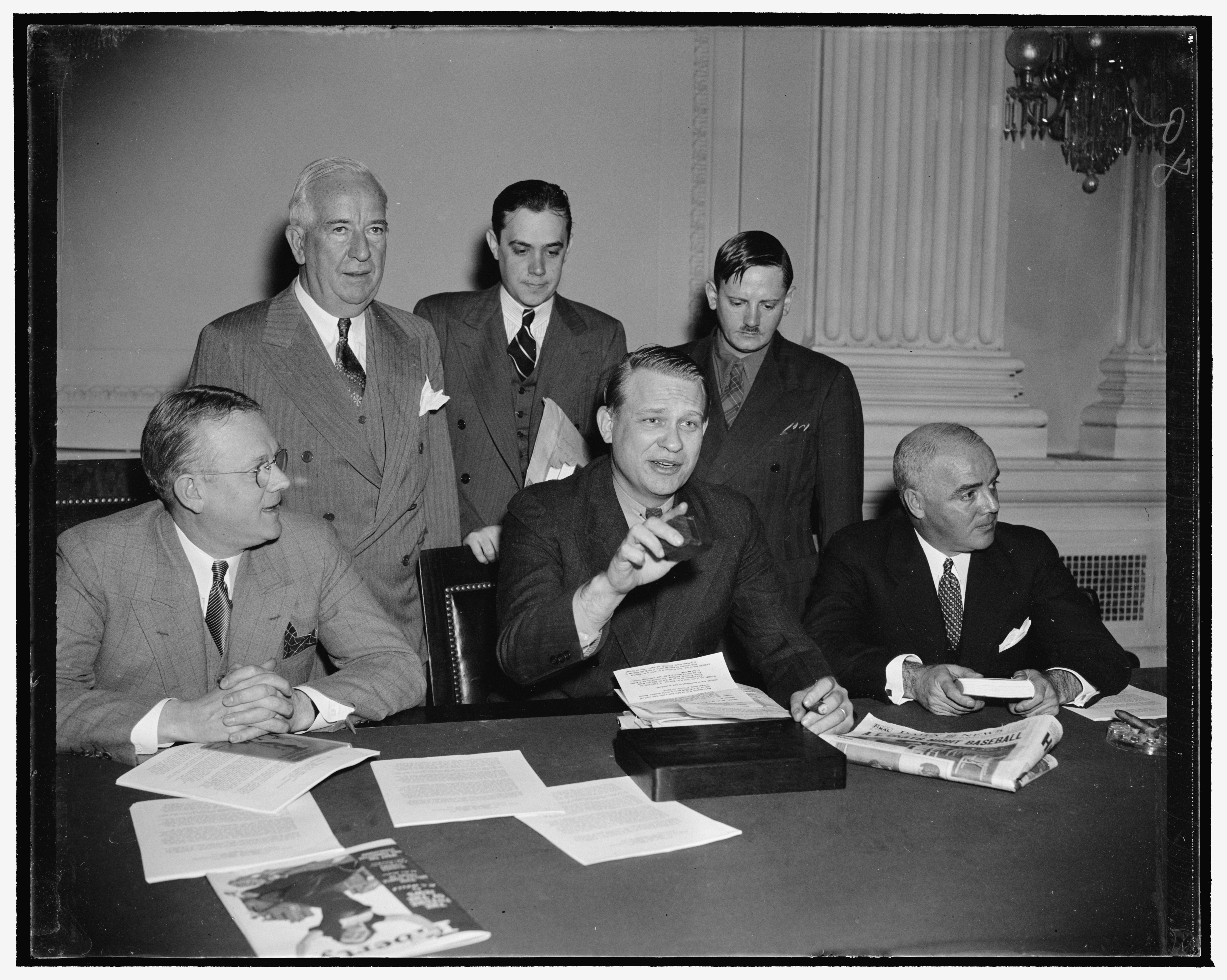
Комиссия HUAC (15 декабря 1938)

Кроме того, утверждения HUAC о том, что программа WPA использовалась в политических целях — в частности, в ходе кампании по переизбранию Олбена Баркли в Кентукки — побудили Конгресс сократить ассигнования. Законодатели также приняли закон Хэтча (Hatch Act of 1939), запрещавший американским федеральным служащим участвовать в любых политических кампаниях. «Параноидальная» деятельность HUAC приписала Гарри Гопкинсу фразу «мы будем взимать налоги и тратить, и тратить, и тратить, и избирать, и избирать», которая — несмотря на сомнительность в аутентичности — цитировалась критиками Нового курса и много десятилетий спустя. В преддверии избирательного сезона 1940 года Новый курс «превратился в движение без программы, без эффективной политической организации, без поддержки крупнейших партий и без кандидата».

### Рецессия 1937—1938 годов
Политический тупик 1937 года совпал с возобновлением экономического кризиса: в сентябре наблюдатели стали отмечать стремительное снижение деловой активности, превосходившее темпы 1929 года — акции потеряли более трети своей стоимости в течение всего нескольких недель, а корпоративная прибыль упала почти на 80 %. Политики, ранее бравшие на себя всё большую ответственность за состояние американской экономики, оказались вынуждены объяснять происходившее. Часть современников полагала, что непрерывные реформы предшествующих лет подорвали доверие бизнеса к властям, однако Рузвельт воспринял замедление инвестиций не как объективный экономический процесс, а как часть политического заговора против него лично — как «забастовку капитала», направленную на то, чтобы сместить его с должности и разрушить Новый курс. Рузвельт — в личном разговоре утверждавший, что падение испугало сотрудников Белого дома «до дрожи» — приказал ФБР провести расследование о возможном преступном сговоре бизнесменов.
Позиция президента получила поддержку у целого ряда чиновников его администрации: так Роберт Джексон — будущий обвинитель на Нюрнбергском процессе, в те годы являвшийся помощником генерального прокурора — и министр Икес произнесли в декабре 1937 года серию «громких» речей, продолжив предвыборную риторику президента. В своих выступлениях Икес выступил против Генри Форда, Тома Гирдлера и «Шестидесяти семейств», которые составляли «живой центр современной индустриальной олигархии, доминирующей в Соединённых Штатах», целью которой было «порабощение Америки». Одновременно британец Кейнс, недавно опубликовавший книгу «Общая теория занятости, процента и денег», написал Рузвельту частное письмо, в котором высоко оценил предыдущие реформы и призвал американского лидера начать масштабные государственные инвестиции для преодоления рецессии — прежде всего, инвестиции в жилищное строительство. Финансовый чиновник Локлин Карри составил меморандум, где связал начало экономического падения со снижением бюджетного дефицита — документ, поддержанный банкиром Марринером Экклзом, впечатлил Рузвельта.

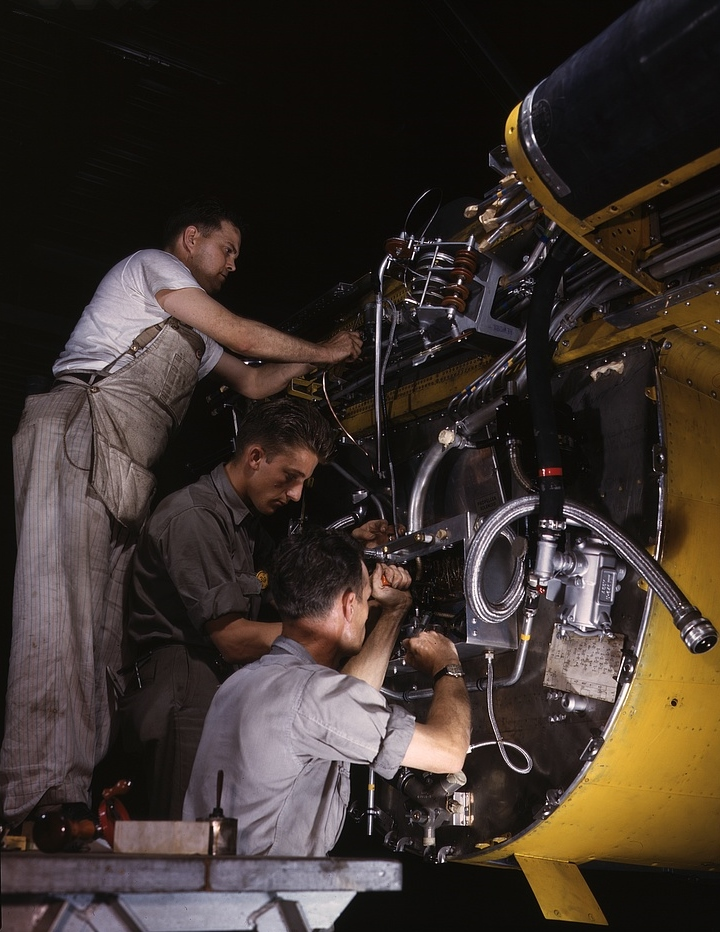
Изготовление одного из 9816 бомбардировщиков B-25 Mitchell (июль 1942)

В апреле 1938 года президент согласился на дополнительные расходы и запросил у Конгресса чрезвычайные ассигнования в размере около 3 миллиардов долларов — что было кратно меньше, чем предлагали кейнсианцы. По мнению профессоров Кеннеди и Гэддиса, угроза новой войны — а не новая экономическая теория — позднее вынудила правительство начать расходовать средства в «невообразимом» масштабе:
На девятый год Великой депрессии и на шестой год Нового курса Рузвельта, более 10 миллионов американцев все ещё оставались безработными, а Америка так и не нашла формулы для экономического восстановления.— профессор Д. М. Кеннеди, 1999

### Завершение Нового курса
Ежегодное послание Рузвельта Конгрессу, состоявшееся в январе 1939 года, стало его первой президентской речью, в которой он не предложил никаких новых социальных и экономических реформ — президент видел дальнейшей целью сохранение уже сделанных преобразований. Вторая мировая война в значительной мере изменила эти планы, стимулировав новые масштабные преобразования в США — но реформы после сентября 1939 года уже не были частью Нового курса администрации Рузвельта.

## Влияние
В течение пятилетия Нового курса в США было проведено больше социальных и институциональных реформ, чем в любой сопоставимый отрезок времени в истории страны. Противоречивые реформы времён Рузвельта стали «краеугольным камнем» американских политических дискуссий последующих лет — дискуссий, в которых отразилось отношения американцев к роли федерального правительства. Вопреки более поздней мифологии о нём, Новый курс не остановил экономическую депрессию и не перераспределил национальный доход в США. Он также не изменил форму собственности на средства производства в стране: в Соединённых Штатах не появилось множества крупных государственных предприятий. Рузвельтовские реформы обычно сочетали в себе элементы государственного регулирования и рыночного саморегулирования. В итоге, именно такие структурные реформы стали наиболее долговечным наследием всего Нового курса.
Одновременно, «незавершённость и неполнота» преобразований Нового курса вызывала сожаление у многих последующих политиков и исследователей. Их беспокоило, что не все американцы в равной степени «выиграли» от Нового курса: белые рабочие-мужчины были в числе ключевых бенефициаров экономических реформ, в то время как женщины и афроамериканцы скорее добились ряда символических достижений. Гендерное и расовое неравенство было частью большинства программ Нового курса. Однако, после Второй мировой войны афроамериканские избиратели, поддержавшие Демократическую партию в годы Нового курса, включили гражданские права в партийную программу: что в конечном итоге привело к «перегруппировке» американской политической системы и республиканцы стали доминирующей партией на Юге.
Несмотря на смерть Франклина Рузвельта в 1945 году, «эра демократов» в США продолжилась: Демократическая партия оставалась партией большинства в Конгрессе до 1952 года, а «коалиция Нового курса» продолжала существовать до конца 60-х годов. Преемник Рузвельта на посту президента, Гарри Трумэн, попытался продолжить политику своего предшественника в рамках «Справедливого курса» (англ. Fair Deal), но не сумел добиться результатов, сопоставимых с рузвельтовскими. Холодная война, начавшаяся при Трумэне, оказала влияние на развитие политической и экономической мысли в США: интеллектуальная открытость, характерная для начала 1930-х годов, во второй половине 40-х сменилась появлением «системы табу», ограничивавшей политические и экономические дискуссии — выражение коммунистических или фашистских взглядов было затруднено. Отдельные проекты Нового курса всё же оказали заметное влияние на последующие инициативы американских политиков: так Корпус мира, основанный президентом Джоном Кеннеди в 1961 году, часто описывался как «глобальная версия» корпуса CCC, а «Великое общество» Линдона Джонсона содержало в себе такие черты Нового курса как поощрение жилищного строительства, развитие художественных программ и финансирование образовательных проектов — хотя в большей мере являлось продуктом именно Холодной войны.

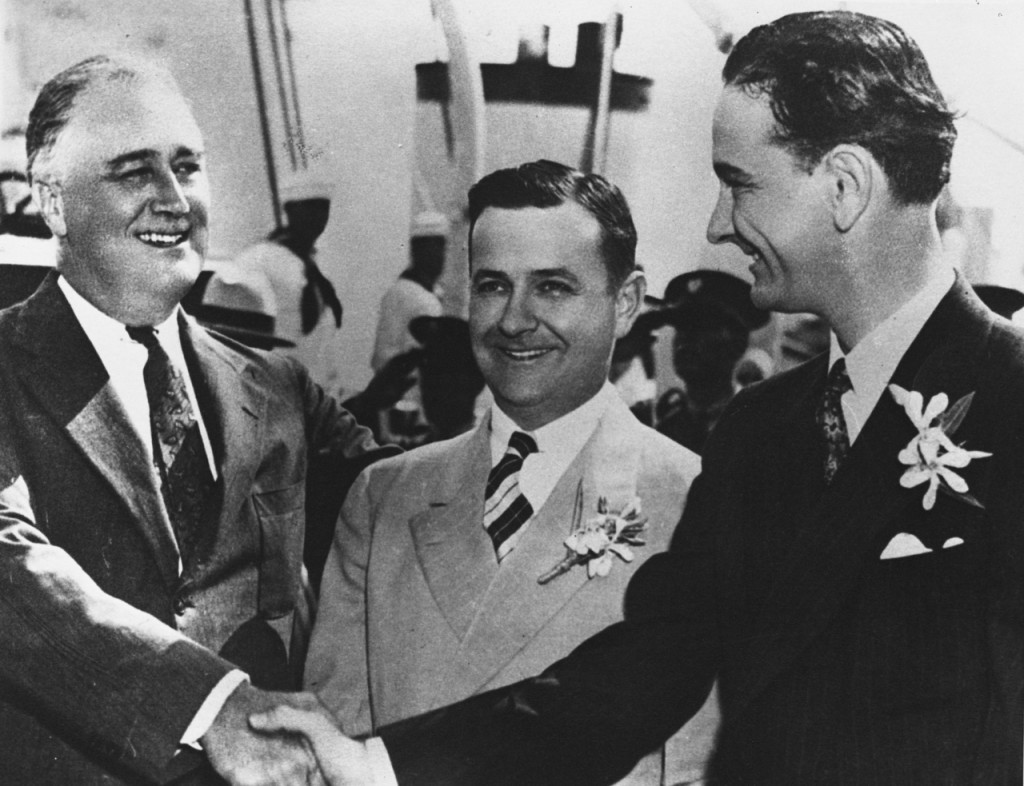
Рузвельт пожимает руку главе техасского отделения NYA Линдону Джонсону (1937)

В то время как ряд исследователей считал, что проект «Великого общества» был последним проектом, наследовавшим Новому курсу Рузвельта, другие утверждали, что «Америка Рузвельта» закончилась только в 1981 году — со вступлением в должность президента Рональда Рейгана, сделавшего ставку на развитие свободной рыночной экономики.
В последние годы Второй мировой войны в США стали набирать популярность идеи о «Новом курсе для всего мира» — политика, аналогичная американской, но более последовательная и систематическая, рассматривалась как способ предотвратить наступление Третьей мировой войны. Американская зона оккупации Германии и оккупированная Япония стали местом для проведения подобной политики: сельскохозяйственные реформы в послевоенной Японии, включавшие в себя создание кооперативов и перераспределение земли, отразили наиболее прогрессивные тенденции времён Рузвельта. Целый ряд чиновников из администрации Рузвельта, переживших своего начальника, занял ключевые позиции как в оккупационных администрациях, ответственных за реформы, так и в институтах ООН — многочисленность которых напоминала «алфавитный винегрет» 30-х. Однако, послевоенные программы «ньюдилеров» больше отражали их надежды времён Нового курса, чем фактическую политику того периода.

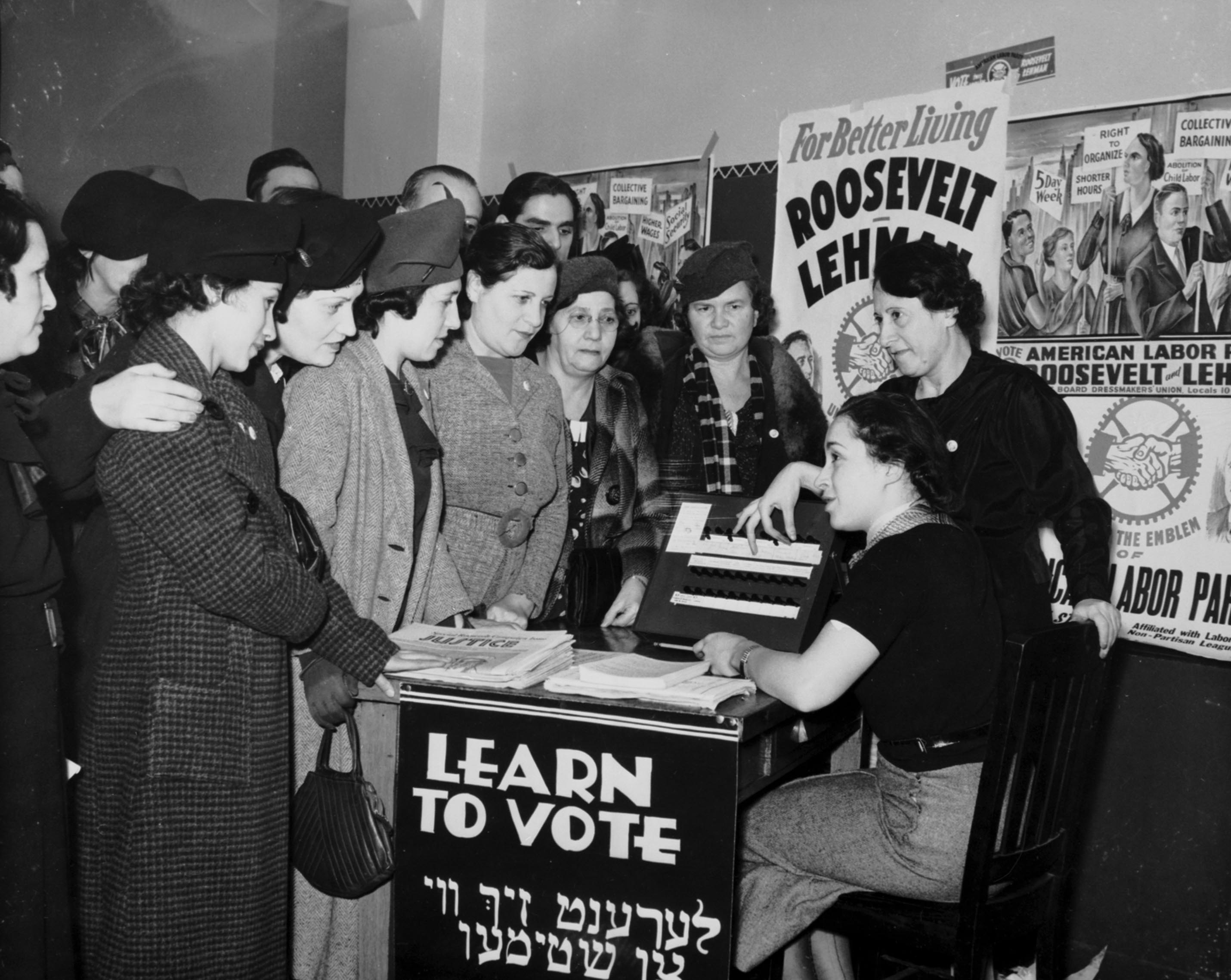
«Женщины учат других женщин голосовать» (1935)

Как и внутри США, проблематика Холодной войны смешалась с идеями Нового курса, формируя новые общемировые политико-экономические программы, включая и план Маршалла. Нерешённые в годы Нового курса межрасовые проблемы также оказали влияние на послевоенную ситуацию: когда ряд чернокожих солдат дезертировал из американской армии и перебрался в СССР, по имиджу США за рубежом был нанесён заметный удар.
Новый курс оставался ярким символом и в XXI веке: политики и активисты со всего мира регулярно призывали к тому или иному «новому курсу». В 2000 году генеральный секретарь ООН Кофи Аннан призвал к «глобальному новому курсу», а девять лет спустя с аналогичной идеей выступил британский премьер-министр Гордон Браун. В 2013 году Европейский союз потребовал «Нового курса для Сомали» — по аналогии с уже реализовывавшимся «Новый курсом для Конго». Однако, символические отсылки зачастую не отражали конкретных параллелей с американским Новым курсом: активисты и политики часто подразумевали решительные действия государства во время кризиса, оставляя в стороне изоляционизм программы 30-х — то есть лозунги «Новый курс» и «план Маршалла» использовались практически взаимозаменяемо. Таким образом, как глобальный образ, «Новый курс» всё дальше отдалялся от своего исторического первоисточника.

## Историография
Историография Нового курса начала формироваться в 1930-е годы: немногие эпохи в современной американской истории были предметом более продолжительных исследований или более интенсивных дебатов. Попытки анализа различий в идеологии, в особенности, между «первым» (1933) и «вторым» Новым курсом (1935), — стали причиной появления в XX веке множества работ по теме. Однако, историки XXI века полагали, что 1935 год не стал «водоразделом» ни в философии, ни в экономической модели: весь Новый курс характеризовался «интеллектуальной всеядностью». Роль «прото-кейнсианских» экономических воззрений в формировании программ курса также подробно обсуждалась историками второй половины XX века: кейнсианский подход к исследованиям позволил на несколько десятилетий сохранить интерес к Новому курсу, но привёл к ряду искажений в описании исторических событий.
Опыт Нового курса — в частности, деятельность TVA — стал объектом исследований экономистов, не разделявших взглядов Кейнса. Данный опыт отчасти сформировал как концепцию «пагубной самонадеянности» Фридриха Хайека, так и критику вмешательства государства в экономику со стороны участников общества «Мон Пелерин»: включая Милтона Фридмана, Готфрида Хаберлера, Джейкоба Вайнера и ряда представителей Чикагской школы. Мировой экономический кризис, начавшийся в 2008 году, и Европейский долговой кризис 2011—2014 годов вызвали новую волну интереса к проблематике Нового курса: в особенности, к программам контроля за деятельностью финансового сектора и вопросам ипотечного кредитования.